# Arquitectura de las catedrales medievales de Inglaterra

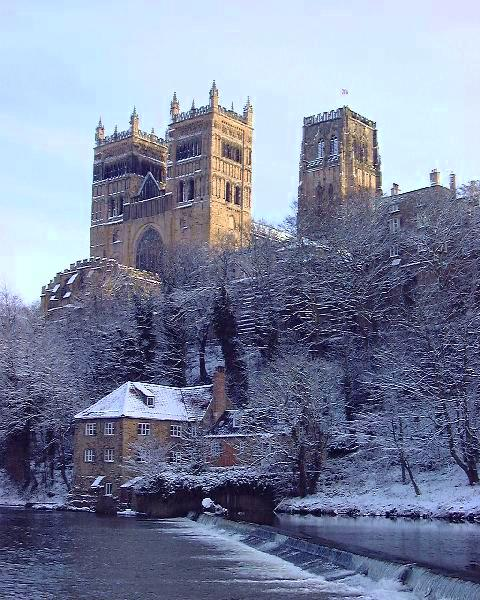
La catedral de Durham, con sus tres altas torres, elevándose nevada en un acantilado sobre el río Wear.

Las catedrales medievales de Inglaterra, que datan de entre aproximadamente 1040 y 1540, son un grupo de veintiséis edificios que constituyen un aspecto importante del patrimonio artístico del país y figuran entre los símbolos materiales más significativos de la cristiandad. Aunque de estilos diversos, comparten una función común como catedrales: fueron la iglesia central de una región administrativa (o diócesis) y albergan la silla de un obispo (cátedra, del griego). Cada una de esas catedrales también fue un centro regional y símbolo de orgullo y afectos.
Solamente dieciséis de esos edificios eran catedrales católicas en el momento de la Reforma anglicana (1534): ocho que eran servidas por canónigos seculares, y ocho más que eran monasterios. Otras cinco catedrales eran antiguas abadías que fueron reconstituidas con canónigos seculares para ser catedrales de las nuevas diócesis establecidas por Enrique VIII después de la disolución de los monasterios (1536-1540) y que comprenden, junto con las antiguas catedrales monásticas, las «catedrales de Nueva Fundación». Dos iglesias monásticas anteriores a la Reforma, que sobrevivieron como parroquias ordinarias durante 350 años más, se convirtieron en catedrales en los siglos XIX y XX, y también las tres iglesias colegiatas medievales que retuvieron su fundación para el culto coral.
Aunque hay características comunes que son distintivamente inglesas, estas catedrales destacan por su diversidad arquitectónica, tanto comparando unas con otras como por las partes de cada edificio entre sí. Esto es más marcado que en las catedrales y grandes abadías medievales del norte de Francia, por ejemplo, que forman un conjunto relativamente homogéneo y cuyo desarrollo arquitectónico puede ser seguido fácilmente de un edificio a otro.
Uno de los puntos de interés de las catedrales inglesas es la manera en que mucha de la historia de la arquitectura medieval puede ser observada en un solo edificio. En general, cada edificio tiene partes importantes construidas en distintos siglos sin intentos aparentes de dar coherencia estilística al trabajo tardío o seguir un plan anterior. Por esta razón, cualquier cronología arquitectónica completa debe saltar hacia adelante y hacia atrás de un edificio a otro. Solo un edificio, la catedral de Salisbury, muestra una unidad de estilo.
Todos los edificios han sido declarados edificios listados de Grado I y dos de ellos han sido declarados patrimonio de la Humanidad por la Unesco: la catedral de Durham («Catedral y castillo de Durham», 1986, mod. 2008) y la abadía de Westminster («Palacio y abadía de Westminster incluyendo la iglesia de Santa Margarita», 1987, mod. 2008).

## Antecedentes

### Historia

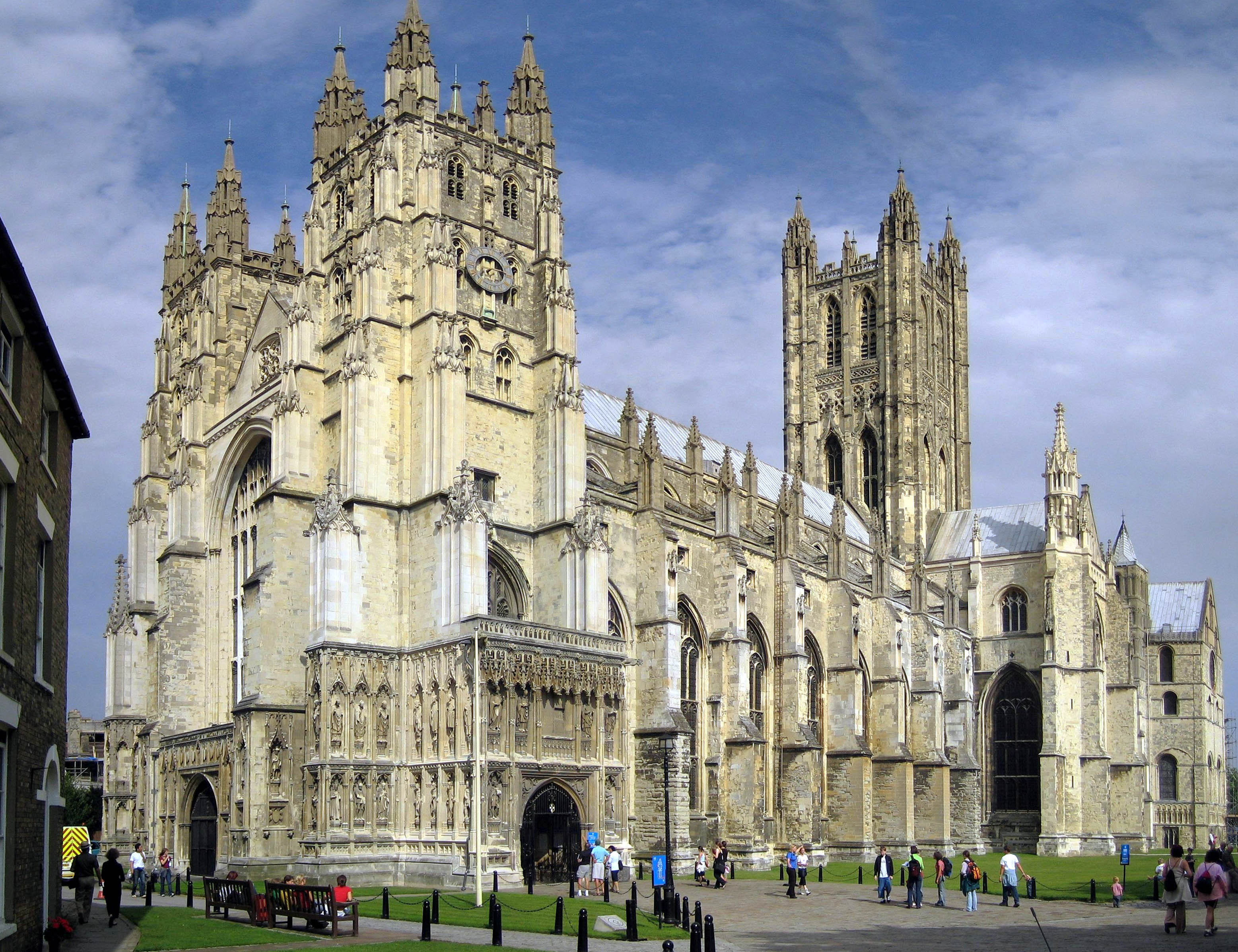
La sede de Canterbury fue fundada en 597 por san Agustín. Vista del exterior en un día brillante. El edificio es de piedra pálida, con tres altas torres y mucho ornamento gótico detallado.

Los romanos llevaron el cristianismo a Inglaterra, que luego se difundió a través de la isla de Gran Bretaña, hasta el siglo V, decayendo a partir del abandono romano de la isla y la invasión de los sajones. En el año 597 el papa Gregorio mandó a Agustín como misionero de Roma a Canterbury —la misión gregoriana— donde estableció una iglesia dirigida por canónigos seculares —y posteriormente por monjes benedictinos desde el período sajón tardío hasta 1540 — que será la primera sede obispal de Inglaterra. La actual iglesia catedral de Canterbury es todavía la sede del arzobispo de Canterbury, primado de toda Inglaterra.
Iniciada por Alfredo el Grande en 871 y consolidada bajo Guillermo el Conquistador en 1066, Inglaterra se convirtió en una entidad política unificada en una fecha más temprana que otros países europeos. Uno de los efectos fue que las unidades de gobierno, tanto de Iglesia y Estado, eran relativamente extensas. Inglaterra fue dividida en la Sede de Canterbury y en la Sede de York, dirigidas por dos arzobispos. Durante el período medieval no hubo en Inglaterra más de 17 obispos, muchos menos que en Francia e Italia.

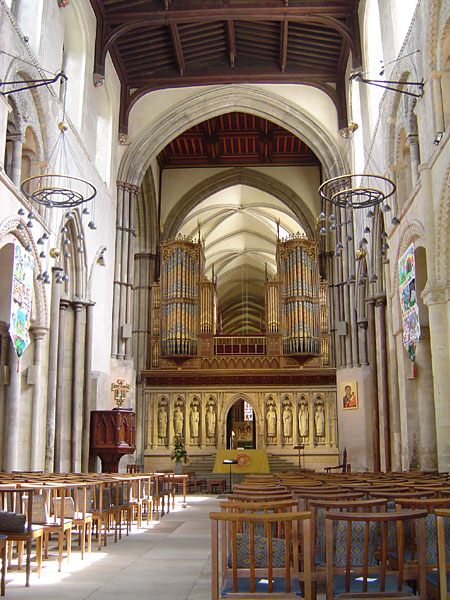
La catedral de Rochester fue una fundación de canónigos seculares desde 604-1076, luego benedictina hasta 1540 cuando fue revertida a capilla secular. Vista interior de la nave central mirando al este: la nave tiene arcos normandos y un techo plano de madera; más atrás se ve la bóveda de piedra del coro. La catedral está dividida por una pantalla de piedra ricamente decorada en la que descansan dos secciones de los tubos del órgano.

El monaquismo benedictino, presente en Inglaterra desde el siglo VI, se difundió enormemente después de la invasión normanda en 1066. También hubo un buen número de abadías cistercienses, pero como se encontraban en áreas remotas no fueron pensadas para convertirse en catedrales. La arquitectura románica de Normandía remplazó a la de la Inglaterra anglosajona, siendo los edificios generalmente largos y más espaciosos; la disposición habitual de los edificios monásticos siguió el modelo de la gran abadía de Cluny. El estilo románico, del que la forma inglesa a menudo se conoce como arquitectura normanda, desarrolló varias características locales plenamente inglesas.
En el momento de la conquista normanda, la mayoría de las catedrales inglesas ya estaban ricamente dotadas, y como centros mayores del poder normando, fueron capaces de adquirir más tierras anteriormente ocupadas por terratenientes ingleses desposeídos. Además, el desarrollo del diezmo como un impuesto obligatorio sobre la producción agrícola, dio como resultado un gran aumento de los ingresos para el clérigo titular. Aunque todas las catedrales acumularon donaciones de fieles y de peregrinos, en la práctica las campañas edificatorias más importantes fueron en gran parte, o enteramente, financiadas con la riqueza acumulada del obispo y del clero del capítulo. La disponibilidad de financiación determinaba en gran medida la velocidad de construcción de los proyectos importantes. Cuando se disponía de dinero, los trabajos de la catedral avanzaban a gran velocidad. En Winchester, durante el período normando, toda una catedral de un tamaño sin precedentes fue construida desde cero en menos de 20 años.
Un aspecto importante en la práctica del cristianismo medieval era la veneración de santos y la peregrinación asociada a lugares donde estaban enterradas reliquias de santos y se honraban sus tradiciones. La posesión de reliquias de un santo popular era una fuente de fondos para cada iglesia individual y los fieles hacían donaciones y beneficios con la esperanza de recibir ayuda espiritual, una bendición o la sanación por la presencia de esa reliquia del santa. Entre esas iglesias obtenían especiales beneficios la abadía de San Alban, que tenía las reliquias del primer mártir cristiano de Inglaterra; la catedral de Ripon, con el santuario de su fundador san Wilfredo; la catedral de Durham, que fue construida para albergar el cuerpo de san Cuthbert de Lindisfarne; y Aidan, Ely con el sepulcro de San Ethelreda; la abadía de Westminster, con el magnífico sepulcro de su fundador San Eduardo el Confesor: y la catedral de Chichester, con los restos de san Ricardo.

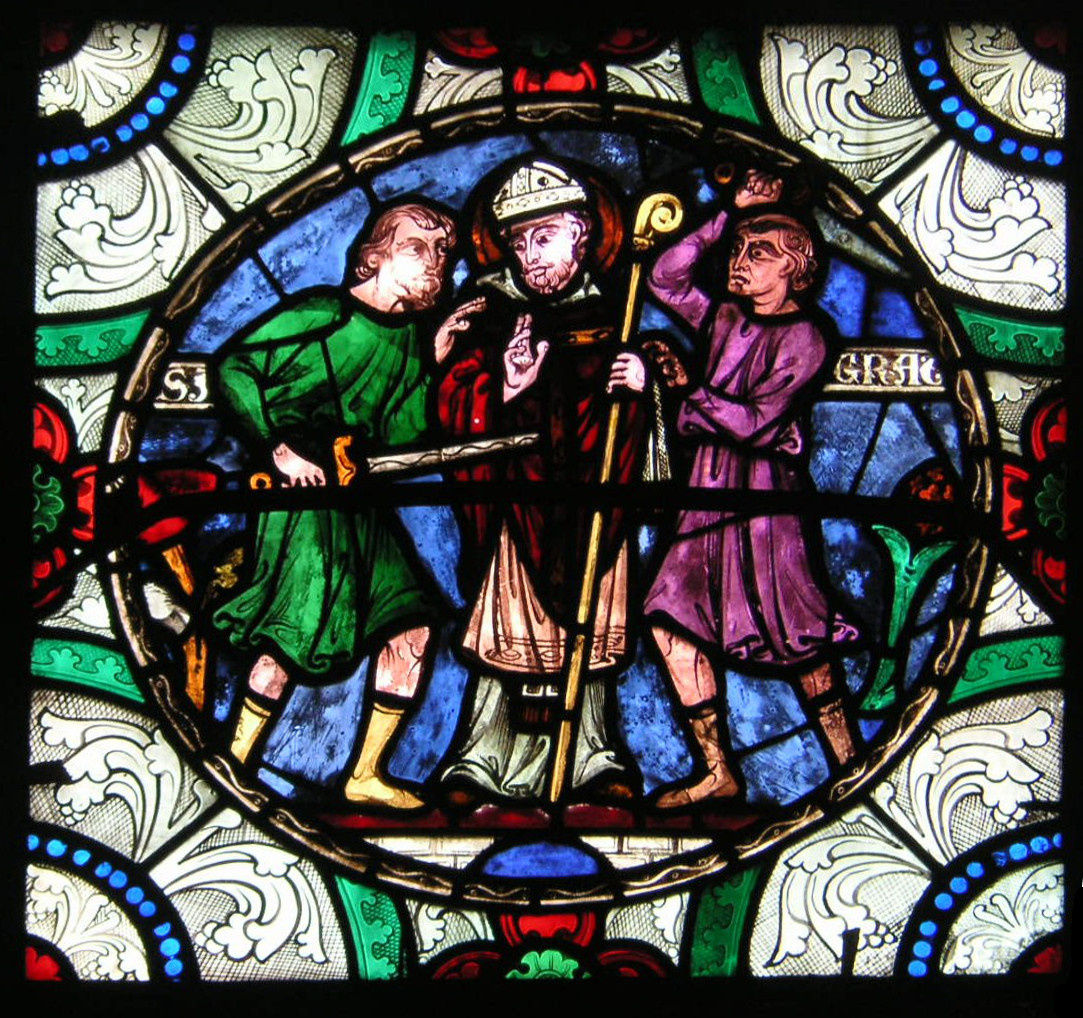
Las reliquias del arzobispo asesinado, Thomas Becket, llevaron riqueza a la catedral de Canterbury. Detalle de una vidriera antigua que muestra a Becket siendo asesinado por varios hombres.

Todos esos santos atrajeron peregrinos a sus iglesias, pero uno de los más renombrados fue Tomás Becket, el arzobispo de Canterbury, asesinado por guardaespaldas del rey Enrique II en 1170. Esto posicionó a Canterbury como el segundo lugar en importancia para peregrinación en el siglo XIII en Europa, después de la catedral de Santiago de Compostela.
En la década de 1170 la arquitectura gótica fue introducida desde Francia en Canterbury y en la abadía de Westminster. Durante los siguientes 400 años, el estilo se desarrolló en Inglaterra, algunas veces en paralelo y con influencias de las formas continentales, pero generalmente con gran diversidad y originalidad local.
En el siglo XVI la Reforma anglicana supuso cambios en el gobierno de las catedrales, y algunos otros edificios religiosos ya existentes se convirtieron en catedrales en ese momento. Varios de los edificios estaban estructuralmente dañados o permanecían incompletos por la disolución de los monasterios, 1537–1540. Muchas de las grandes abadías, particularmente las situadas fuera de las ciudades, fueron saqueadas, quemadas o abandonadas. A finales del siglo XVI y principios del XVII se repararon las estructuras de muchas catedrales y también se construyeron algunos nuevos edificios, colocándose vidrieras de colores y nuevos accesorios.

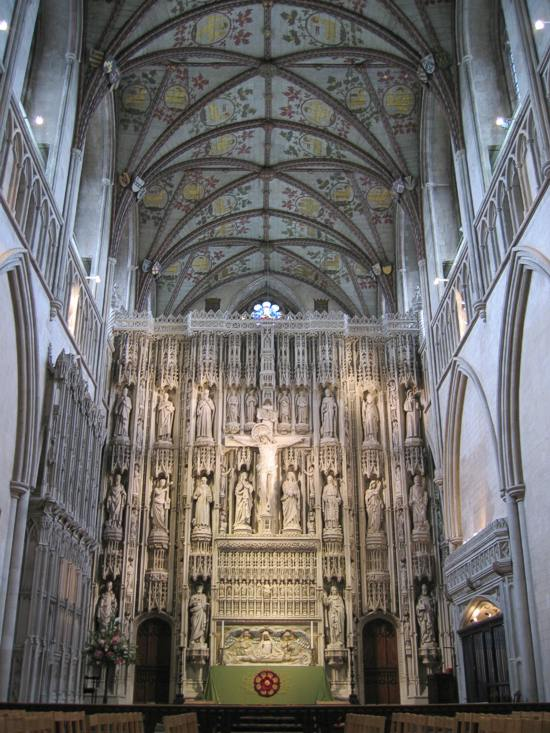
El retablo en San Alban fue severamente dañado en la disolución de los monasterios. Fue reconstruido con nuevas estatuas en 1888. Vista del altar, detrás se eleva una larga pantalla de piedra con varios niveles de estatuas y crucifijos colocados en el centro

Durante el período de la Commonwealth (1649-1660) la iconoclasia afectó a los elementos pictóricos de los edificios cristianos: la mayoría de los vitrales de la Inglaterra medieval fueron destruidos, la mayoría de las estatuas fueron destrozadas o desfiguradas, las pinturas medievales casi desaparecieron, las vestiduras bordadas en el famoso estilo conocido como opus anglicanum fueron quemadas y los cálices medievales que lograron evadir la disolución fueron fundidos por lo que solamente se conservan alrededor de 50 objetos de la pre-reforma.
La restauración de la monarquía en 1660 también trajo algunas restauraciones de iglesias y catedrales, como Lichfield por sir William Wilson, y su enriquecimiento con nuevos accesorios, la nueva placa de la iglesia y muchos memoriales elaborados. La pérdida de la Antigua Catedral de San Pablo en el Gran Incendio de Londres de 1666 supuso que se construyera en el lugar una nueva catedral, la actual catedral de San Pablo, erigida en estilo barroco por sir Christopher Wren.
En general, desde la época de la Reforma en adelante, aparte de las necesarias reparaciones para que los edificios siguieran en uso y de los nuevos adornos de los interiores que acometieron las sucesivas generaciones que deseaban ser conmemoradas, hubo poco trabajo de construcción y solo algunas restauraciones. Esta situación se prolongó durante 250 años con la consiguiente falta de atención padecida por las estructuras de varias de las principales catedrales; la gravedad del problema fue demostrada por el espectacular desplome del chapitel de la catedral de Chichester, que se desmoronó repentinamente en 1861 cayendo sobre la propia catedral.

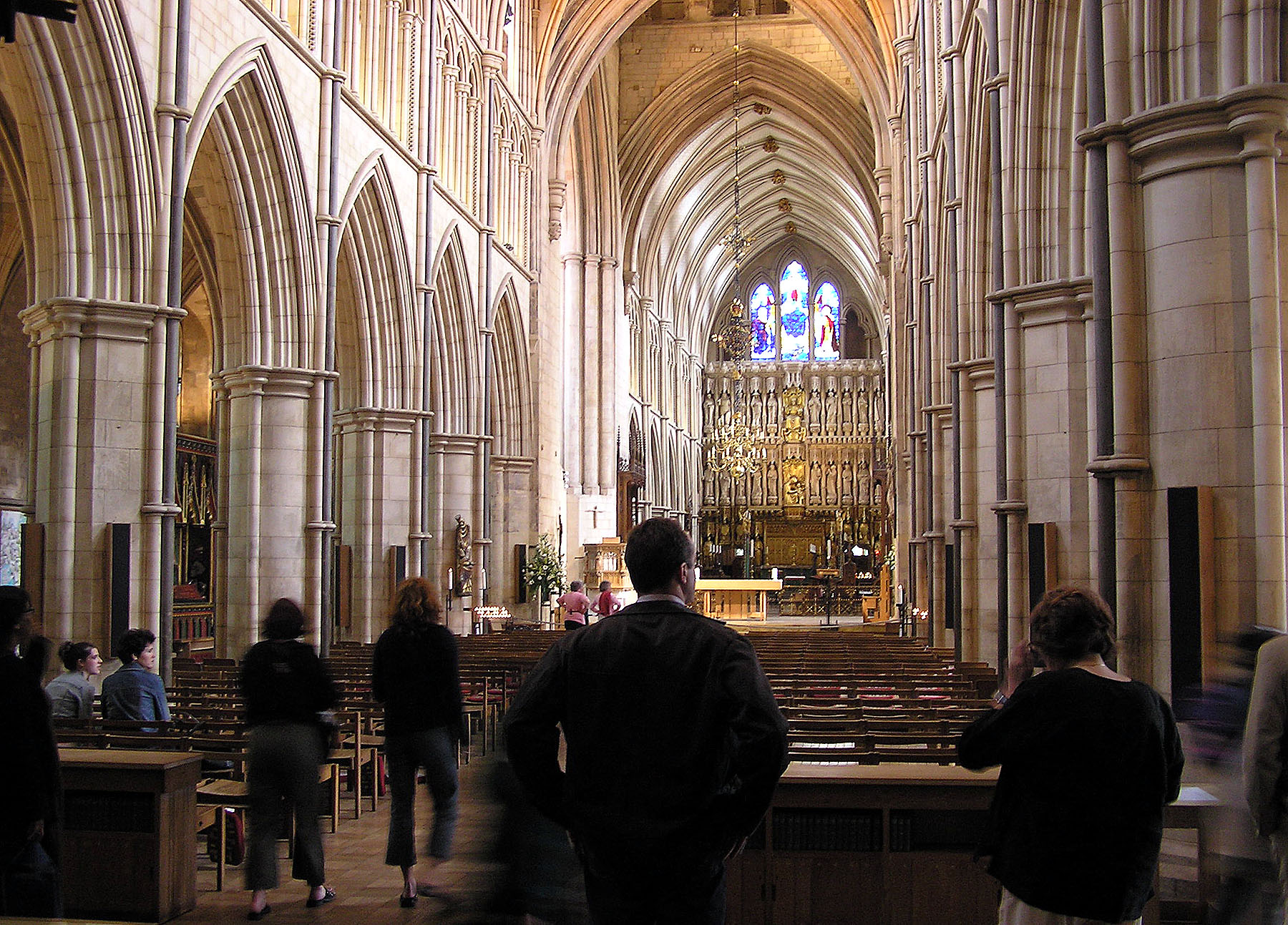
La nave de la catedral de Southwark fue construida por Arthur Blomfield en 1890. Vista de la nave con detalles tajantemente señalando los arcos y la vieja estructura detrás.

En ese momento la arquitectura medieval estaba de nuevo de moda. Una creciente conciencia del valor del patrimonio medieval inglés había surgido a finales del siglo XVIII, dando lugar a algunos trabajos en varias catedrales del arquitecto James Wyatt. Esa conciencia se acentúo hasta 1840 cuando dos grupos académicos, la Oxford Society y la Cambridge Camden Society se pronunciaron asegurando que el único estilo adecuado para diseñar una iglesia era el neogótico. El crítico John Ruskin era un apasionado defensor de lo medieval y popularizó esas ideas. El arquitecto Augustus Welby Pugin, quien diseñó principalmente para la creciente Iglesia católica, se dispuso a recrear no solo la apariencia estructural de las iglesias medievales, sino también sus interiores ricamente decorados y coloridos que se habían perdido casi en su totalidad, conservando solo algunos vitrales pintadas aquí y allá, unos cuantos pisos de baldosas, como en Winchester y Canterbury, y la intrincada madera pintada del techo de la catedral de Peterborough.
La era victoriana vio la restauración de todas las catedrales inglesas y las principales abadías que sobrevivían. Algunos edificios que habían quedado inconclusos fueron completados en ese momento y la mayor parte del mobiliario eclesial existente, las decoraciones y los vitrales datan de ese período. Arquitectos importantes del momento fueron George Gilbert Scott (1811–1878), John Loughborough Pearson (1817–1897), George Frederick Bodley (1827–1907), Arthur Blomfield (1829–1899) y George Edmund Street (1824–1881).

### Integrantes del grupo

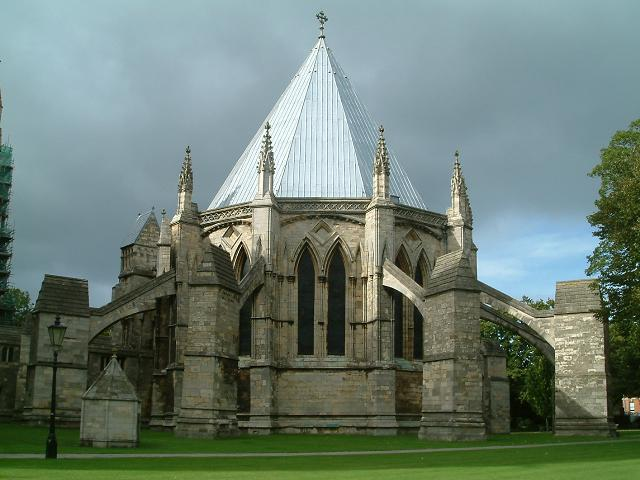
La catedral de Lincoln tenía un capítulo de cánones seculares, siendo la primera sala capitular poligonal construida. Vista externa de la sala capitular poligonal, que tiene una cubierta apuntada revestida de plomo, ventanas emparejadas apuntadas y unos enormes contrafuertes dispuestos como patas de araña alrededor del edificio.

Las 26 catedrales descritas en este artículo son, por orden alfabético, Bristol, Canterbury, Carlisle, Chester, Chichester, Durham, Ely, Exeter, Gloucester, Hereford, Lichfield, Lincoln, Manchester Norwich, Oxford, Peterborough, Ripon, Rochester, San Alban, Salisbury, Southwark, Southwell Minster, Wells, Winchester, Worcester y York. También incluye la abadía de Westminster y la conocida como Antigua Catedral de San Pablo, antigua catedral de Londres incendiada.
Todos los edificios medievales que ahora son catedrales de la Iglesia de Inglaterra fueron originalmente iglesias de la Iglesia católica, pues son anteriores a la Reforma anglicana, que ocurrió en 1534 durante el reinado de Enrique VIII.
Las catedrales pueden agruparse, atendiendo a su temprana estructura organizativa, en tres grupos distintos:
- Primero, las que durante el período medieval, como ahora, fueron gobernadas por un cuerpo de clérigos seculares o capítulo, presidido por un deán. Todas estas catedrales —Chichester, Exeter, Hereford, Lichfield, Lincoln, Londres, Salisbury, Wells y York—, fueron construidas para servir como iglesias catedrales.

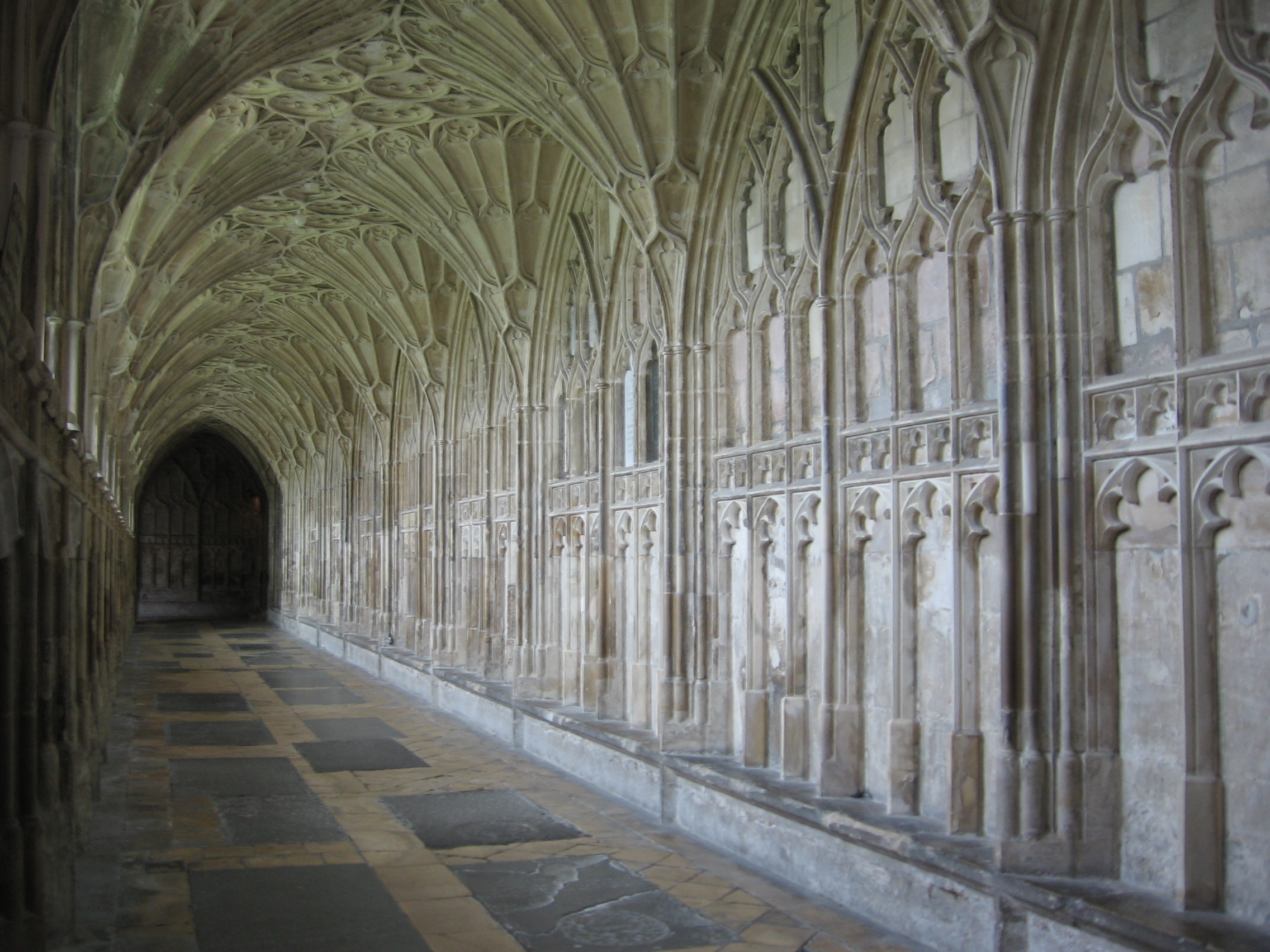
La catedral de Gloucester fue una abadía benedictina desde 1022 a 1539. Vista de la bóveda de piedra de abanico del claustro, mostrando las secciones con forma de cono de la bóveda, y la piedra tallada de los paneles de las paredes.

- Segundo, un grupo de catedrales monásticas —Canterbury, Carlisle, Durham, Ely, Norwich, Rochester, Winchester y Worcester— en las que el obispo era el abad titular. Estos monasterios eran benedictinos excepto en el caso de Carlisle, que era agustino. Seis de esas iglesias fueron construidas desde el principio para ser catedrales. Carlisle y Ely eran puramente iglesias monásticas, que luego se convirtieron en sede obispal en el curso de su construcción. Durante la disolución de los monasterios en el reinado de Enrique VIII, todas las catedrales previamente monásticas pasaron a estar gobernadas por canónigos seculares, como el primer grupo.
- Tercero, el grupo de iglesias establecidas como nuevas catedrales desde la Reforma. Comprende cinco grandes abadías o iglesias medievales establecidas en el reinado de Enrique VIII —Bristol, Chester, Gloucester, Oxford y Peterborough— y otras cinco grandes iglesias convertidas más tarde en catedrales: San Alban y Southwark, que eran de fundación monástica, y Manchester, Ripon y Southwell, que fueron iglesias colegiales (y en consecuencia combinaban las funciones de catedral y parroquia). La abadía de Westminster era un monasterio benedictino que se convirtió temporalmente en catedral después de la disolución de los monasterios, pero solo durante diez años.

Otras cuatro iglesias están asociadas con esta tradición: la iglesia de San Juan el Bautista, en Chester; la Antigua Catedral de San Pablo, en Londres; la abadía de Bath y la abadía benedictina destruida en Coventry. La iglesia colegial de San Juan en Chester fue elevada al estatus de catedral en 1075, pero se convirtió en concatedral en 1102, cuando la sede fue trasladada a Coventry. El edificio actual fue probablemente iniciado más o menos en el momento en que la sede fue mudada. San Pablo, una catedral con un capítulo secular, fue destruida en el Gran Incendio de Londres en 1666 y fue remplazada con la presente catedral de estilo barroco diseñada por Christopher Wren. La abadía de Bath fue concatedral de la diócesis de Bath y Wells, junto con la catedral de Wells. Aunque es una gran iglesia, arquitectónicamente no encaja en la tradición catedralicia, pero tiene mucho en común con la capilla del King's College, en Cambridge, y con la capilla de San Jorge, en Windsor. La iglesia abadía de Coventry, fue concatedral con Lichfield y San Juan Chester en la diócesis de Lichfield, pero fue destruida en la Disolución. La gran iglesia parroquial de San Miguel, en Coventry, se convirtió en la catedral de Coventry en 1918. Fue bombardeada durante la Segunda Guerra Mundial, quedando intacta solamente su torre, considerada como una de las más hermosas de Inglaterra. La nueva catedral de Coventry, diseñada por sir Basil Spence, fue consagrada en 1962 y está al lado de la envolvente de la antigua iglesia.

### Liturgia y organización

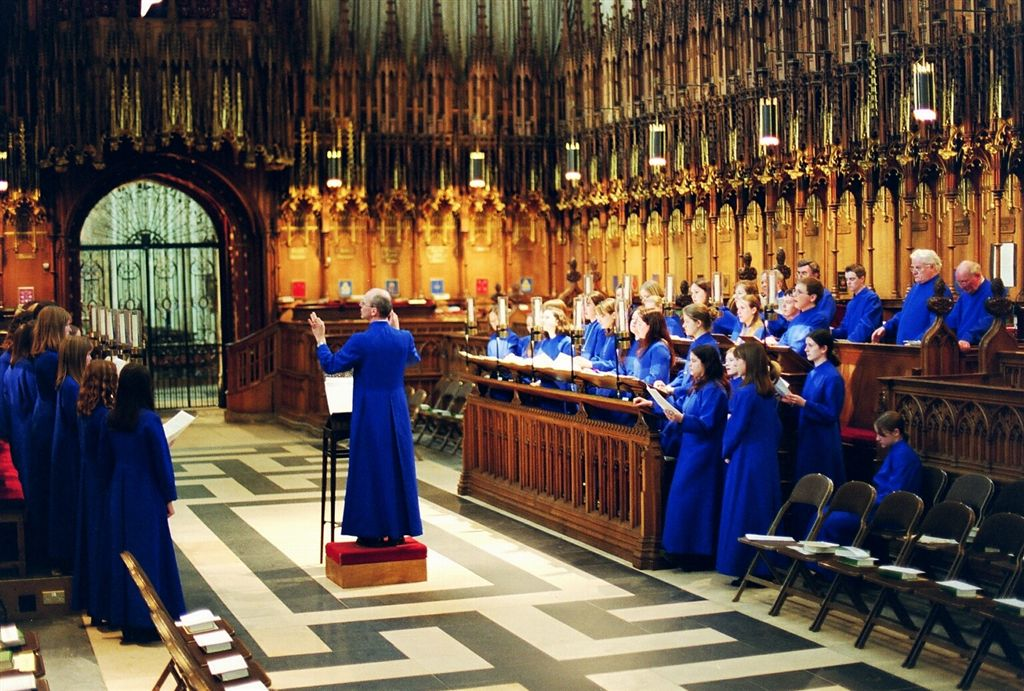
Práctica de coro en la catedral de York

Las catedrales son sitios donde los rituales cristianos propios de un obispo, especialmente la ordenación y entronización, pueden ser ejecutados, las catedrales son estructuradas y amuebladas para estos propósitos. Cada catedral contiene el sitial del obispo local, a menudo literalmente un gran trono. El trono del obispo está localizado hacia el este de la catedral, cerca del altar mayor, que es el foco principal de veneración. En el altar se sirve la Eucaristía, una comida simbólica de pan y vino en memoria de la última cena de Jesús con sus discípulos. En el periodo medieval temprano, el altar siempre contenía o estaba asociado con las reliquias de un santo. Algunas veces las reliquias eran conservadas en diferentes santuarios, cerca del altar central. En esta parte de la iglesia están frecuentemente localizadas las sepulturas de obispos anteriores, típicamente ubicadas a cada lado del altar mayor, de modo que en los rituales la congregación incluía simbólicamente todo el cuerpo del clero de la diócesis, tanto vivos como muertos, en comunión con su santo patrón. Se proporcionaban sitiales para otros dignatarios significativos de la catedral: el deán quien es el principal sacerdote en la catedral, el director del coro, el sacristán, el archidiácono y el canónigo.
Cada uno de estos sacerdotes, ya fuera como clero secular, o previamente como miembros de una orden religiosa, están obligados a decir el oficio sagrado todos los días. Para este fin, las catedrales normalmente tenían un número de pequeñas capillas usadas para la devoción privada o para pequeños grupos. En Inglaterra hay una fuerte tradición de que cada capilla debía orientarse hacia el este. Por esta razón los transeptos de las catedrales inglesas son más largos que en la mayoría de otros países y hay a menudo un segundo crucero, como en Salisbury. Este diseño permite un número mayor de capillas orientadas hacia el este. La parte del interior principal que esta más alejada del este y reservada para las oraciones del clero es el presbiterio.

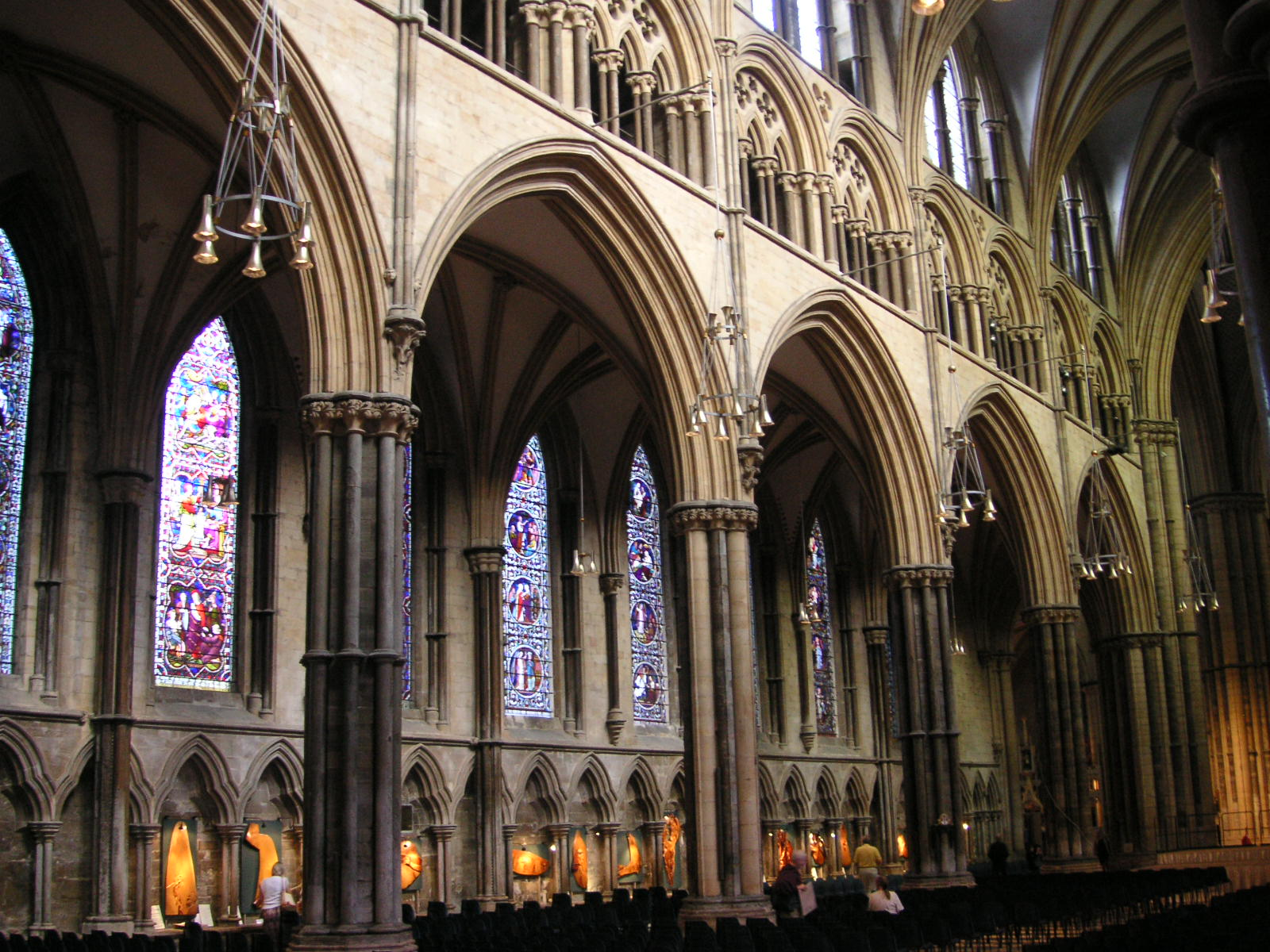
Nave de la catedral de Lincoln.

Las catedrales inglesas mantienen una forma tradicional de servicio religioso, cuyos cánticos, el salmo establecido del día, las respuestas y un himno son cantados por un coro tradicionalmente compuesto por treinta hombres y niños. (Muchas catedrales ahora también tienen niñas en el coro, y un coro laico). Debido a esta tradición, la parte del edificio que contiene los puestos, por lo general al este de la torre central, pero a veces extendiéndose bajo ella, se llama el coro. El coro está a veces separado de la nave de la catedral por un gran tabique similar a una reja, construido en piedra, que en algunos casos sostenía un órgano. Este tabique tradicionalmente separaba el coro de la nave y el clero de los laicos, que se esperaba que celebraran sus oficios en las parroquias y no lo hicieran en la catedral. La nave de la catedral, en tiempos medievales, era usada principalmente para procesiones.
Desde la Reforma, la nave es la parte del edificio que usualmente está abierta y es más utilizada por la congregación y el público en general. También hay, generalmente en la nave, un púlpito elevado desde el cual el decano u otro clérigo puede exponer las escrituras. A finales del siglo XX se acostumbraba en algunas catedrales a que se pronunciara una oración cada hora, para beneficio de los visitantes, y esto a menudo se realizaba desde el púlpito de la nave. En una catedral grande, particularmente en aquellas donde el edificio está dividido por un muro calado como en Canterbury, se puede colocar un altar en el extremo oriental de la nave para que allí puedan celebrarse servicios para grandes congregaciones. En cada lugar donde se celebran los servicios hay un atril en el que descansa una Biblia.

## Características generales de las catedrales inglesas
(Nota: todas las dimensiones recogidas aquí son las dadas por John Harvey, a menos que haya otra cita, y los períodos y estilos nombrados son los usados por Banister Fletcher y otros, basados en Rickman y Sharpe.)

### Planta y sección

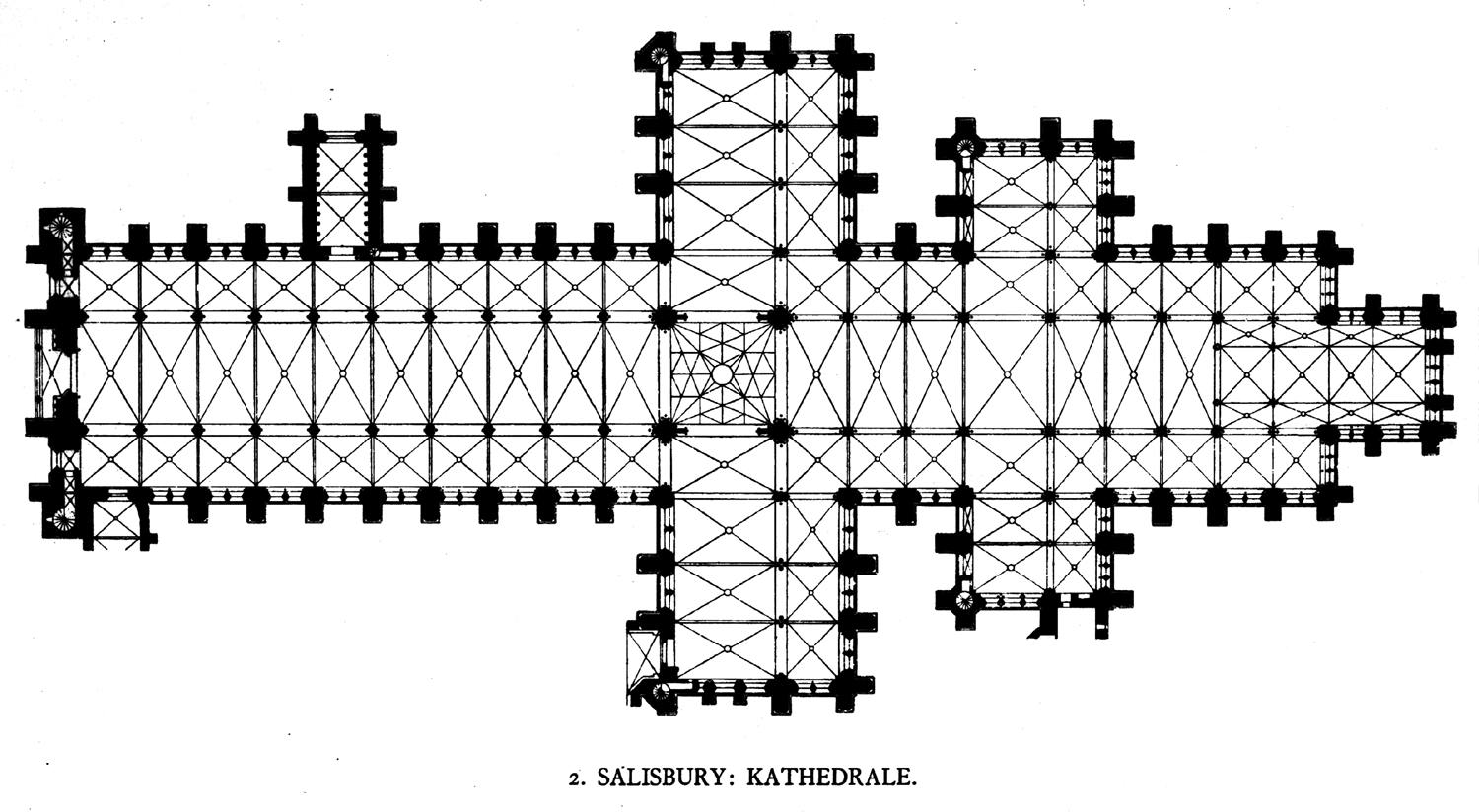
La planta de la catedral de Salisbury (1220–1380) muestra muchas de las características típicamente inglesas: larga cruz latina con un pequeño transepto adicional en el extremo oriental; el amplio cuadrado del crucero del transepto occidental que marca la posición de la torre central; un porche sale de la nave en el lado norte; y una capilla sobresale desde el cuadrado extremo oriental.

Como la mayoría de las catedrales medievales, las de Inglaterra son de planta cruciforme. Mientras la mayoría tienen forma de cruz latina con un solo transepto, varias —Salisbury, Lincoln, Wells y Canterbury— tienen dos transeptos, que es una característica inglesa particular. Los transeptos, a diferencia de los de muchas catedrales francesas, siempre sobresalen mucho del eje longitudinal. La catedral, tanto las de origen monástico como secular, tienen con frecuencia varias construcciones subsidiarias claramente definidas, en particular la sala capitular y el claustro.
Salvo dos excepciones, las naves y los brazos de las catedrales tienen naves laterales más pequeñas en cualquiera de sus lados, con un claristorio que ilumina el espacio central. En Bristol, esas naves laterales tienen la misma altura que los coros de algunas catedrales alemanas, y en Chinchester se encuentran dos naves laterales a cada uno de los lados de la nave central, cinco naves como sucede en algunas catedrales francesas. En varias de las catedrales de largos transeptos, también se encuentran naves laterales, ya sea en el lado oriental —Peterborough, Durham, Lincoln y Salisbury— o en ambos lados —Winchester, Wells, Ely y York—.

Ejemplos de plantas catedralicias
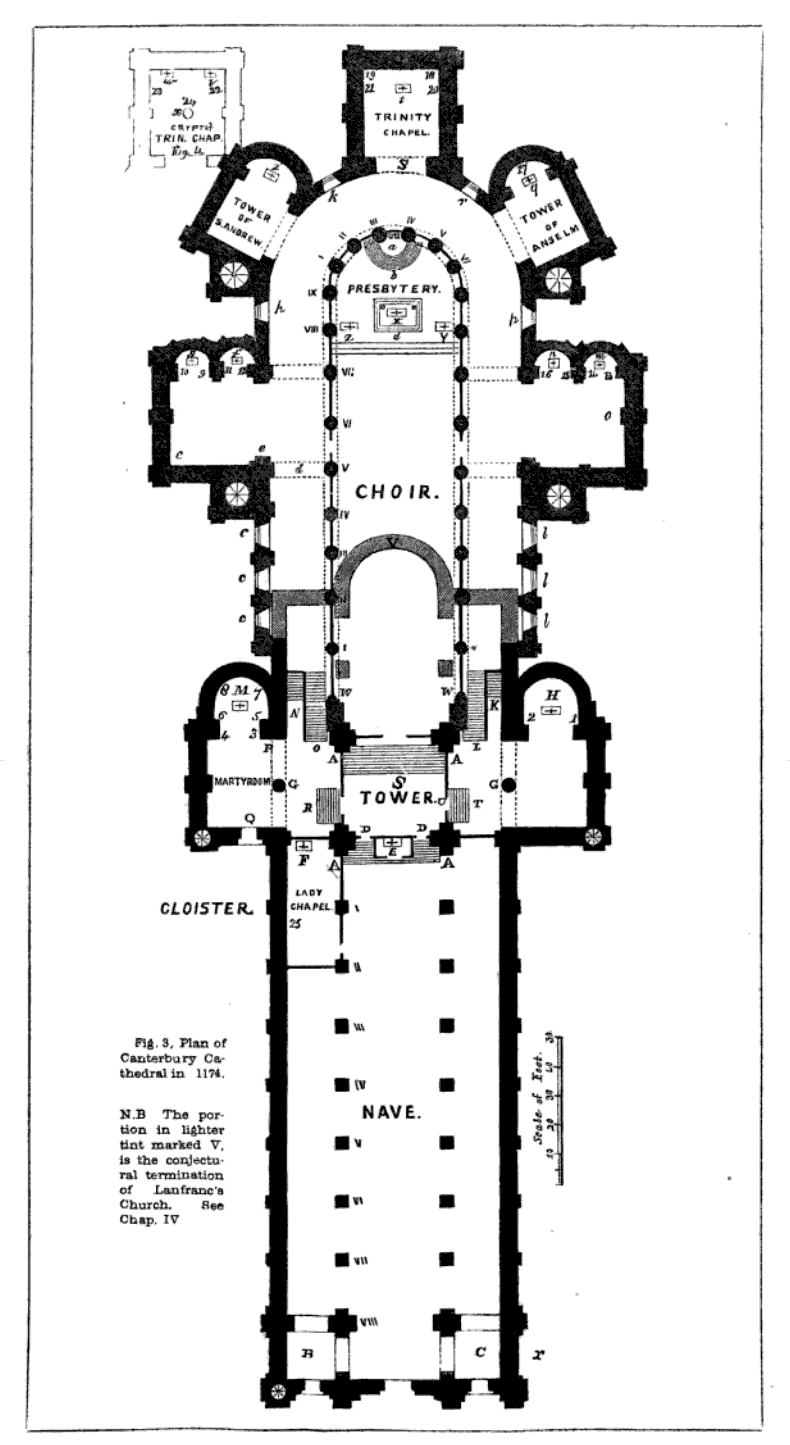
Catedral de Canterbury (1070-1505)
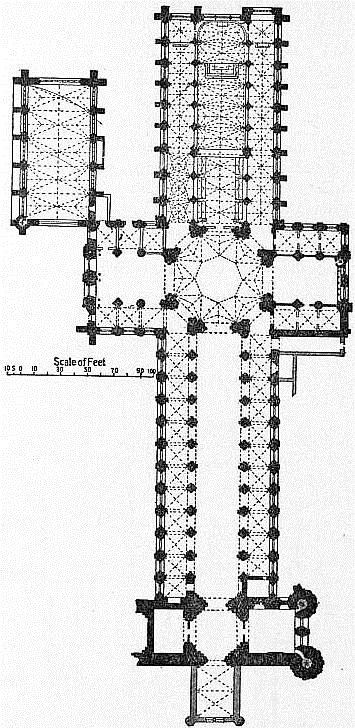
Catedral de Ely (1090 y 1536)
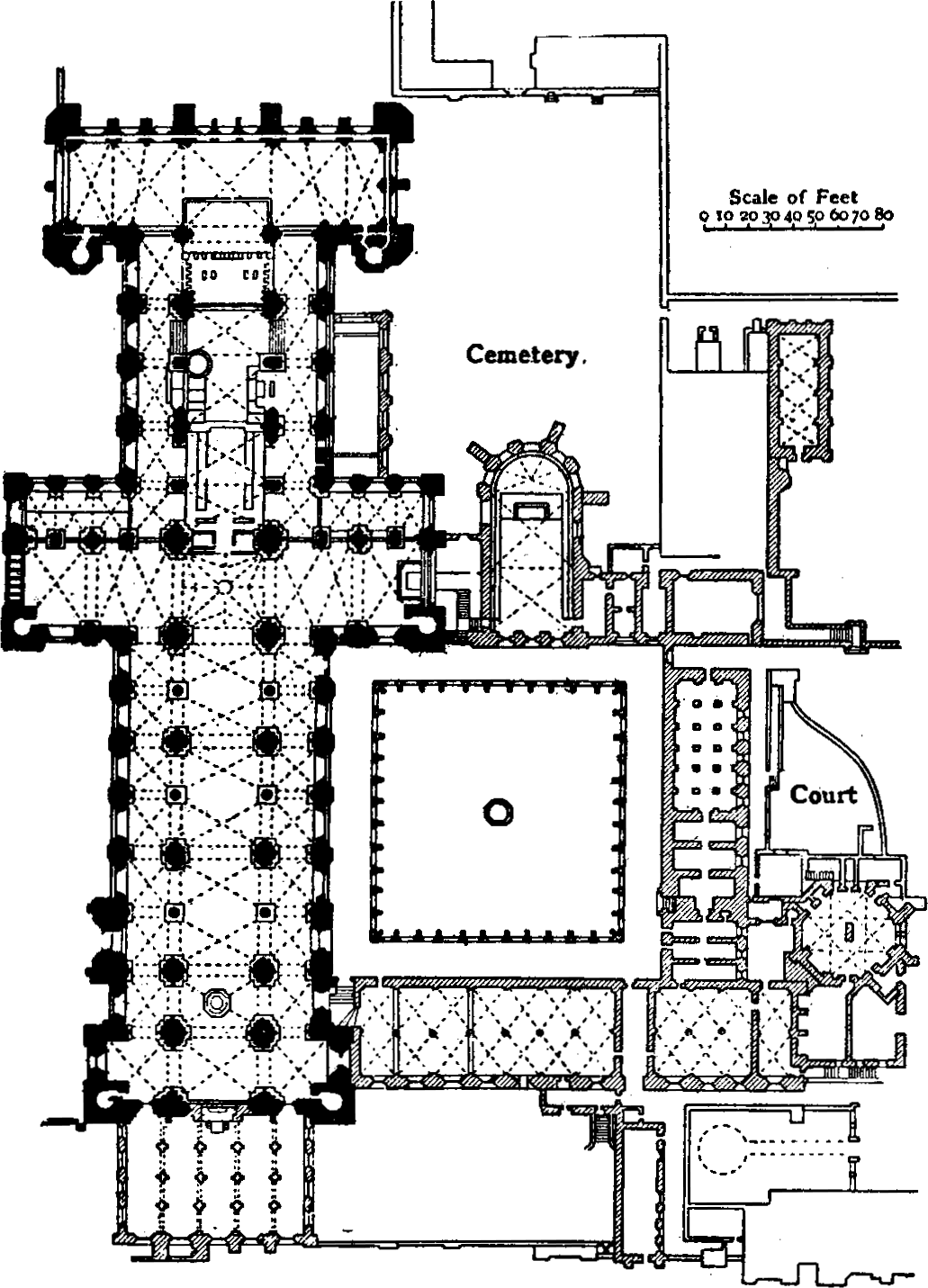
Catedral de Durham (1093-1490)
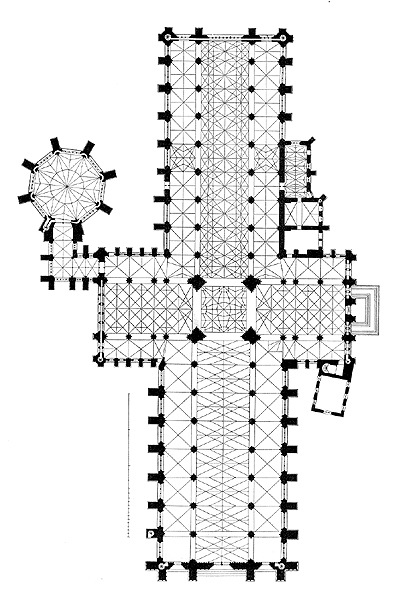
Catedral de York (1154-1500)
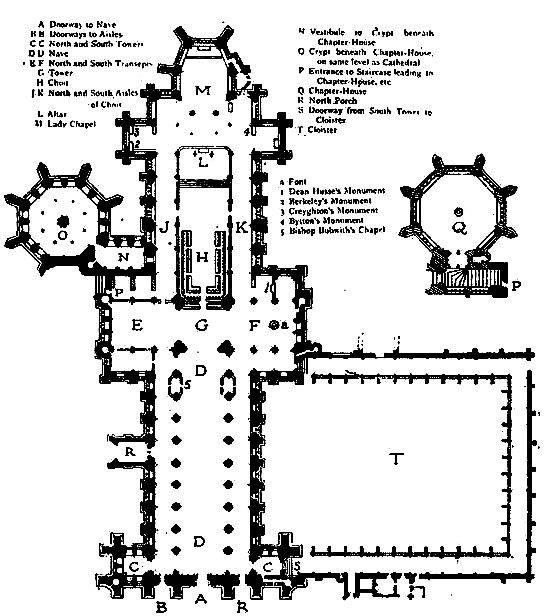
Catedral de Wells (1175-1490)

### Desarrollo longitudinal

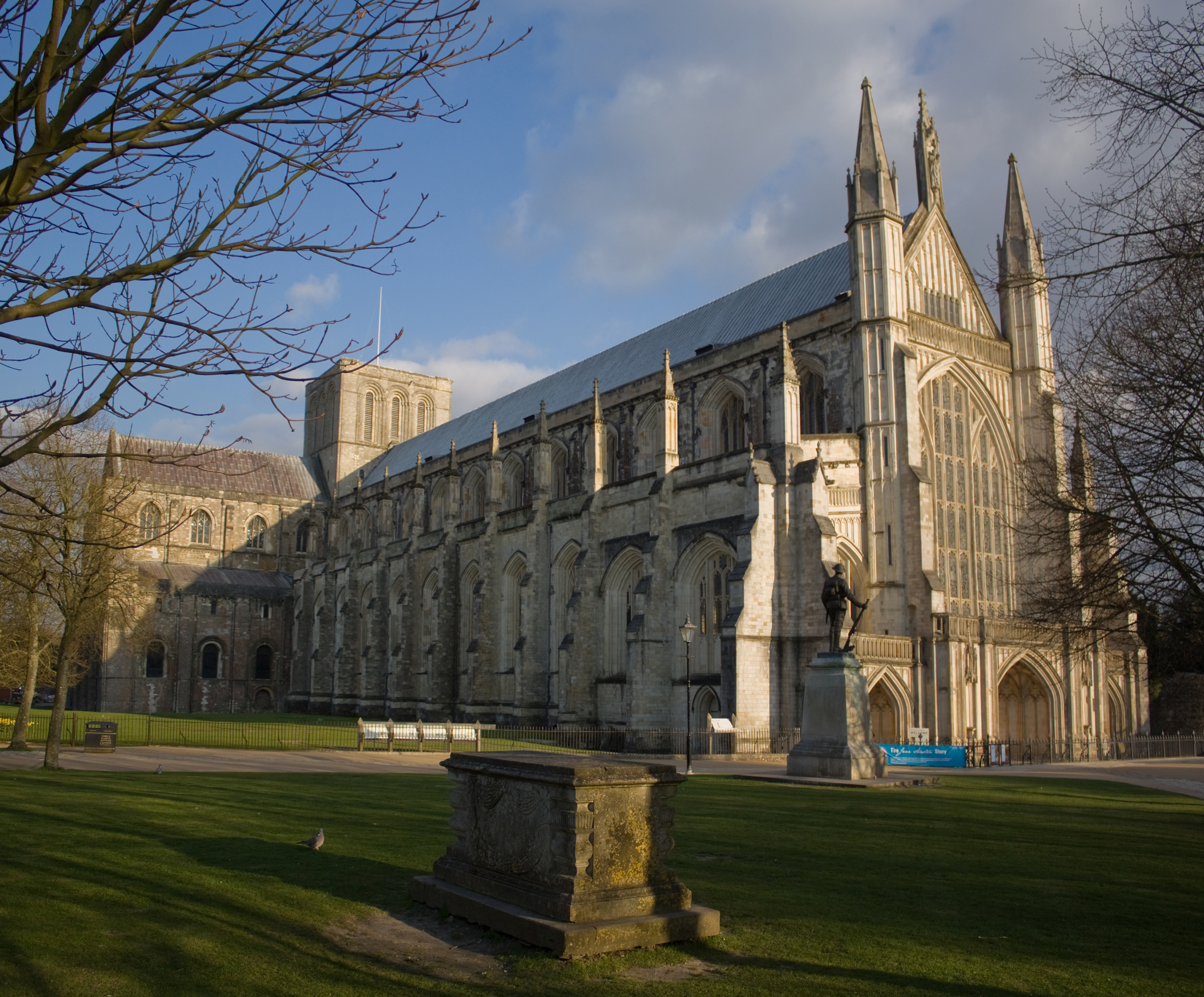
La catedral de Winchester es la iglesia más larga del mundo, con 169 m

La nave, y algunas veces el brazo oriental, tienen una gran longitud en comparación con las catedrales medievales de otros países. Siete de las veinte cinco catedrales inglesas —Canterbury, Durham, Ely, Lincoln, San Albans, Winchester y York— exceden los 150 m (155−169 m), solo igualadas por las catedrales de Milán y Florencia. Otras nueve —Norwich, Peterborough, Salisbury, Worcester, Gloucester, Wells, Exeter, Chichester y Lichfield— tienen 120−150 m (entre 121−146,5 m). En comparación, las catedrales más largas del norte de Francia —Notre dame de París, Amiens, Rouen, Reims y Chartres— tienen 135−140 m de largo, como la misma catedral de Colonia en Alemania. Las catedrales más largas de España —incluyendo la catedral de Sevilla, que tiene la mayor área de piso de cualquier iglesia medieval—, tienen cerca de 120 m.
Cinco catedrales más —Chester, Hereford, Rochester, Southwell y Ripon— tienen 90−115 m (97−113 m). Las últimas cuatro catedrales, por varias razones, o bien no tienen nave medieval o solo conservan algunos de sus tramos. En Bristol y Southwark las naves fueron construidas en la época victoriana, quedando Carlisle y Oxford —con naves de solamente dos y cuatro tramos respectivamente—, como las catedrales inglesas más pequeñas, con 73 m y 57 m.

### Altura

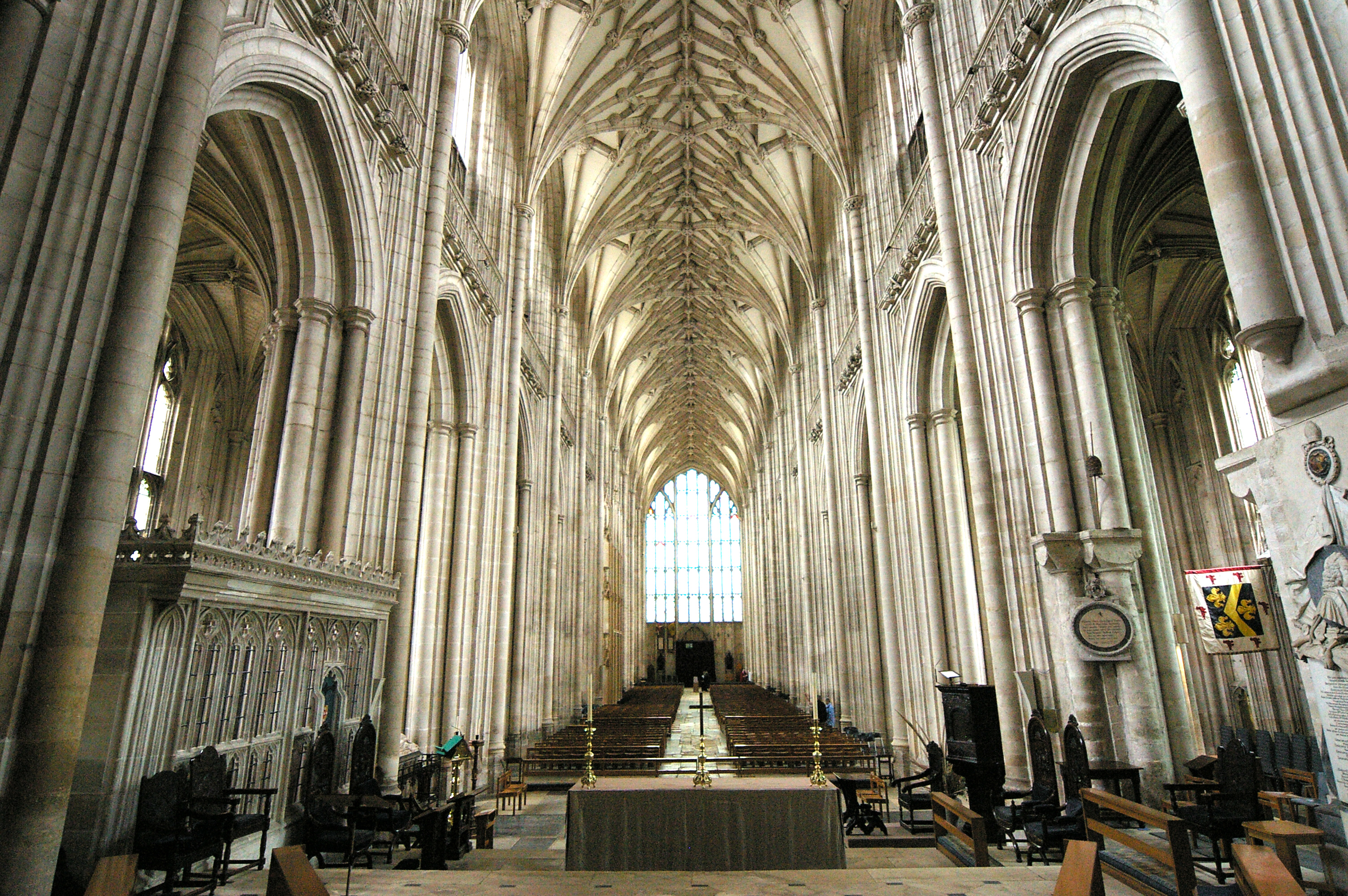
La nave de Winchester, da una impresión de altura así como también de longitud, pero con 23.7 m es la mitad de altura de Beauvais. La nave tiene enormes soportes de piedra con racimos de fustes. La bóveda de piedra tiene nervaduras que parecen ramas de árboles en un bosque. El efecto visual es impresionante.

En contraste con la tendencia longitudinal extrema, las bóvedas de las catedrales inglesas son bajas comparadas con muchas de otros países. La bóveda inglesa medieval de piedra más alta es la de la abadía de Westminster, con 31 m, la misma altura de la catedral de York que a pesar de su apariencia, no es en realidad de piedra, sino de madera. La mayoría de las catedrales inglesas tienen bóvedas que varían en altura entre 20−26 m. Esto contrasta con la altura de catedrales como las de Beauvais, Amiens y Colonia, con alturas internas de más de 42 m.

### Torres

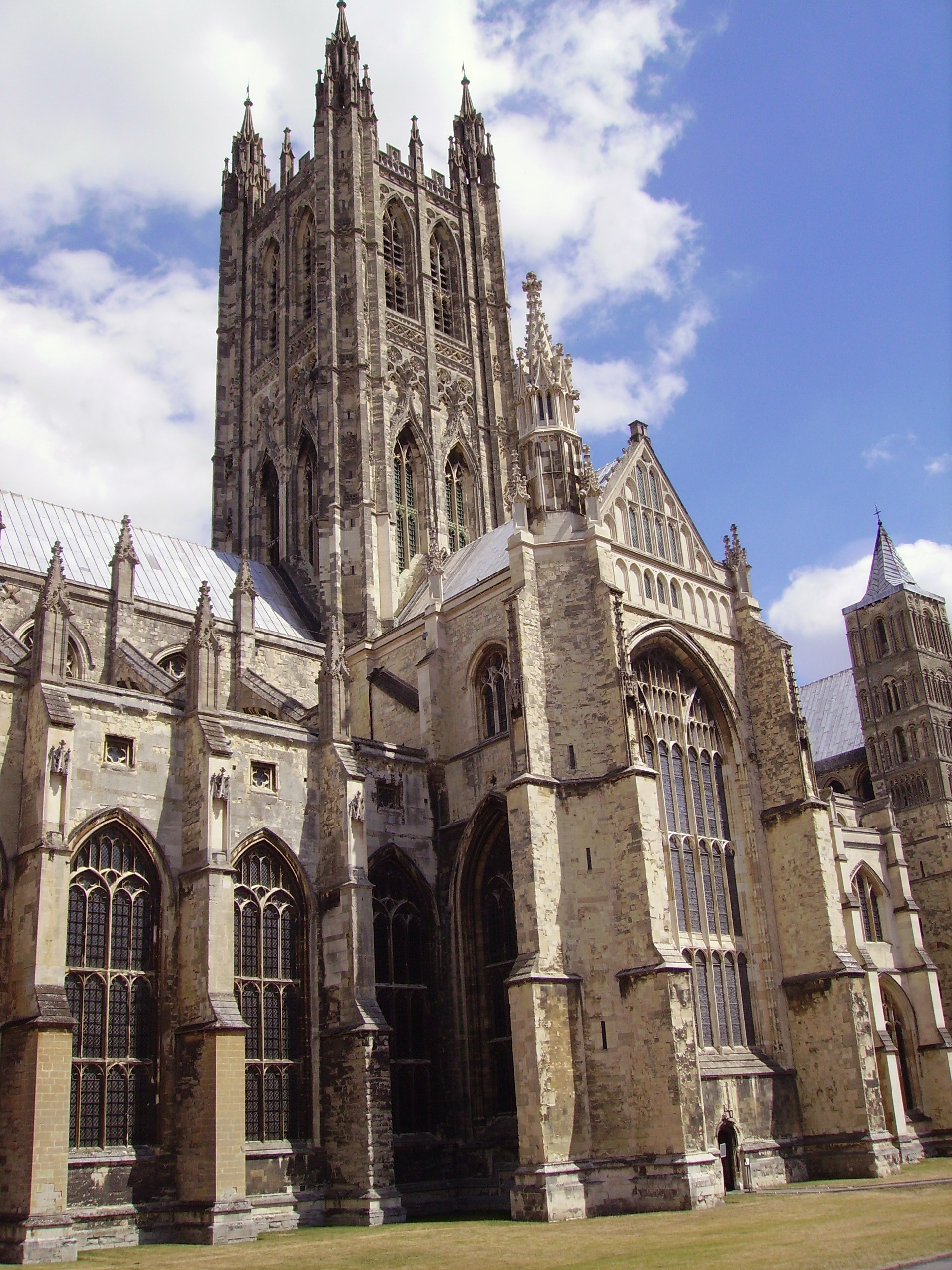
La torre central de la catedral de Canterbury tiene 71.5 m, con cuatro contrafuertes en las esquinas, muy ornamentados y rematados con pináculos tallados

Una característica importante de las catedrales inglesas, poco común en otras partes excepto en Normandía, es la alta y a menudo elaborada torre central, de planta cuadrada, erigida sobre el crucero. La altura de estas torres varía desde los 55 m de Wells a los 82,5 m de Lincoln. La torre central puede ser la única torre, como en Salisbury, Gloucester, Worcester, Norwich y Chichester o disponerse en combinación con torres emparejadas en el frente occidental, como en York, Lincoln, Canterbury, Durham y Wells. Entre las catedrales que tienen tres torres, la torre central es habitualmente mucho más alta. En Southwell las dos torres orientales están rematadas con agujas piramidales revestidas de plomo.
Altas agujas centrales góticas se conservan en Salisbury y Norwich, y la de Chichester tuvo que ser reconstruida en el siglo XIX después de que colapsó. La aguja de Salisbury, con 123 m, es la más alta en Gran Bretaña y también, la más alta del mundo del siglo XIV, la más alta de mampostería (contra las agujas caladas de Alemania y Francia) y la más alta que se conserva del período medieval que no ha sido enteramente reconstruida. Sin embargo, era superada en altura, en mucho, por las agujas de Lincoln y de la Antigua San Pablo. En Lincoln, entre comienzos del siglo XIV y 1548, la torre central estaba coronada por la aguja más alta del mundo, de 170 m, pero que se desplomó durante una tormenta. La catedral de Lichfield es la única de Inglaterra que conserva tres agujas de mampostería medievales.
Aunque las torres aisladas occidentales son comunes en las iglesias parroquiales inglesas, solo una de las catedrales medievales, la de Ely, conserva una única torre occidental dispuesta en el centro, que originalmente estaba enmarcada por dos torres bajas laterales, aunque una de ellas se cayó. Ely es la única catedral inglesa que tiene un elemento central sobre el crucero que de alguna forma se parece a los tiburios poligonales de España. Este elaborado elemento parecido a una linterna y conocido como "El Octógono", ilumina ambos lados de la nave central y de las naves laterales, y se dice que habría inspirado a Christopher Wren para el diseño del domo de la catedral de San Pablo de Londres. Su parte superior está soportada por trabes de madera ocultos, un dispositivo arquitectónico único en el gótico inglés.

Ejemplos de torres
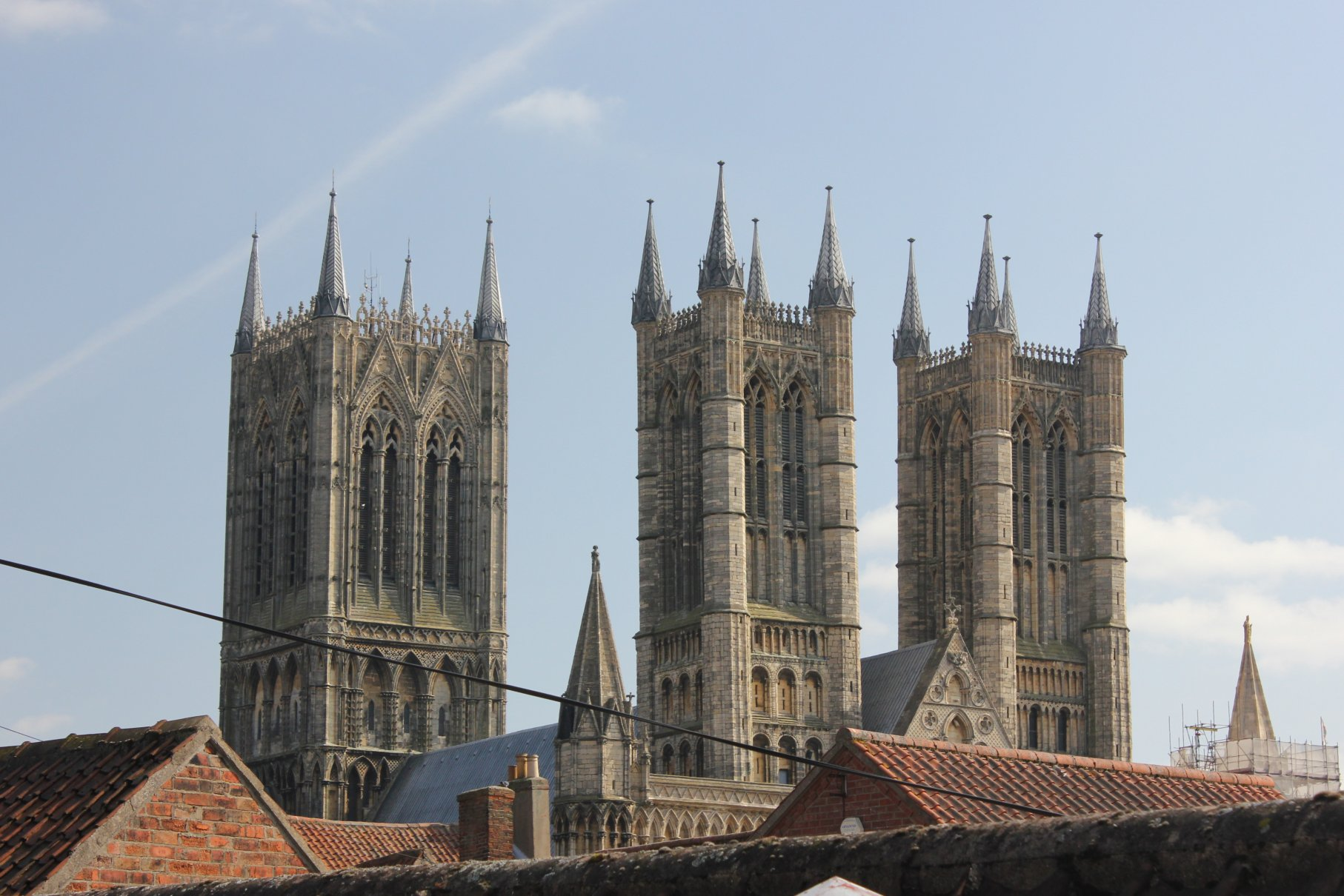
Las tres torres de la catedral de Lincoln
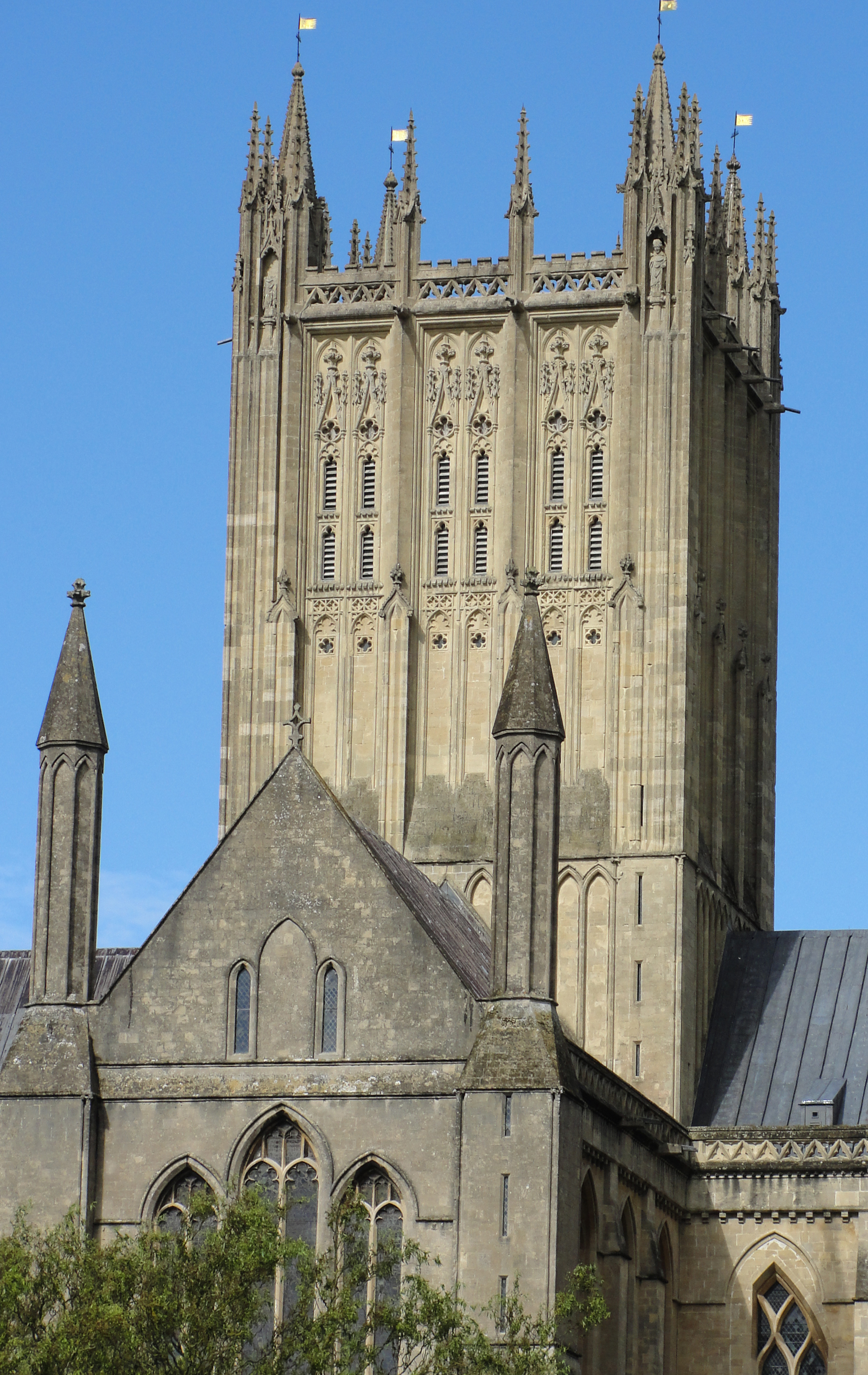
Torre del crucero de la catedral de Wells
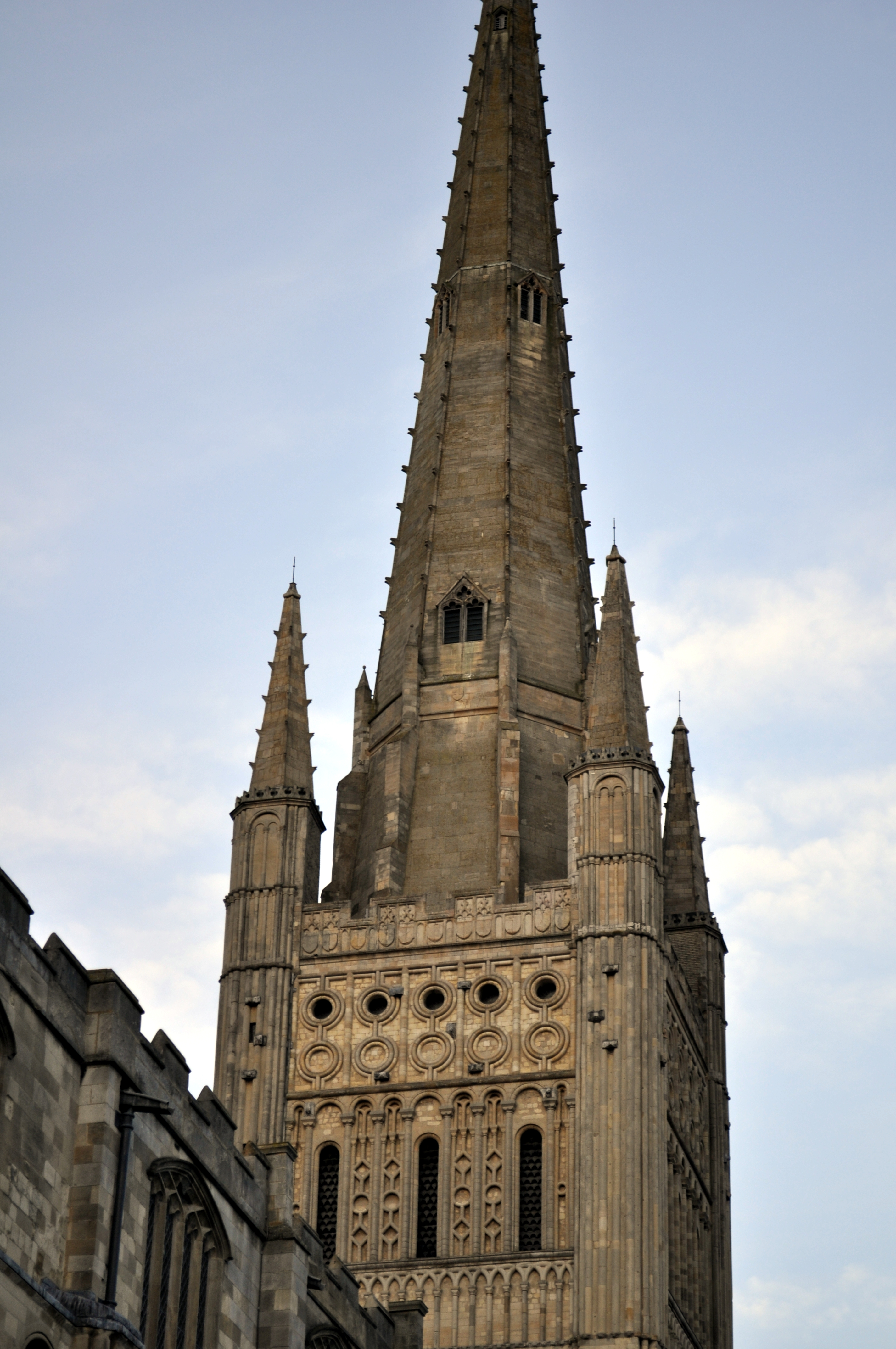
La robusta torre de Norwich con detalles normandos y el chapitel del siglo XV enmarcado por cuatro pináculos
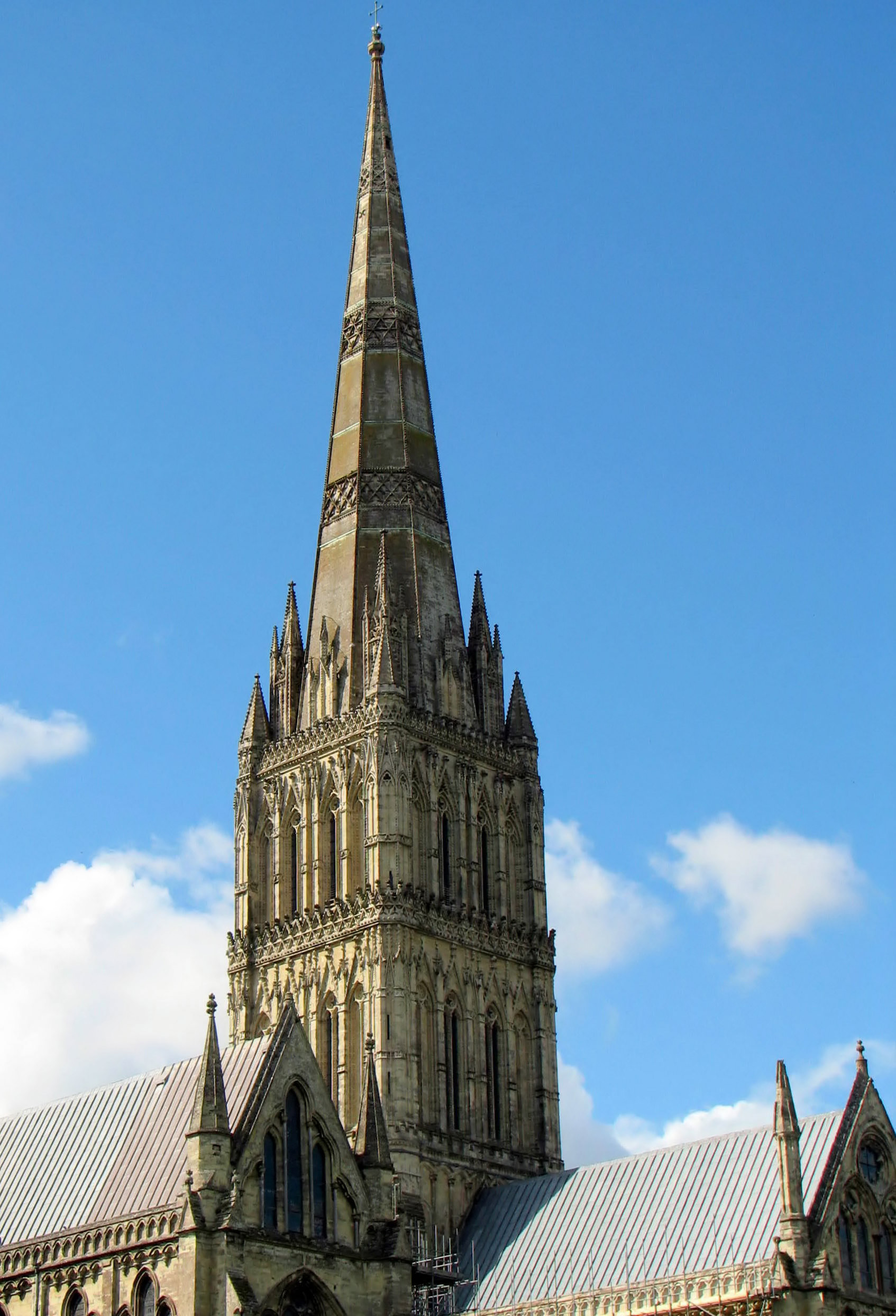
Espira de la catedral de Salisbury

### Fachadas

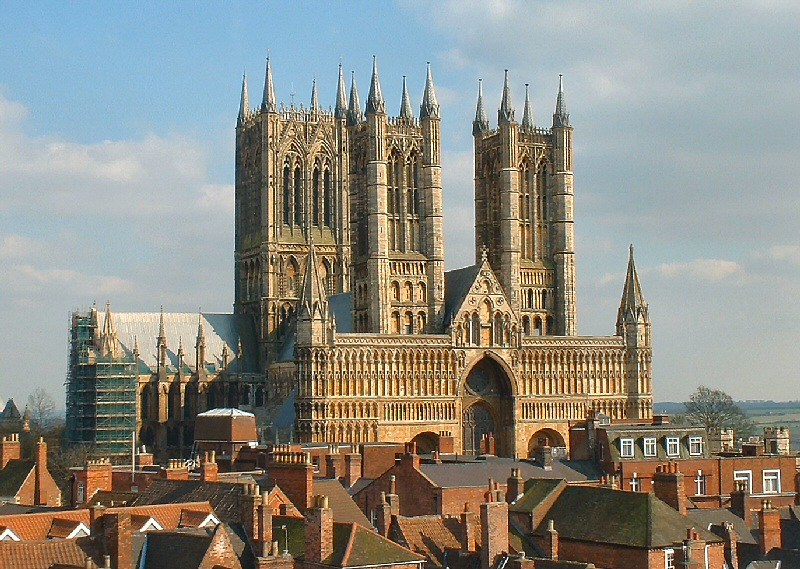
La imponente fachada occidental de la catedral de Lincoln

Las fachadas de las catedrales inglesas muestran una considerable diversidad, en lugar de una progresión constante, como es el caso del norte de Francia y otras catedrales influenciadas por el estilo gótico francés. En muchos casos, independientemente de la forma arquitectónica, la fachada inglesa fue tratada como una pantalla decorativa en la que se dispusieron muchas hornacinas en las que se colocaron estatuas. Un gran número de estas fueron derribadas o desfiguradas durante el siglo XVII; sin embargo, la "Galería de los Reyes" permanece en alto en la fachada de Lincoln, y muchas de las figuras, desgastadas por el clima, se conservan en Exeter.
La mayoría de las fachadas de las catedrales inglesas se pueden agrupar en dos tipos básicos, con varias variaciones.
Las catedrales más habituales son las que tienen largas torres emparejadas en la fachada occidental, como Canterbury, Durham, Southwell, Wells, Ripon y York. Entre las torres, en lugar del típico rosetón de las fachadas francesas, se encuentra o bien una única ventana de tracería, como en York o Canterbury, o un conjunto de lancetas sin tracería, como en Ripon y Wells. Hay generalmente tres puertas pero a diferencia de las catedrales francesas, apenas están elaboradas y se pone más énfasis en la puerta central que en las laterales. La entrada de uso más común está a veces localizada en un porche dispuesto en uno de los lados de la nave. Donde no hay dos largas torres en el frente occidental, hay generalmente dos torretas con pináculos que enmarcan la fachada o la nave central, muchas casi como grandes contrafuertes. Esta disposición puede verse en Salisbury, Winchester y Rochester.
En Lincoln una vasta pantalla gótica con terminales similares a contrafuertes fue construida como frente de la catedral, incorporando los portales normandos, pero ocultando las torres normandas. Esas torres fueron luego muy recrecidas para que fuesen visibles por encima de la pantalla.
También se añadió una pantalla gótica a la nave normanda en Peterborough, pero esta es una rareza arquitectónica sin precedentes o sucesores. La pantalla está compuesta por tres enormes arcos abiertos, siendo los dos exteriores más anchos que los marcos de la puerta central. La inmensa composición quedó un tanto alterada por el porche tardío y por el hecho de que dos torres de diferentes alturas sobresalen por detrás de la pantalla. A pesar de esto, es considerada como una de las supremas obras maestras del gótico, revelando la enorme diversidad e imaginación de los arquitectos medievales ingleses.

Ejemplos de fachadas occidentales
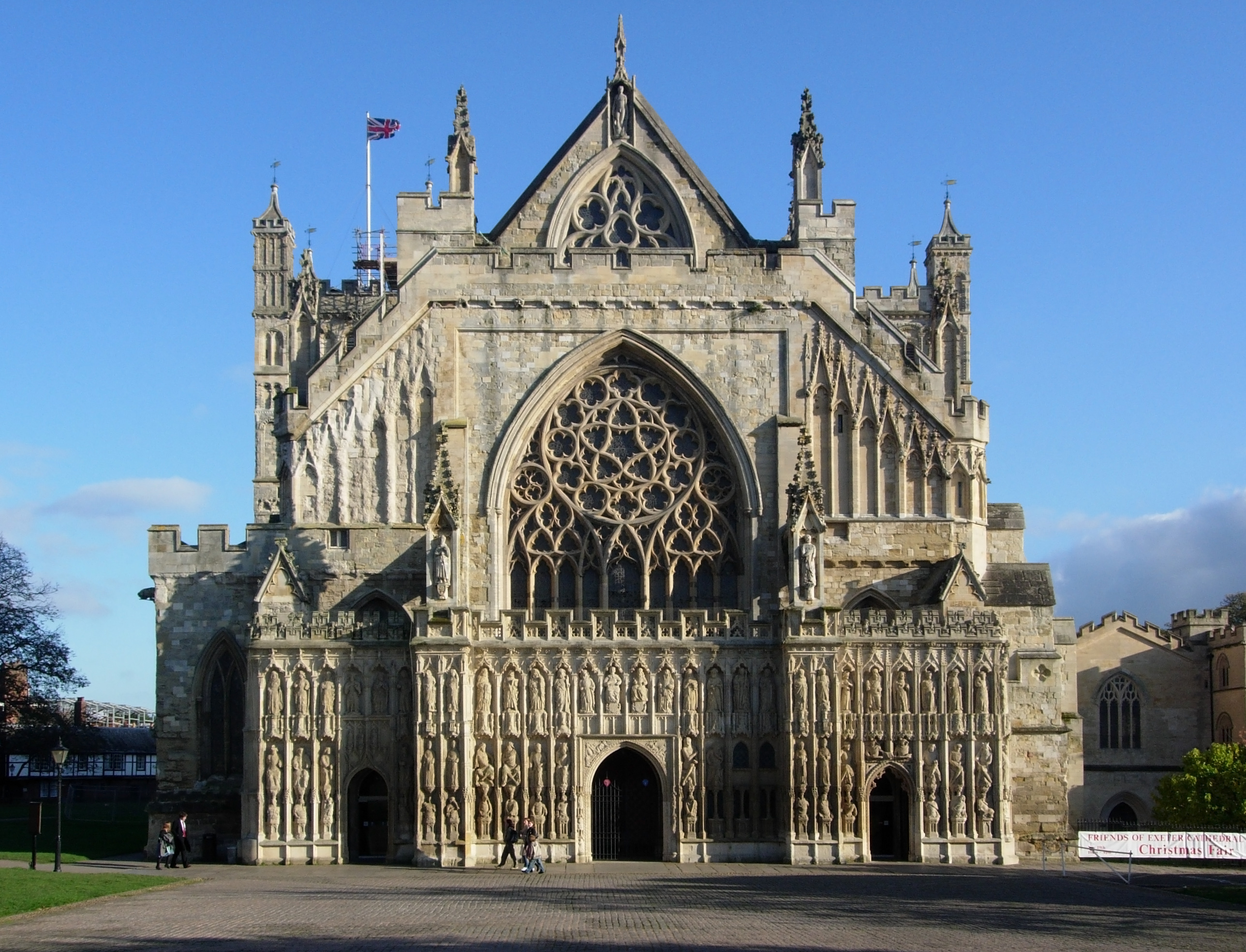
La pantalla escalonada de la catedral de Exeter, con huecos con muchas esculturas originales.
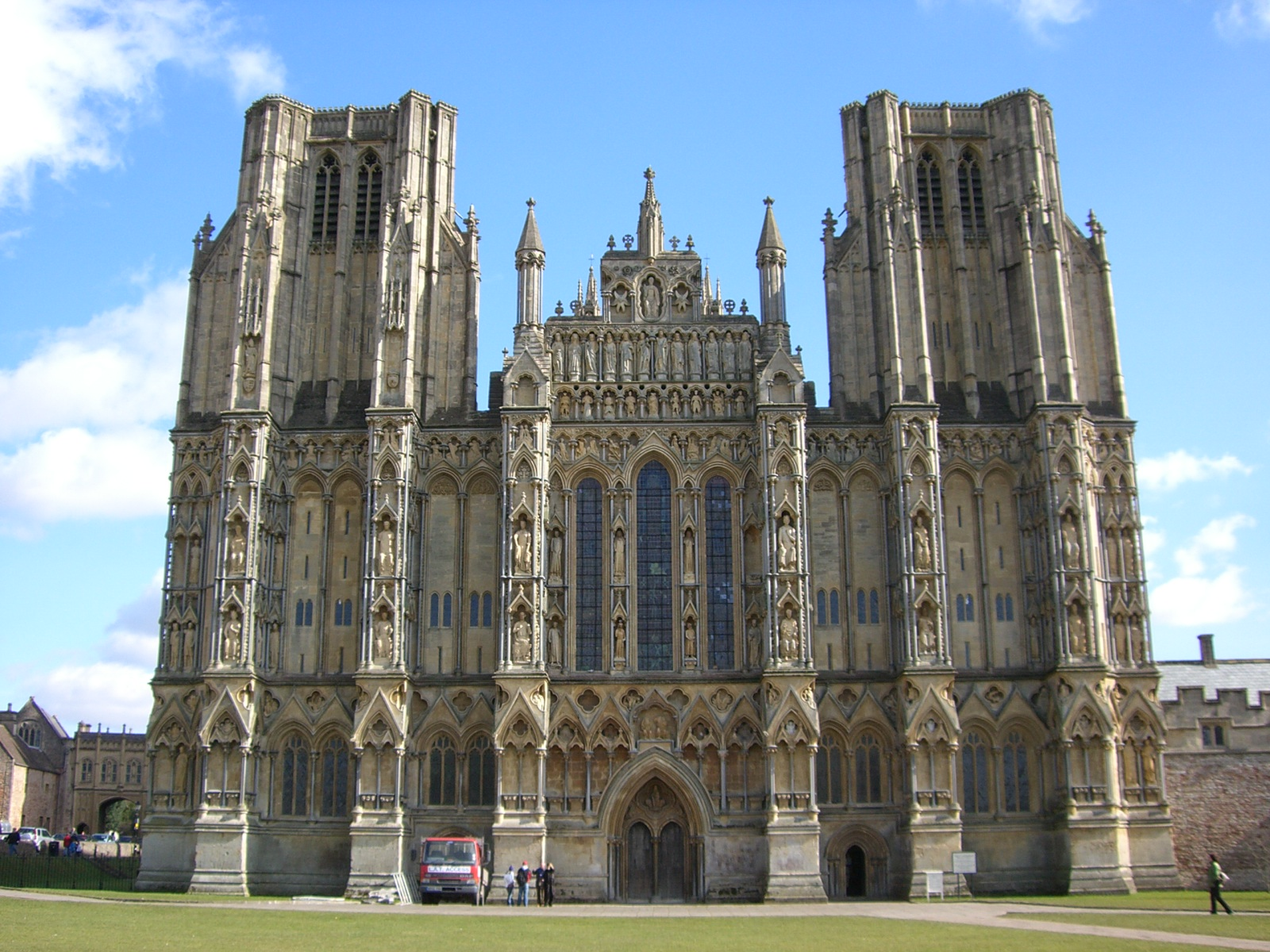
La catedral de Wells tiene torres, una galería esculpida y una ventana de lanceta. La fachada de Wells, a diferencia de la de Exeter, presenta una composición unificada y equilibrada. Sin embargo, las torres aparecen truncadas porque se pretendía que tuvieran agujas, que no fueron construidas
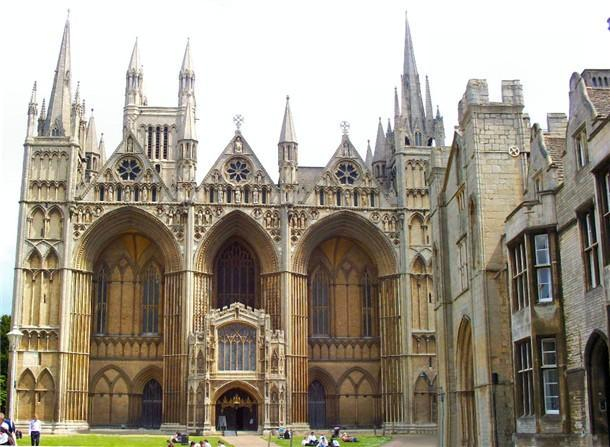
La singular fachada gótica temprana de la catedral de Peterborough
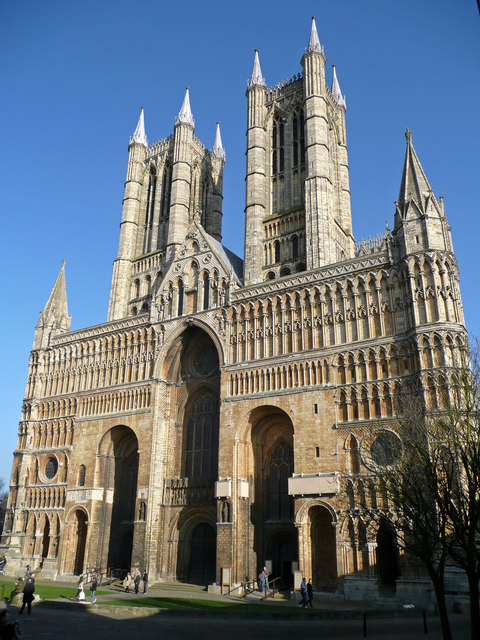
La fachada occidental de la catedral de Lincoln, una vasta pantalla rematada lateralmente con torretas similares a contrafuertes

### Extremos orientales

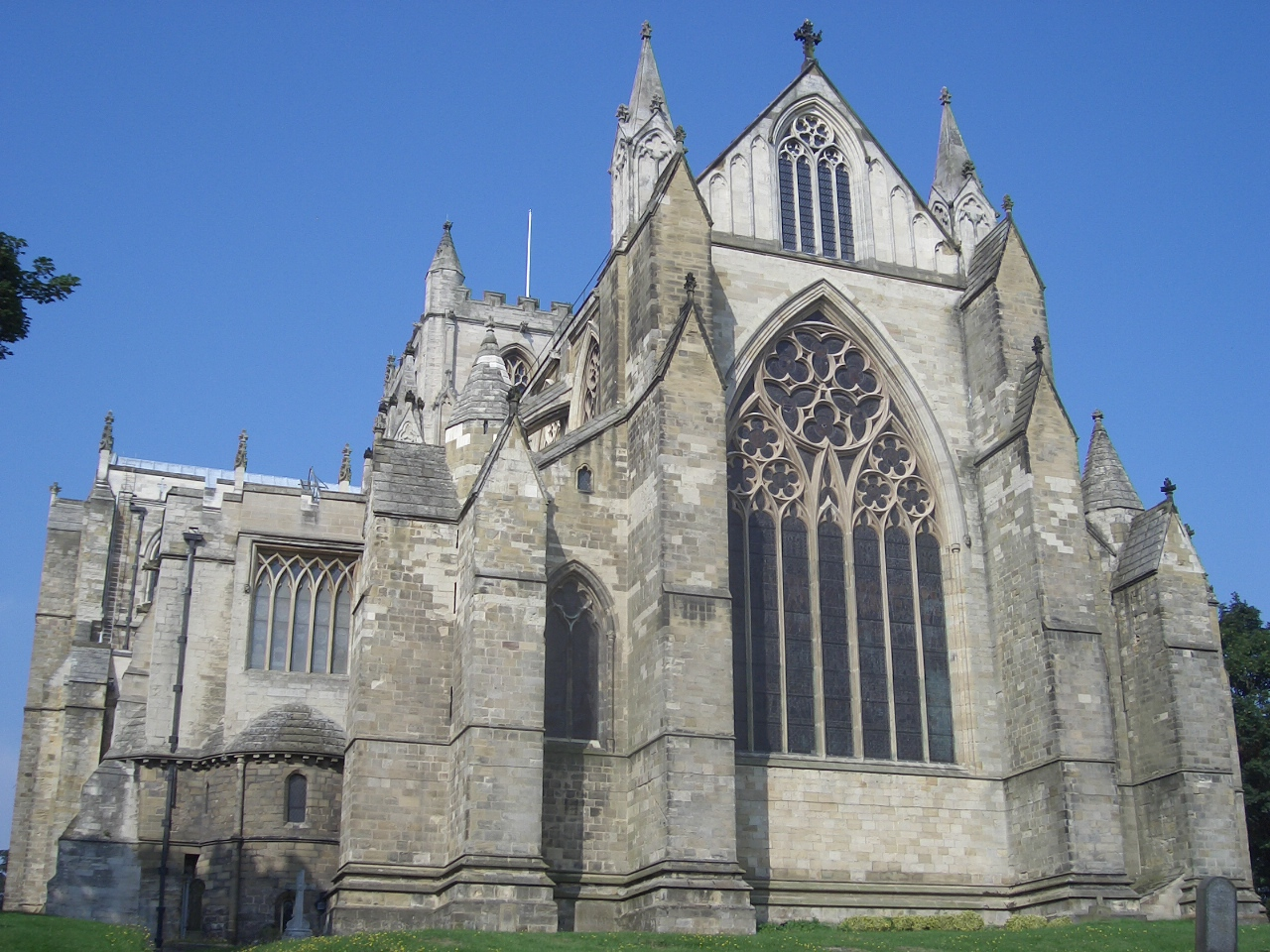
La catedral de Ripon tiene un extremo oriental de tipo acantilado, típico del gótico inglés, con fuertes contrafuertes, terminados en almenas y pináculos. Hay una ventana muy decorada con un círculo en la tracería, como la ventana occidental de Exeter.

Los extremos orientales de las catedrales inglesas muestra una mayor diversidad que en otros países. Aquellos construidos en la era normanda tenían altos extremos absidiales rodeados por un deambulatorio bajo, como el típico del norte de Francia. Esta disposición aún se mantiene en Norwich, en una parte de Peterborough y también, con variaciones, en el gótico inglés temprano del extremo oriental en Canterbury; en el resto de catedrales medievales han sido modificados.
La disposición habitual del extremo oriental del gótico inglés es cuadrada, y puede asimilarse a un infranqueable acantilado, como en York, Lincoln, Ripon, Ely y Carlisle o puede tener una capilla de la Virgen saliente, modelo del cual hay una gran diversidad, como en Salisbury, Lichfield, Hereford, Exeter y Chichester.
Los extremos de Norwich y Canterbury también tienen capillas salientes: en Norwich son una adición gótica al extremo oriental normando; y en Canterbury, conocido como la Corona, fue diseñado como parte de una planta temprana inglesa especialmente para albergar la reliquia de la corona del cráneo de Thomas Becket, cortada en el momento de su asesinato. El extremo oriental de otras catedrales, como Durham, Peterborough y Gloucester, ha sido modificado de varias maneras sin seguir un modelo en particular.

Ejemplos de extremos orientales
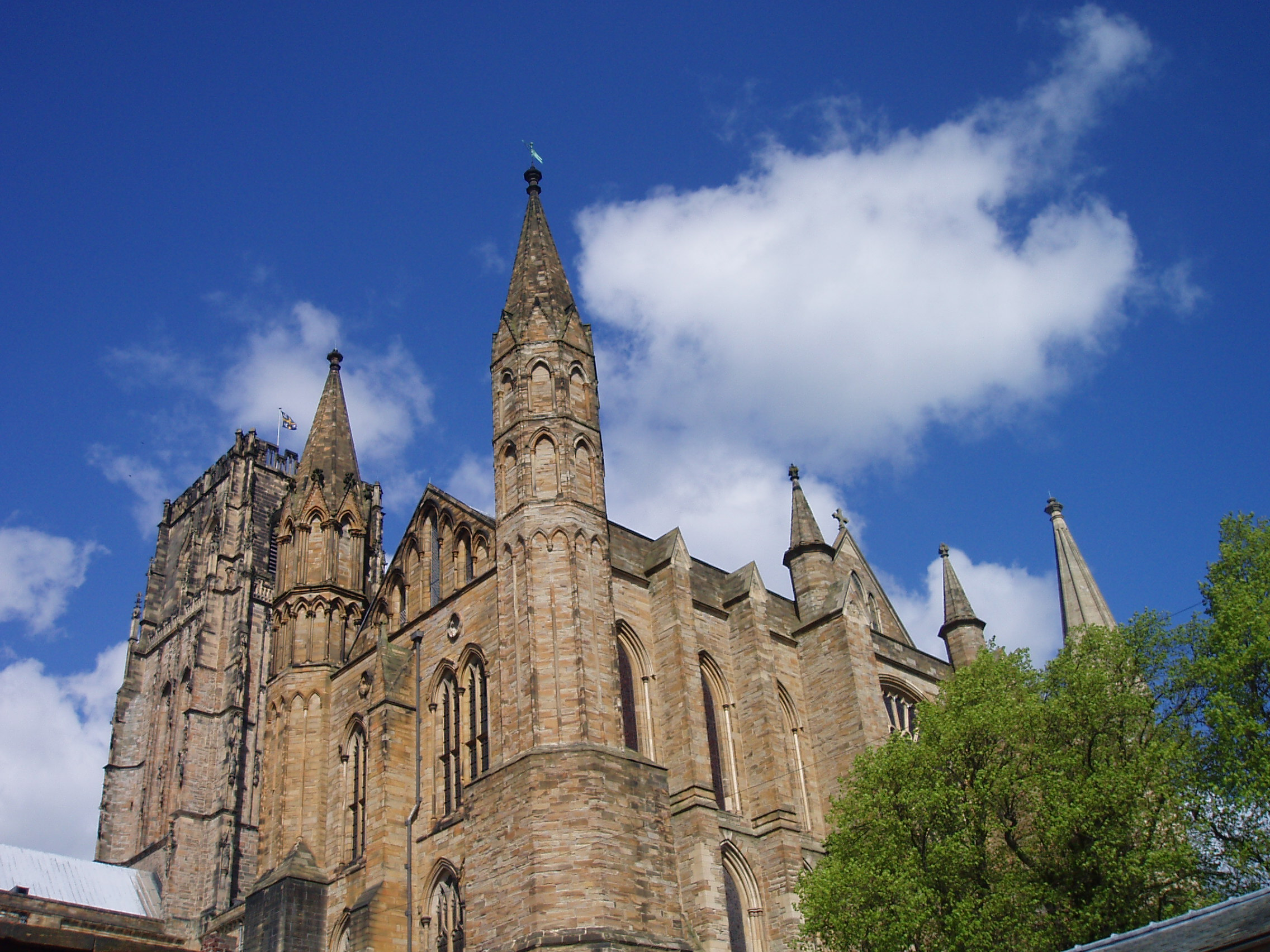
Extremo de la catedral de Durham
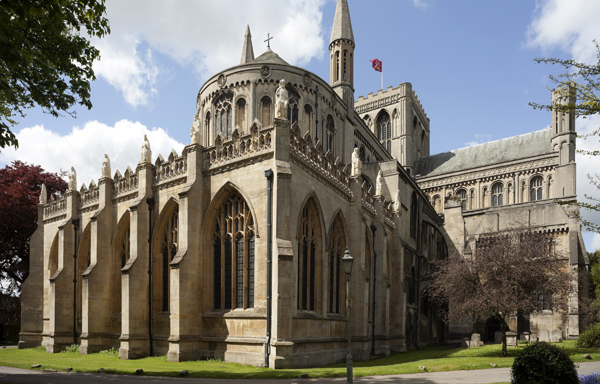
Extremo de la catedral de Peterborough
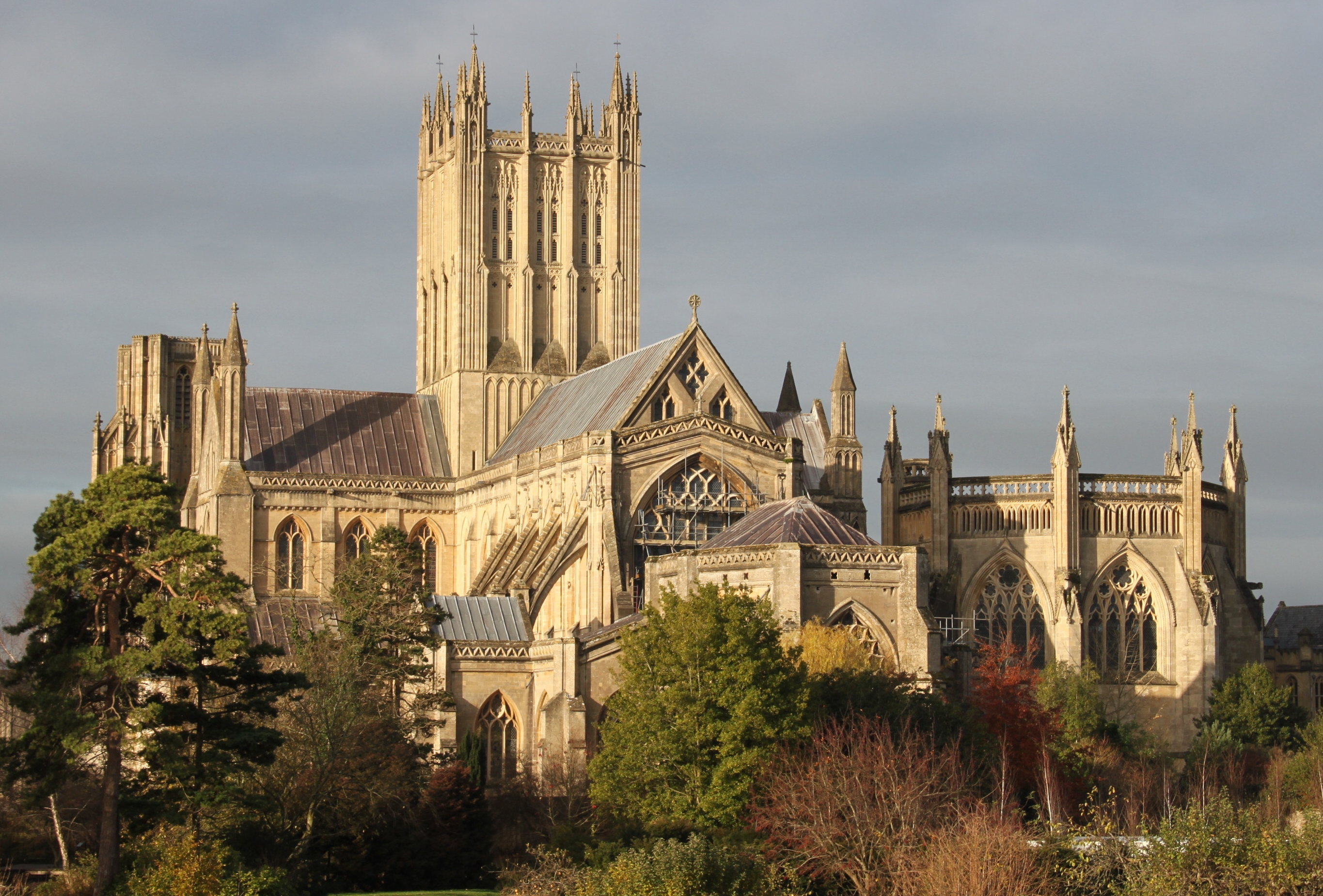
Lady Chapel proyectada desde el coro de la catedral de Wells
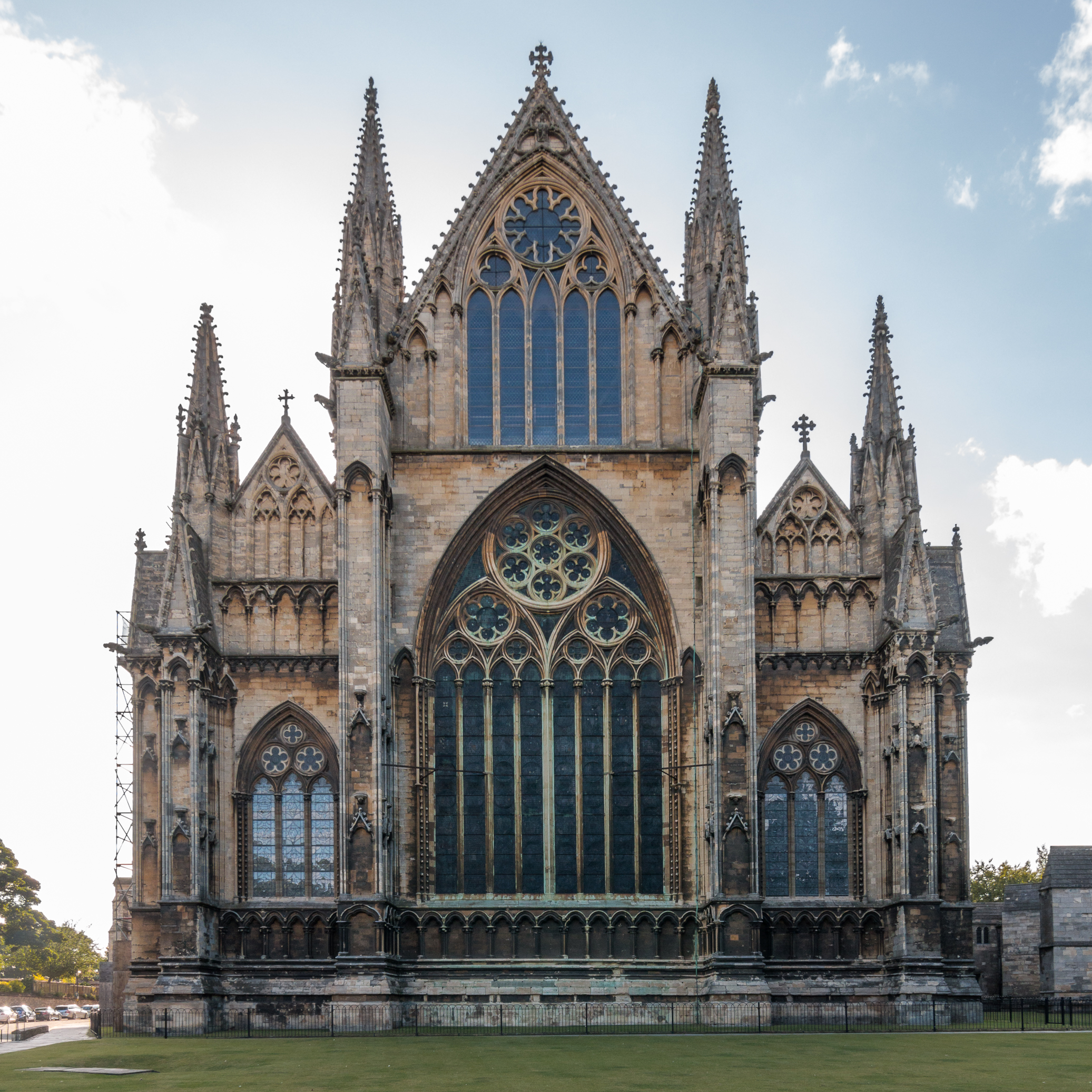
Extremo plano de la catedral de Lincoln

### Aspecto externo

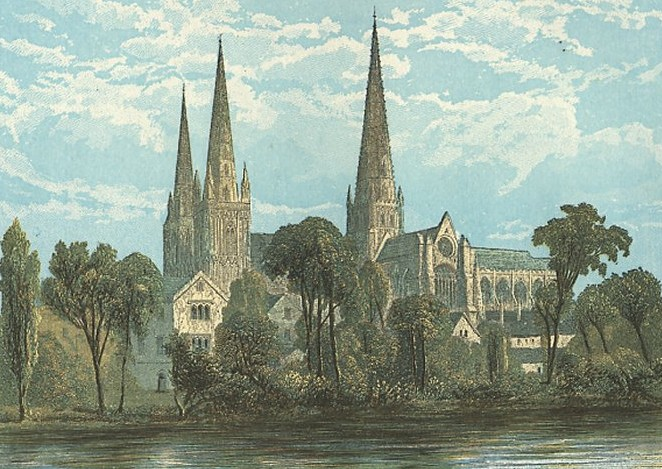
Las tres altas agujas de la catedral de Lichfield (tarjeta postal, 1888)

Como las catedrales inglesas suelen estar rodeadas por una extensa pradera, la planta es claramente visible a nivel del suelo, lo que no es el caso de la mayoría de las catedrales europeas que están rodeadas por la ciudad o edificios monásticos. La impresión general es que la catedral inglesa se expande en el solar con muchas ramas sobresaliendo. Estas proyecciones horizontales se equilibran visualmente por las fuertes masas verticales de las torres, que pueden ser una, dos o tres. Muchas de las catedrales, particularmente las de Winchester, San Alban y Peterborough que tienen torres no muy altas, dan una impresión de tremenda longitud y han sido comparadas con portaaviones.

Catedral de Salisbury, pintura al óleo de John Constable (1820) y una de las obras más conocidas.

Aunque todas las catedrales son impresionantes, algunas, por su localización, tienen un alto significado como puntos de referencia y elementos paisajísticos. Entre estas se encuentra Chichester, que puede ser vista a través de un paisaje de un campo abierto de kilómetros de distancia y es la única catedral inglesa visible desde el mar. La aguja gris de Norwich se levanta serenamente de la ciudad que la rodea, siendo un foco de la Escuela de Norwich de pintores de paisajes. Ely, sobre una pequeña colina, domina su entorno rural y su apariencia en momentos de inundación es la causa de que se la conozca como «La nave de los Fens» (The Ship of the Fens). Las tres agujas de Lichfield son conocidas como «Las señoritas del valle» (The Ladies of the Vale). La torre exquisita de Worcester tiene su mejor vista desde el otro lado del río Severn. Lincoln, con su vasta fachada y sus tres torres, de 80 m la más alta, se levanta majestuosamente desde una empinada colina por encima de la ciudad. La catedral de Salisbury con su aguja impecable  constituye una de las vistas icónicas de Inglaterra, popularizada por el pintor de paisajes John Constable. En el norte de Inglaterra, la catedral de Durham hace una vista "espectacular" mientras se asienta dramáticamente sobre una empinada península rocosa sobre el río Wear, «mitad iglesia de Dios, mitad castillo contra los escoceses» (“half Church of God, half castle ‘gainst the Scots”) .

### Aspecto interno

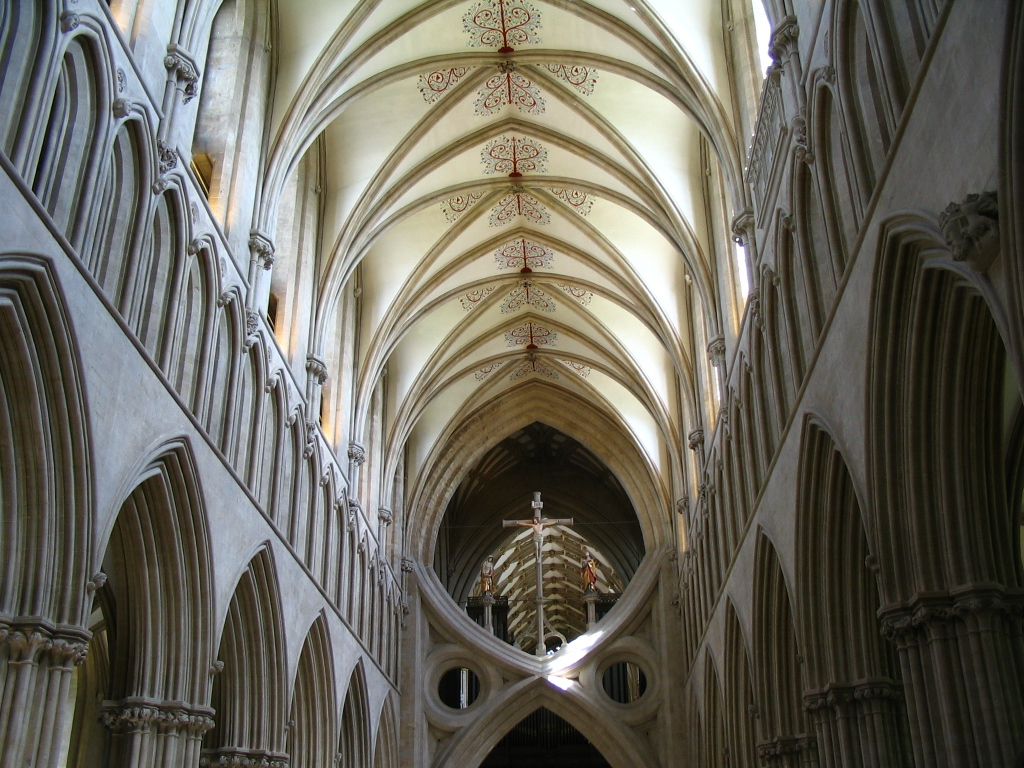
En la catedral de Wells se enfatiza la horizontal en lugar de la vertical. La nave termina abruptamente en una estructura conocida como la Cruz de San Andrés, que fue insertada para sostener la torre.

#### Énfasis horizontal
Debido a que la arquitectura de las catedrales inglesas es tan diversa e inventiva, la apariencia de sus interiores también difiere mucho aunque en general tienden a dar una impresión de longitud. Esto es en parte causado porque muchos de esos edificios son realmente muy largos, pero también porque más que en la arquitectura medieval de cualquier otro país, a la dirección horizontal se le da mucho más énfasis visual que a la vertical. Esto es particularmente claro en la catedral de Wells donde, a diferencia de la mayoría de edificios góticos, no hay ejes verticales que continúen desde las arcadas hasta la bóveda y sí hay un énfasis fuerte en la galería del triforio, una fila indiferenciadas de arcos estrechos que es aparentemente interminable. Salisbury tiene una ausencia similar de verticales mientras el correr bajo el triforio y los capiteles sin decorar de piedra Purbeck crean fuertes visuales horizontales. En los casos de Winchester, Norwich y Exeter el efecto horizontal se logra por el énfasis en las nervaduras de las elaboradas bóvedas.

#### Bóvedas complejas

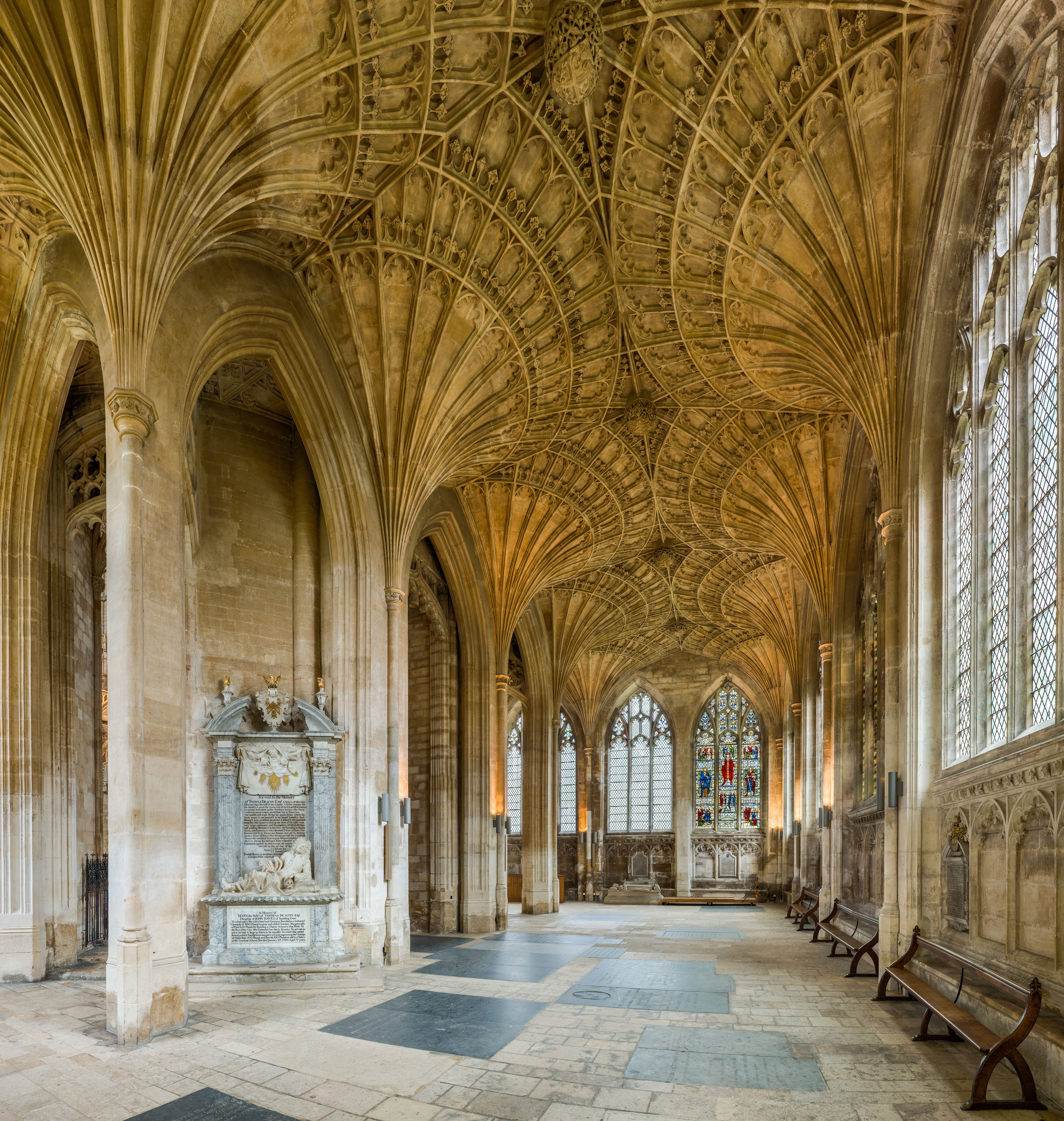
Bóveda de la capilla de La Virgen de la catedral de Peterborough

La complejidad de las bóvedas es otra característica importante de las catedrales inglesas. La gama de bóvedas va desde la simple bóveda cuatripartita a la manera francesa de la catedral de Chichester, hasta las formas más elaboradas, como la multinervada (de "terceletes") bóveda de Exeter, la bóveda similar de nervaduras interconectadas (lierne o ligaduras) en Norwich, la aún más elaborada variación en Winchester, el conjunto único de bóvedas de ligaduras de Bristol, las bóvedas estrelladas en los coros de Gloucester y de York, las bóvedas de abanico del retroceso de Peterborough, o la bóveda pinjante en el coro de Oxford, en la que las claves están suspendidas del techo como si fueran linternas. Muchas de las formas más elaboradas son únicas de Inglaterra, aunque las bóvedas estrelladas también aparecieron en España y Alemania.

Ejemplos de bóvedas complejas
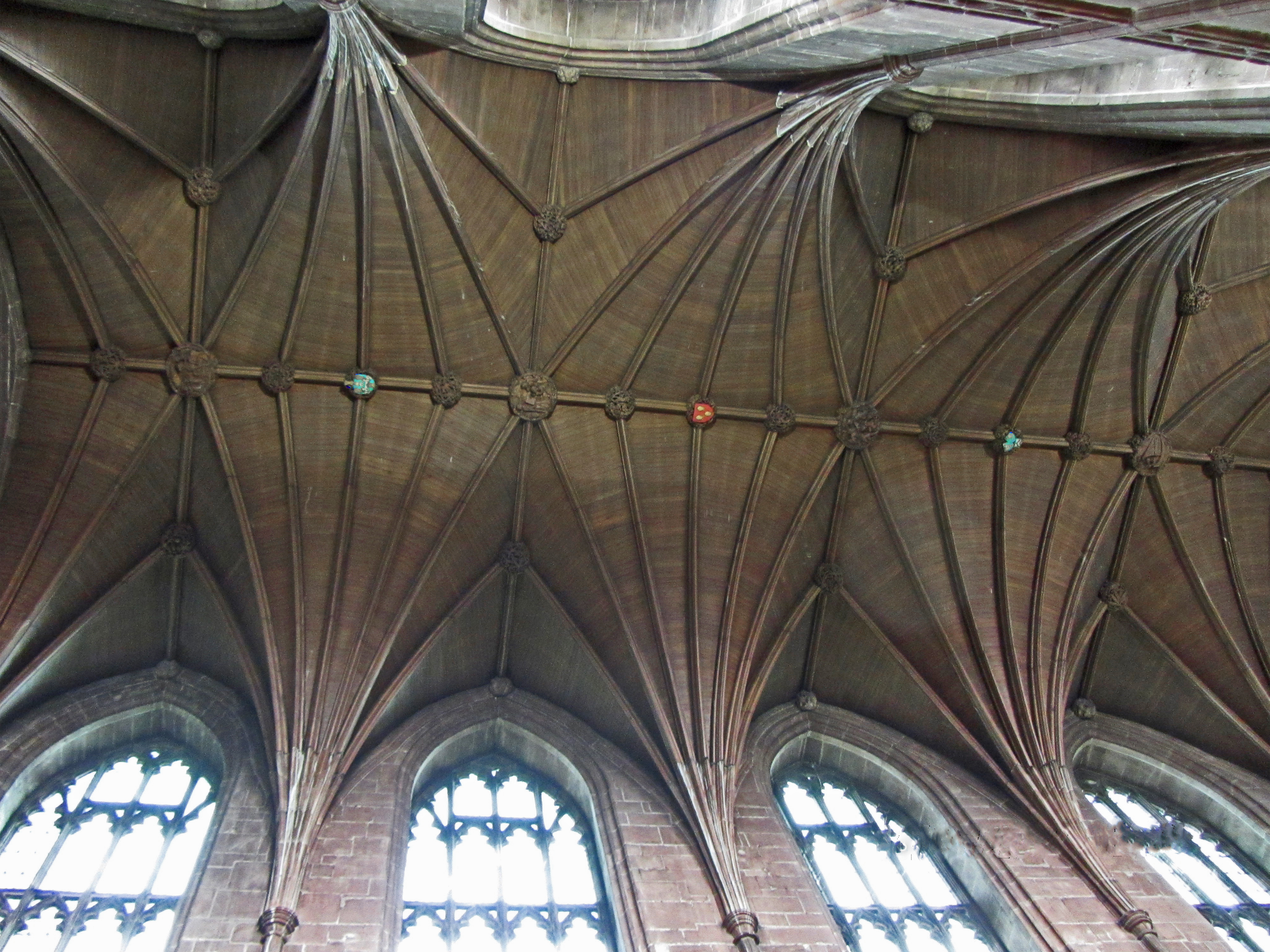
Bóveda de madera del transepto sur de la catedral de Gloucester
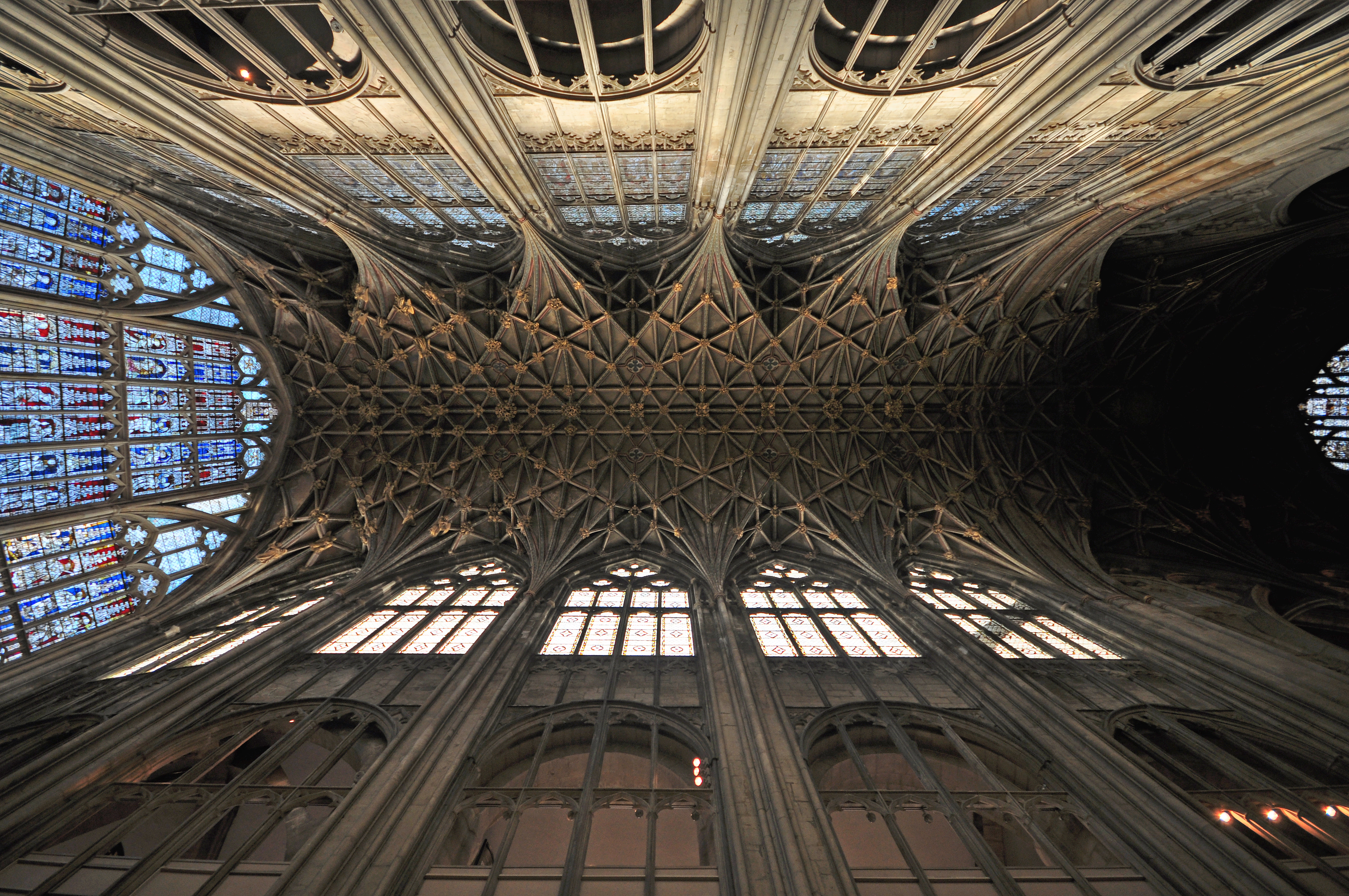
Bóveda de ligadura del extremo oriental de la catedral de Gloucester
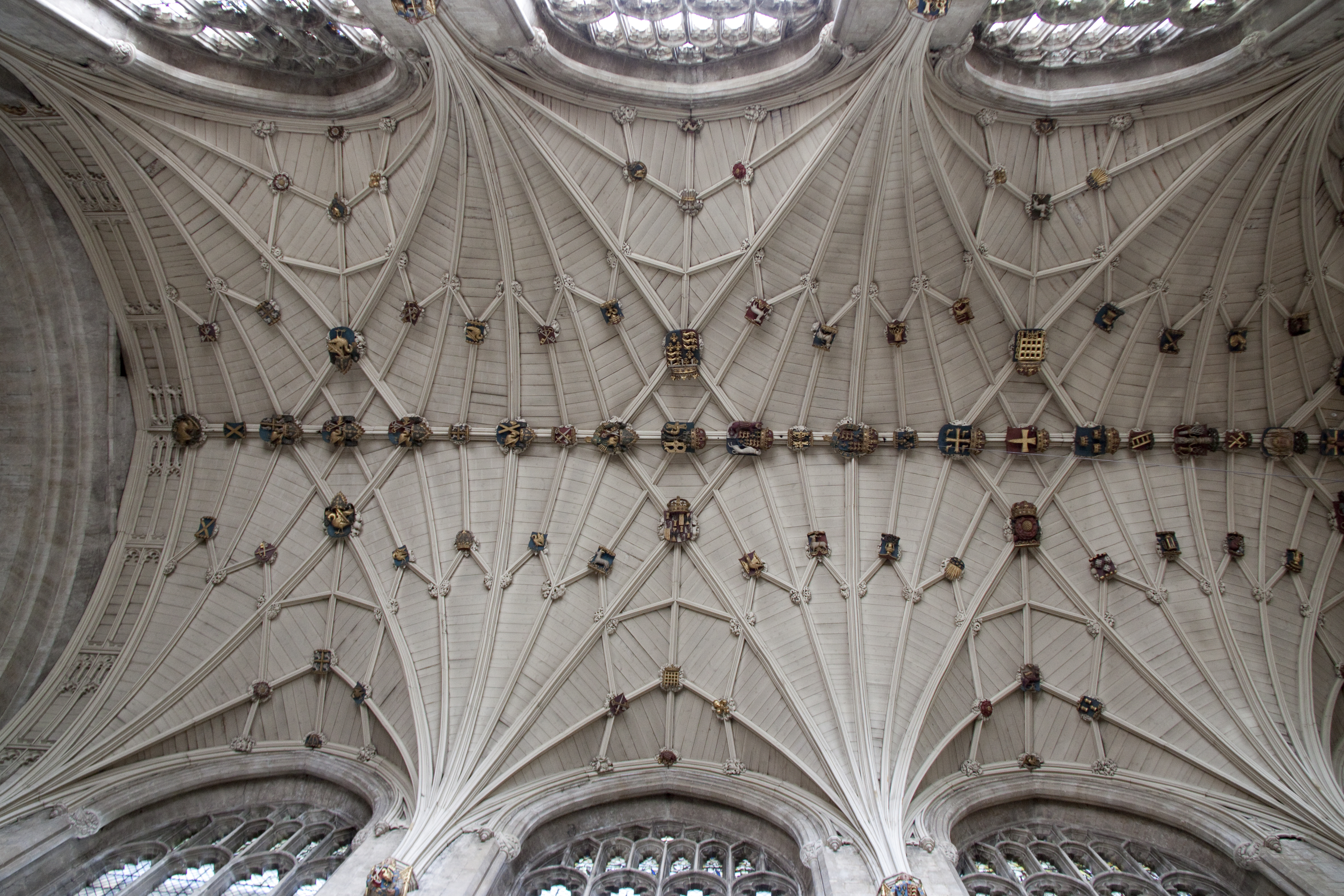
Bóveda de abanico de la catedral de Winchester
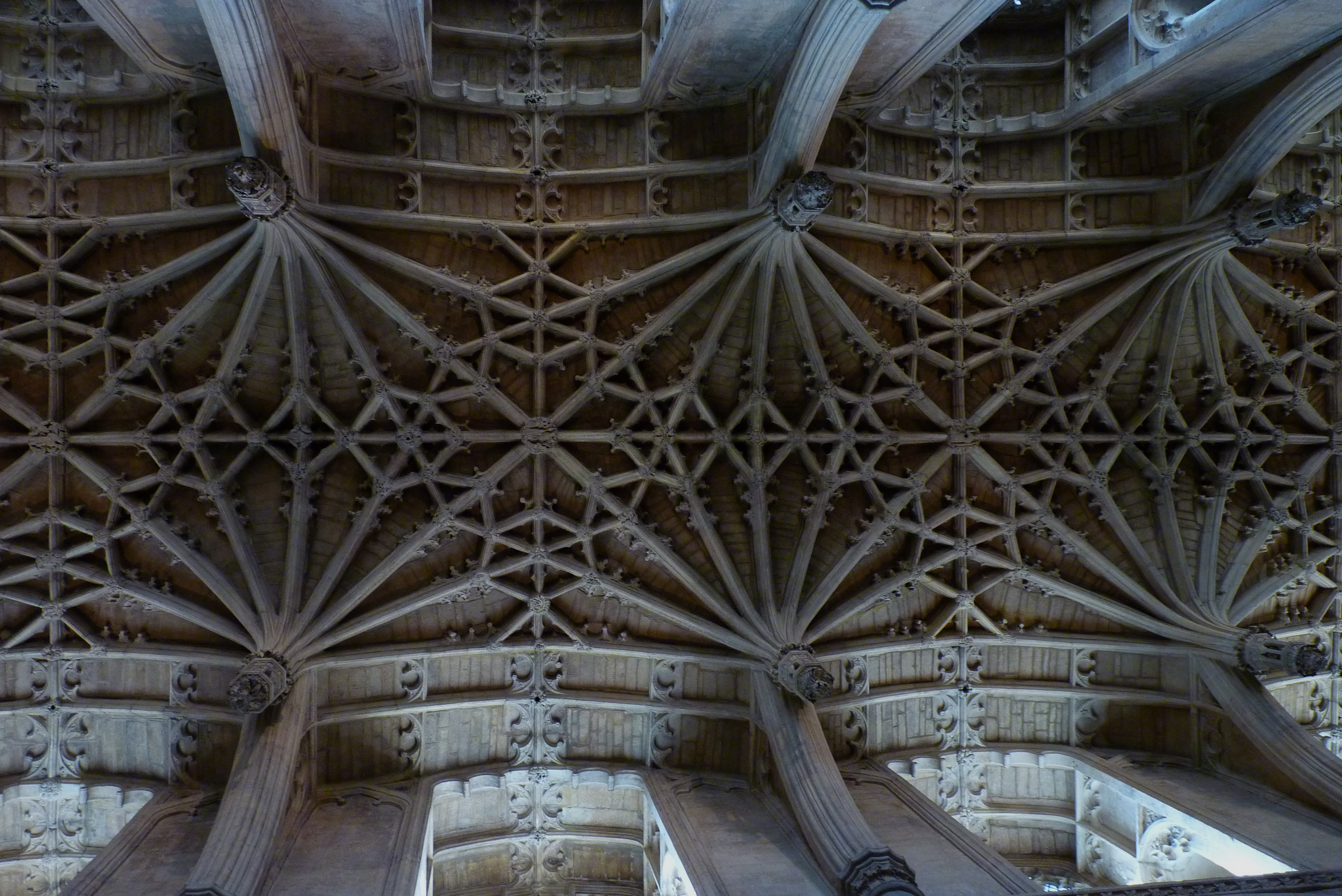
Bóveda pinjante en el coro de Oxford

## Estilos arquitectónicos

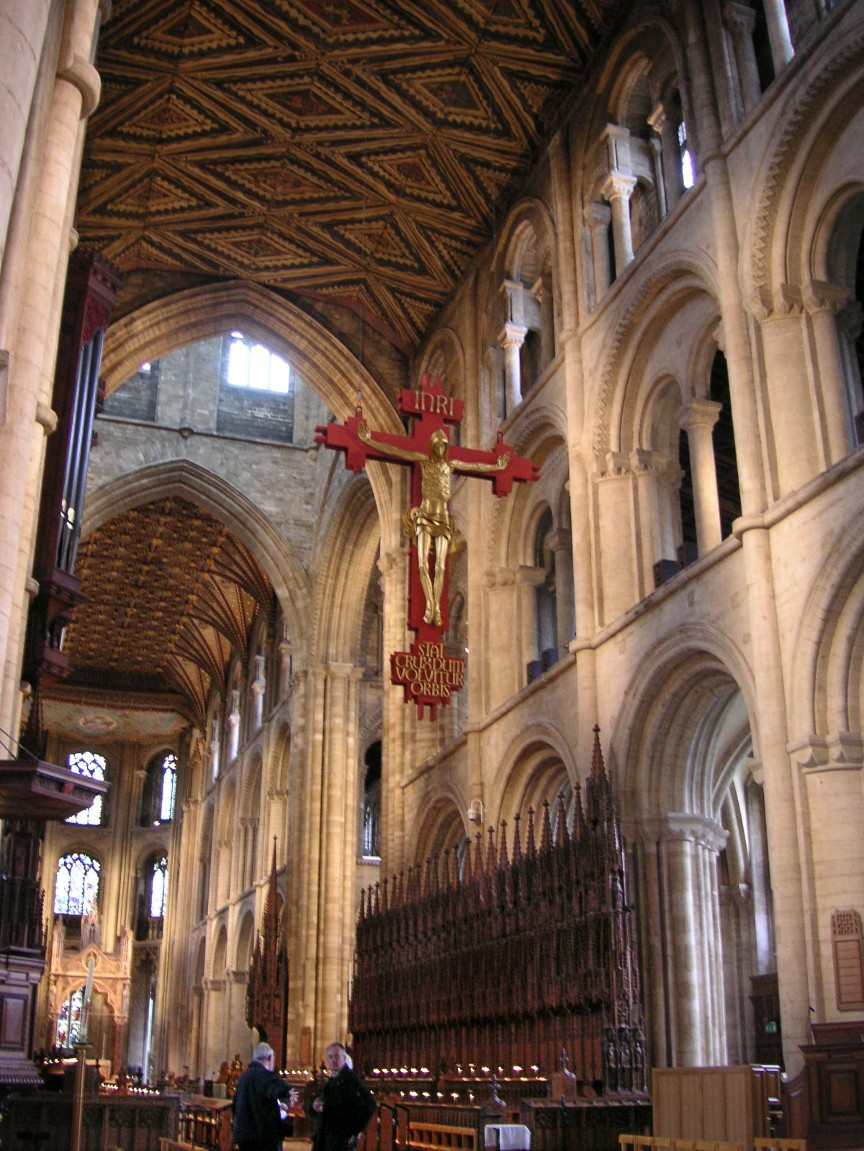
El interior normando de la catedral de Peterborough, mostrando parte de la gran nave y el coro sin pantalla alguna que divida el edificio. La edificación es sobre todo de apariencia normanda unificada con tres niveles de arcos de medio punto, siendo solamente los arcos grandes de la torre central góticos. Otras características visibles son el techo antiguo pintado, la sillería del coro y el Rood moderno, que tiene una figura de Cristo en madera cubierta de oro, en una cruz roja suspendida en frente del arco de la torre.

### Arquitectura sajona
Aunque en la mayoría de los casos las iglesias normandas remplazaron enteramente a las sajonas, en Ripon, la catedral conserva su temprana cripta sajona, y una cripta similar también sobrevive bajo la antigua catedral de Hexham. En Winchester las excavadas cimentaciones de la catedral del siglo X —cuando la construyeron, era la iglesia más larga en el norte de Europa— están marcadas en la pradera cercana a la catedral. En Worcester, se construyó una nueva catedral en estilo normando desde 1084, pero la cripta tiene cantería reutilizada y columnas de sus dos predecesoras iglesias sajonas. En la abadía de Sherborne se conserva mucha mampostería de la antigua catedral sajona, en el frente occidental, en los transeptos y en el crucero, de modo que la nave y el crucero de la actual abadía medieval tardía retienen las proporciones de la previa edificación sajona.

### Arquitectura normanda
La exhaustiva reconstrucción de las iglesias catedrales sajonas de Inglaterra por los normandos representó el mayor programa de construcción religioso de la Europa medieval y cuando fueron construidas, fueron las edificaciones más grandes construidas en la Europa cristiana desde el final del Imperio romano. Todas las catedrales de Inglaterra, con la excepción de Salisbury, Lichfield y Wells, tienen evidencias de arquitectura normanda. Peterborough, Durham y Norwich mantienen en la mayor parte los edificios normandos, mientras que en muchos otros solo hay partes sustanciales en estilo normando, como las naves de Ely, Gloucester y Southwell, o los transeptos de Winchester. La arquitectura normanda se distingue por sus arcos de medio punto y arcadas ciegas en niveles sobre pilares, que originalmente soportaban cubiertas de madera plana de las cuales dos sobrevivieron, en Peterborough y Ely. Las columnas, cuando eran usadas, eran enormes, como en la nave de Gloucester, y alternaban con pilares como en Durham. Las molduras se tallaron con diseños geométricos y las arcadas son formas decorativas mayores, particularmente externamente. Pequeñas esculturas figurativas han sobrevivido, notablemente la ornamentación bárbara alrededor de las puertas occidentales de Lincoln, los capiteles bestiales en la cripta de Canterbury y el tímpano en la puerta oeste de Rochester.

### La lanceta gótica

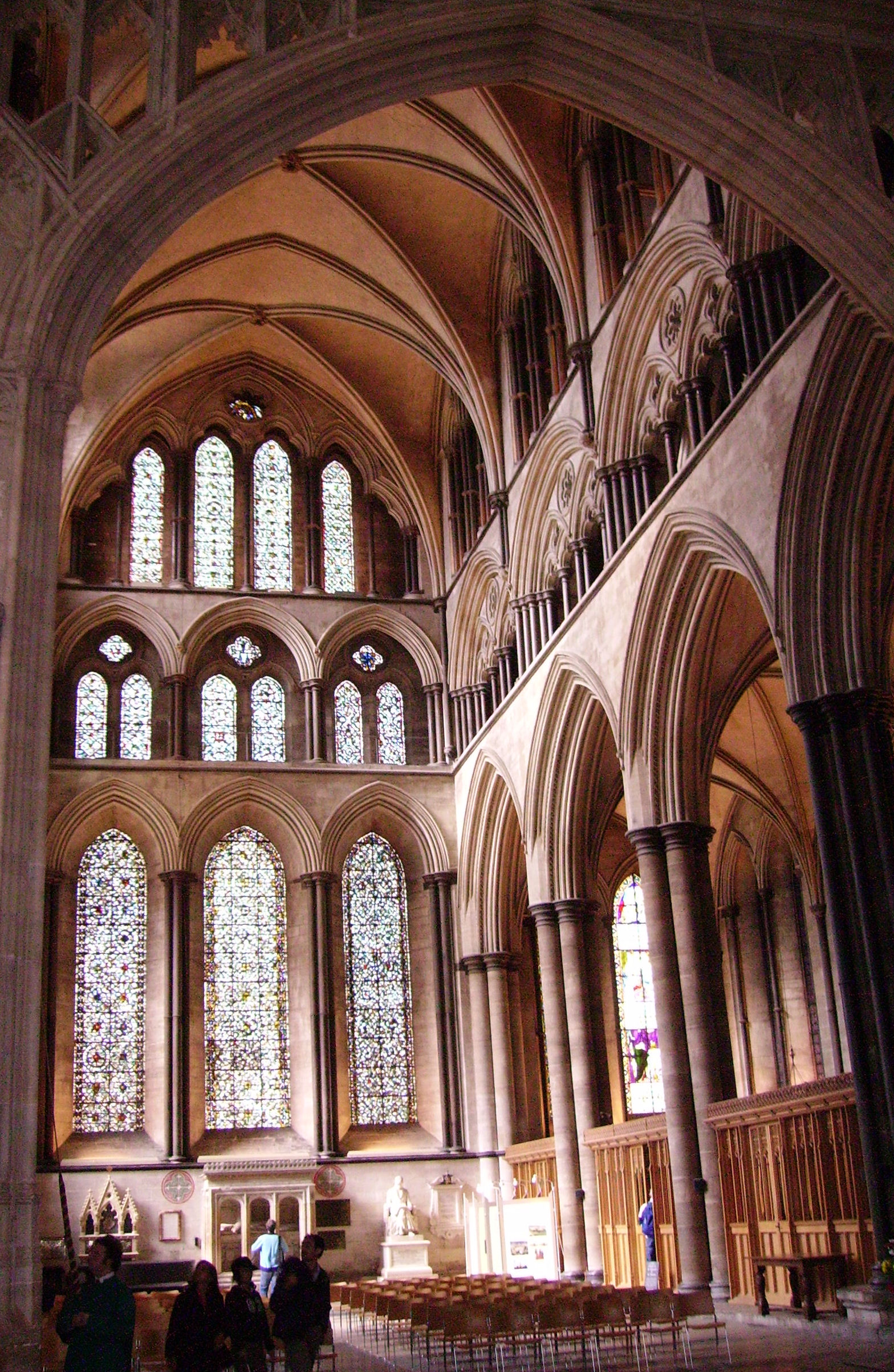
El gótico inglés temprano en la catedral de Salisbury: una vista del transepto norte que muestra una armoniosa disposición de arcos ojivales en tres tiras de diferentes tamaños y agrupamientos. Los detalles son mejorados por varias delgadas columnas de piedra Purbeck oscuro. La bóveda nevada es una forma simple.

Muchas de las catedrales tienen partes importantes de finales del siglo XII y principios del XIII en el estilo conocido como gótico inglés temprano (Early English Gothic) o gótico lancetado (Lancet Gothic), y definido por la simplicidad de sus huecos sin tracería parecidos a lancetas. La catedral de Salisbury es el mejor ejemplo de este estilo, que también se observa en Wells y Worcester, en los brazos orientales de Canterbury, Hereford y Southwark, y en los transeptos de York. También de este periodo es la espectacular fachada de Peterborough, y la menos grande, pero armoniosa, fachada de Ripon.

### Gótico decorado

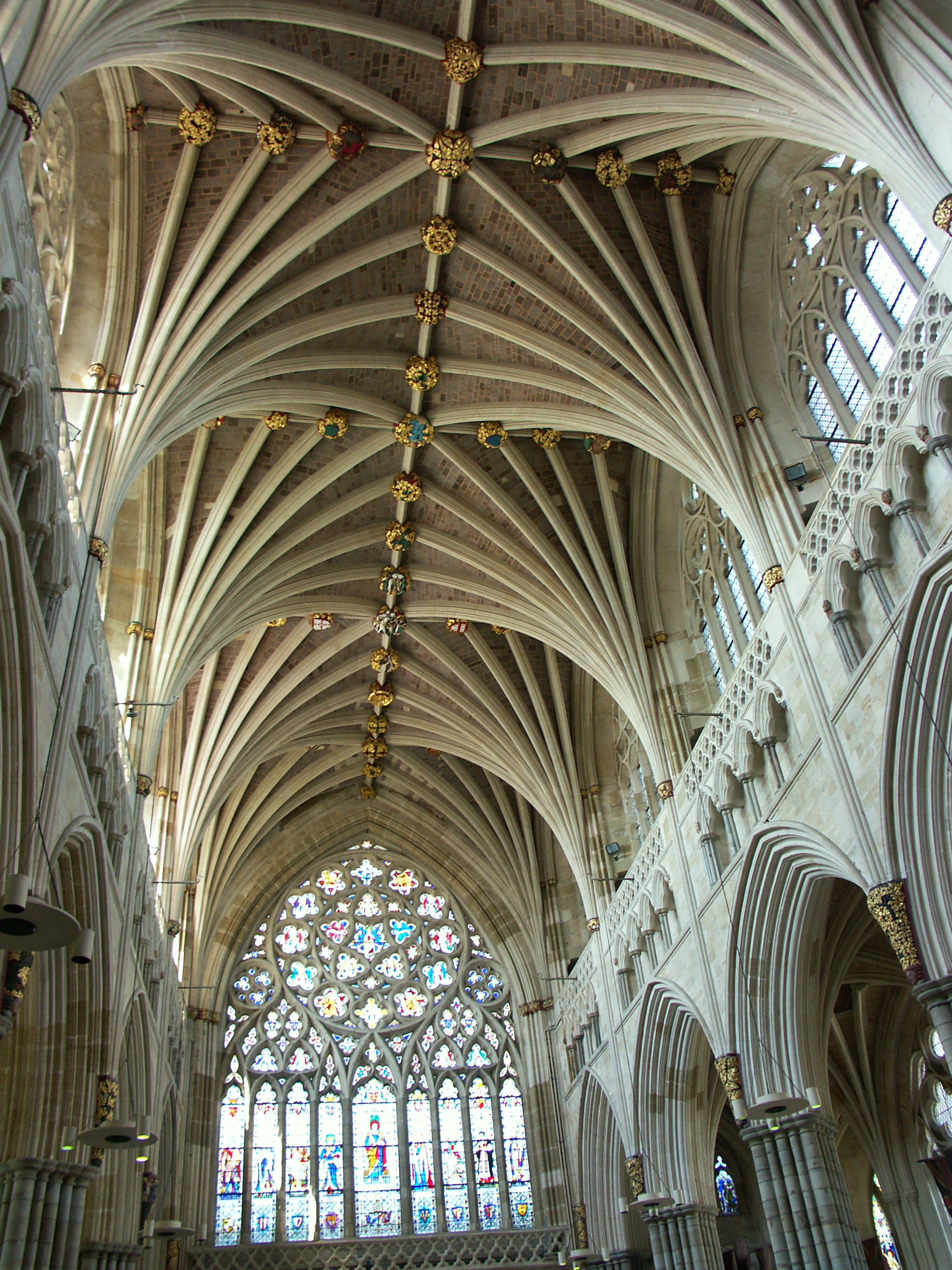
Gótico decorado de la catedral de Exeter. El interior de la nave muestra gran riqueza y diversidad de decorado. Sobre los arcos góticos corre una galería esculpida ornamentalmente, sobre la cual suben ventanas triforias llenas de tracería geométrica. La ancha ventana occidental de nueve luces debajo del rosetón superior llena el lado oeste. La bóveda tiene muchas estrías de gran perfil, que salen en grupos como ramas de palmera

El estilo gótico decorado, con ventanas con tracería, se subdivide dependiendo según sea la tracería geométrica o curvilínea. Muchas catedrales tienen partes importantes en estilo geométrico de mediados del siglo XIII y principios del XIV, incluido mucho de Lincoln, Lichfield, el coro de Ely y las salas capitulares de Salisbury y Southwell. A finales del siglo XIII el estilo de la tracería evolucionó para incluir un gran número de formas estrechas, que se adaptaron fácilmente a las aberturas góticas combinándose con formas circulares, como las ventanas de la sala capitular de York, el octágono de Ely y la ventana occidental de Exeter.
Se desarrolló aún más con la repetición de formas curvilíneas o llameante que ocurrieron en un gran número de ventanas alrededor del 1320, especialmente en el retroceso de Wells y en la nave de la catedral de Exeter. Este tipo de tracería se combina con bóveda de nervaduras de extrema proyección y muy rico molturado, como se ve en la sala capitular de Wells, y en la bóveda en Exeter, que se extiende, ininterrumpidamente por una torre central, durante 91 m y es la bóveda medieval más larga en el mundo.
La última etapa del curvilíneo o gótico decorado fluido, es expresada en una tracería de mucha variación y de formas altamente complejas. Muchas de las ventanas más altas y famosas de Inglaterra datan de 1320-1330 y están hechas en este estilo, como el rosetón del transepto sur conocido como el "ojo del obispo" en Lincoln, la ventana del "corazón de Yorkshire" en el extremo oeste de York y la famosa ventana oriental de nueve luces de Carlisle.
Hay muchos trabajos arquitectónicos menores dentro de las catedrales que tienen tracería curvilínea, como las arquerías en la Lady Chapel en Ely, que también tiene la bóveda más amplia de Inglaterra, la pantalla del púlpito de Lincoln y las ricamente decoradas entradas en Ely y Rochester. Una característica de este período del gótico son las elaboradas bóvedas de ligadura en las que las principales nervaduras están conectadas por nervaduras intermedias que no salen de los muros y no son elementos estructurales principales. Las bóvedas de Bristol son el ejemplo más famoso de este estilo, que también puede ser visto en York.

### Gótico perpendicular

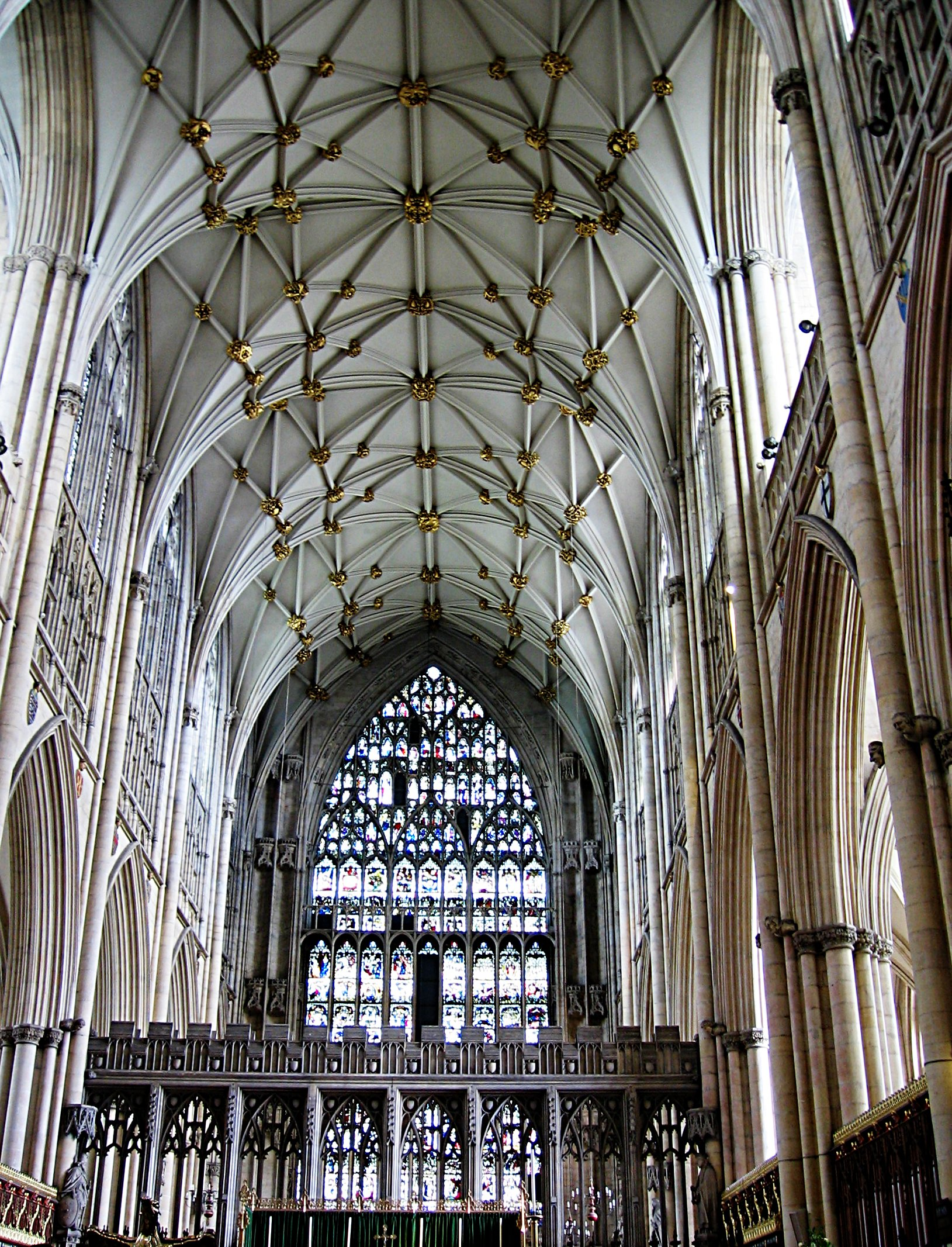
Coro perpendicular de la catedral de York. Los muros, bóveda, y ventana occidental están cubiertos con una red decorativa de tracería. El patrón de las nervaduras se parece a estrellas interconectadas.

En la década de 1330, cuando los arquitectos de Europa estaban adoptando el estilo flamígero, la arquitectura inglesa se movió alejándose del decorado fluyente en una dirección enteramente diferente y mucho más sobria con la reconstrucción, en una forma altamente modular, del coro de la abadía normanda, ahora catedral, en Gloucester. El estilo perpendicular, que dependía de una red de cruces de parteluces y travesaños en lugar de una diversidad de formas ricamente talladas al efecto, da una impresión general de gran unidad, en el que la estructura de las vastas ventanas tanto del claristorios como del extremo oriental, están integrada con arcadas por debajo y por encima de la bóveda. El estilo demostró ser muy adaptable y continuó con variaciones en las naves de Canterbury y Winchester, y en el coro de York.
Durante el siglo XV, muchas de las mejores torre de Inglaterra fueron construidas o ampliadas en el estilo perpendicular, incluyendo las de las catedrales de Gloucester, Worcester, Wells, York, Durham y Canterbury, y las espiras de Chichester y Norwich.
El diseño de los interiores de las iglesias pasó por una última fase que duró hasta el siglo XVI, el desarrollo de la bóveda de abanico, usada primero en 1370 en los claustros de Gloucester y luego en el retroceso en Peterborough de principios del siglo XV. En una forma aún más elaborada con piedra colgante, fue usada en el techo del coro normando en Oxford y en la gran capilla funeraria de Enrique VII en la abadía de Westminster, en un tiempo en el que Italia saludaba al Renacimiento.

## Diversidad arquitectónica

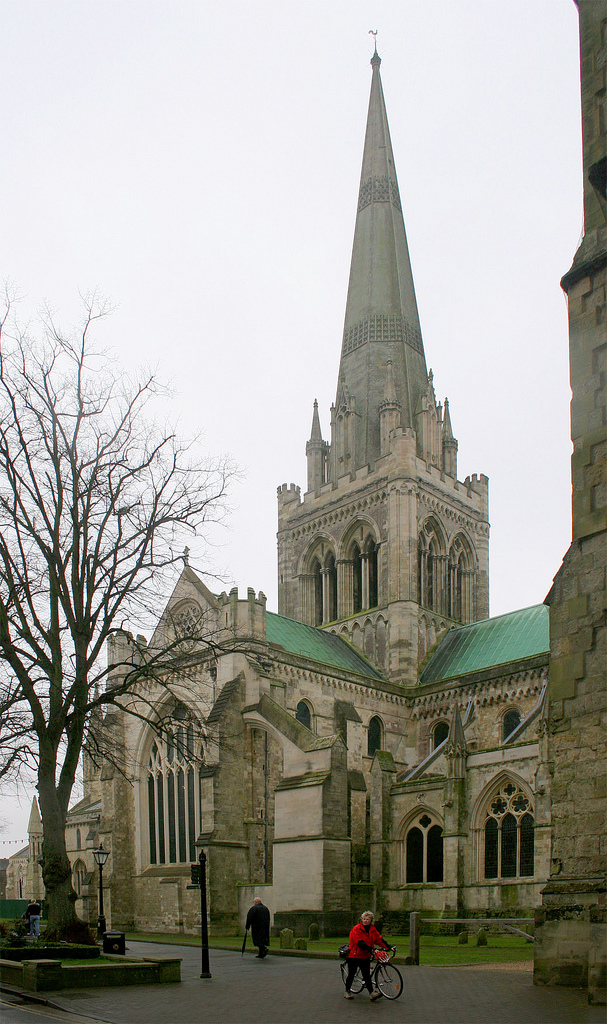
Esta vista de la catedral de Chichester muestra cuatro estilos arquitectónicos distintos: las ventanas normandas del clerestorio de la nave, las antiguas ventanas inglesas de la torre, las ventanas geométricas de las naves laterales y la gran ventana perpendicular del transepto. La aguja es una restauración victoriana.

La planta de la catedral de Salisbury es la planta más a menudo reproducida en las historias de la arquitectura con el fin de comparar la arquitectura gótica inglesa con la francesa, italiana o de otros países. Tiene mucha características, sobre el papel al menos, que son típicas. La planta de la catedral de Worcester, por ejemplo, se parece mucho a la de Salisbury. Ambas tienen dos transeptos, una alta torre central, un largo porche en el lado norte de la nave, un claustro en el sur, al que abre una sala capitular poligonal. Internamente, hay también fuertes similitudes visuales en las simples ventana lancetadas del extremo este y en la contrastante profusión de oscuros fustes de piedra Purbeck. Pero las historias de dos edificios son muy diferentes: se tardó 160 años en completar la catedral de Salisbury, desde su fundación en 1220 a la coronación de su masiva espira en 1380; fueron 420 años en Worcester, desde su cripta normanda en 1084 hasta su capilla en memoria del príncipe Arturo en 1504. La historia de Worcester es mucho más representativa de la historia de la mayoría de las catedrales medievales inglesas que la de Salisbury.

### El edificio de la catedral de Salisbury

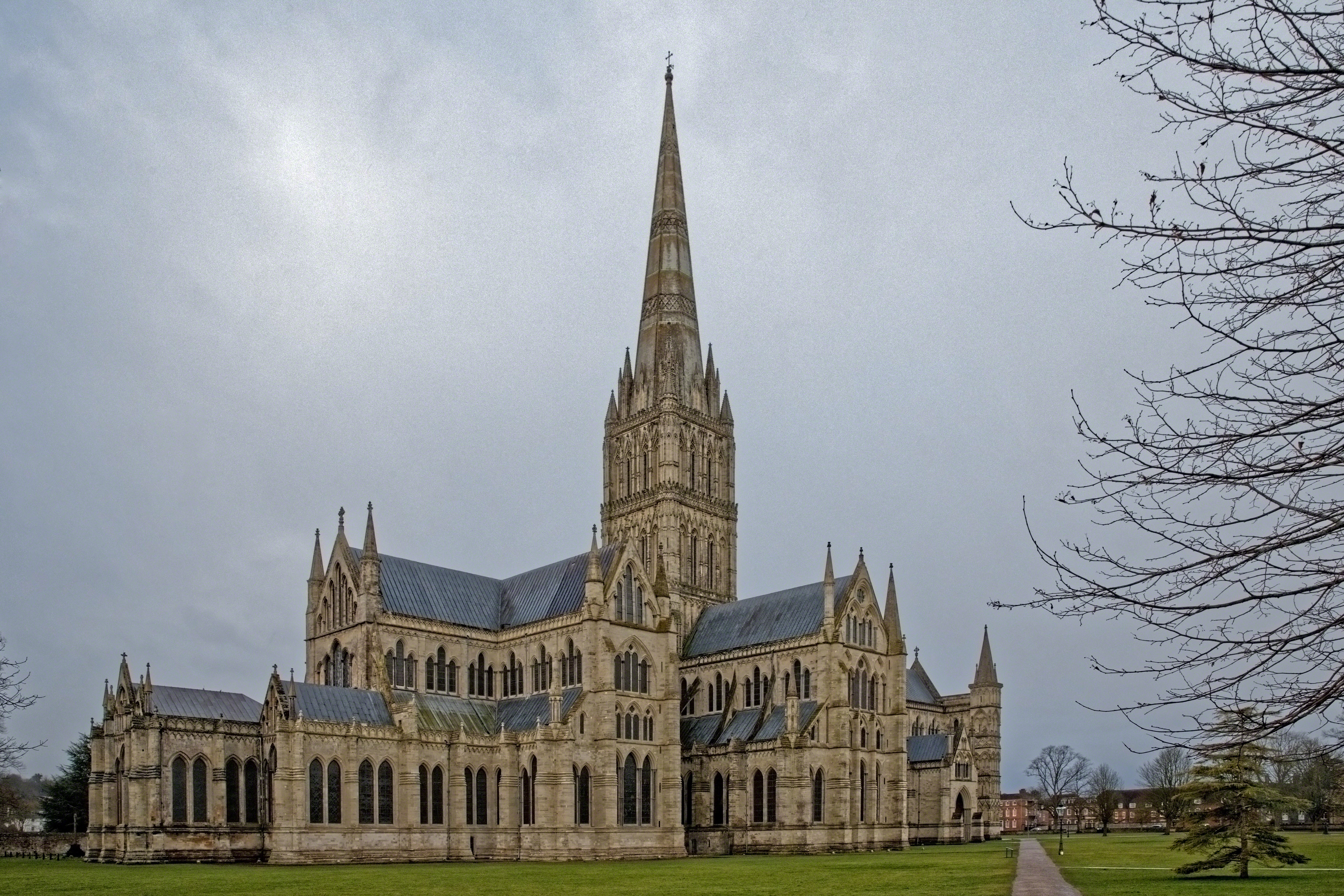
La catedral de Salisbury (1220–1380) vista desde el este, mostrando la fachada norte y la característica aguja de mampostería gris.

Una catedral más temprana se localizaba, entre 1075 y 1228, en la parte superior de la colina, cerca del antiguo fuerte de Old Sarum. A comienzos del siglo XIII se decidió mover la catedral a la llanura. El nuevo edificio fue diseñado en el estilo gótico lancetada por Elias de Dereham y Nicolas de Ely; se inició en 1220, comenzando por el extremo oriental, y avanzando hacia el oeste hasta 1258 en que fue completado, salvo la fachada y la torre central, más tardías. La fachada, el enorme claustro y la capilla poligonal fueron construidos luego por Richard Mason y completados en 1280, disponiendo tracería del decorado geométrico en las aberturas de ventanas y arcadas. Fue cincuenta años antes de que se emprendiese la mayor empresa de la torre y de la espira, comenzados por el arquitecto Richard Farleigh y con detalles bastante más intricados y elaborados que el trabajo temprano. La catedral entera fue completada en 1380, y la única inclusión notable posterior ha sido el refuerzo de los arcos de la torre cuando uno de los soportes comenzó a combarse. Estas tres partes del programa del edificio abarcaron 160 años, con cincuenta años de parón en el medio, siendo es tiempo más corto y estilísticamente menos diverso, lo que hace de Salisbury, por mucho, la más homogénea de todas las catedrales.

### El edificio la catedral de Worcester

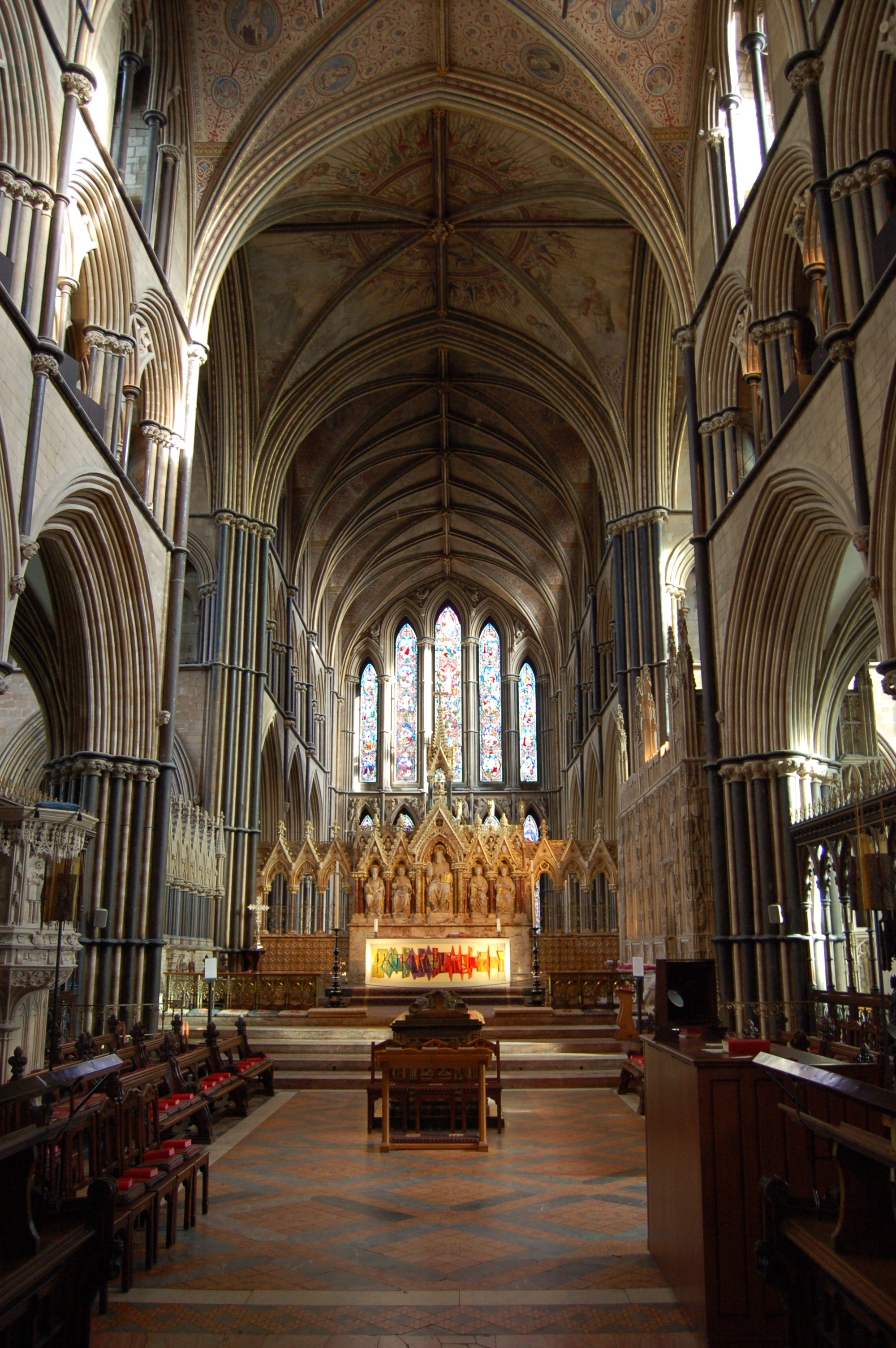
Catedral de Worcester, 1084–1504.

La catedral de Worcester, a diferencia de Salisbury, tiene importantes partes del edificio fechadas en cada uno de los siglos, desde el siglo XI hasta el XVI. La parte más temprana del edificio es la cripta normanda multicolumnada con los capiteles almohadillados sobrevivientes de la original iglesia monástica empezada por Wulfstan en 1084. También del periodo normando es la sala capitular circular de 1120, hecha octogonal por afuera cuando fueron reforzados los muros en el siglo XIV. La nave fue construida y reconstruida fragmentariamente en diferentes estilos por varios arquitectos en un período de 200 años, siendo algunos tramos una transición única entre normando y gótico. Data desde 1170 a 1374. El extremo oriental fue reconstruido sobre la cripta normanda por Alexander Mason entre 1224 y 1269, coincidiendo con, y en un estilo muy similar, al gótico inglés temprano de una gran parte de Salisbury. Desde 1360 John Clyve terminó la nave, construyó sus bóvedas, la fachada occidental, el porche norte y el lado oriental del claustro. El también fortaleció la sala capitular normanda, añadió contrafuertes y cambió la bóveda. Su pieza maestra es la torre central de 1374, que era originalmente soportada con madera, rematada con una arista cubierta de plomo, que ahora no está. Entre 1404 y 1432 un arquitecto desconocido añadió los lados norte y sur del claustro, que fue finalmente cerrado por el lado oeste por John Chapman, 1435-1438. La última adición importante fue la capilla del príncipe Arturo, a la derecha del pasillo sur del coro, en 1502-1504.

## Características destacadas de las catedrales medievales

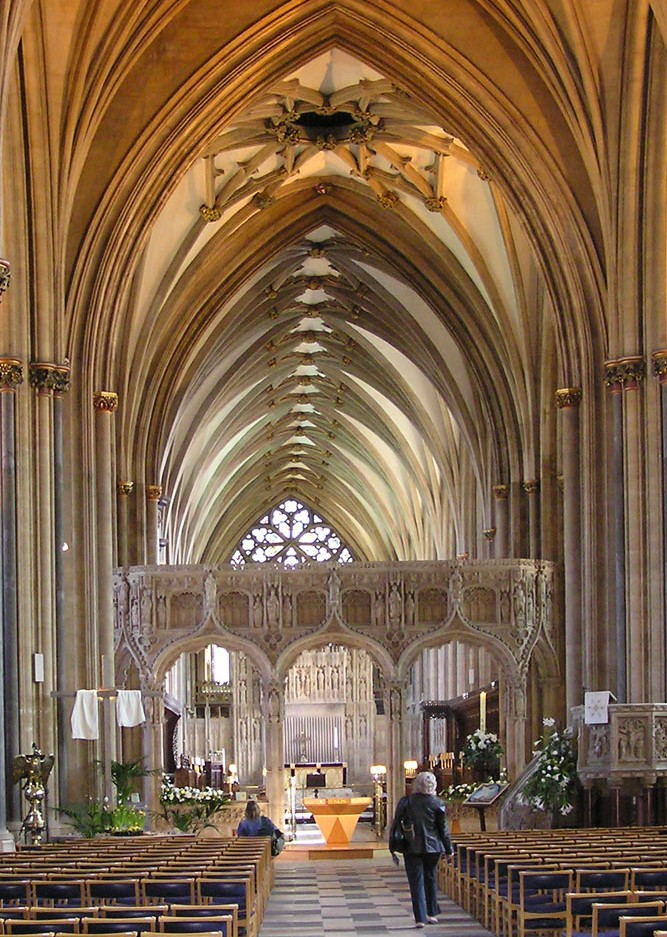
El interior de la catedral de Bristol muestra el inusual patrón de la bóveda de ligadura.

(Nota: todas las fechas corresponden a las dadas por John Harvey.)

### Catedral de Bristol
Empezada en 1140 y completada en 1888, la fama de la catedral de Bristol yace en la única bóveda de lierne del siglo XIV del coro y de las naves laterales del coro, que tienen tres diseños diferentes y que, según Nikolaus Pevsner «... desde un punto de vista de imaginación espacial son superiores a cualquier otra en Inglaterra».

### Catedral de Canterbury

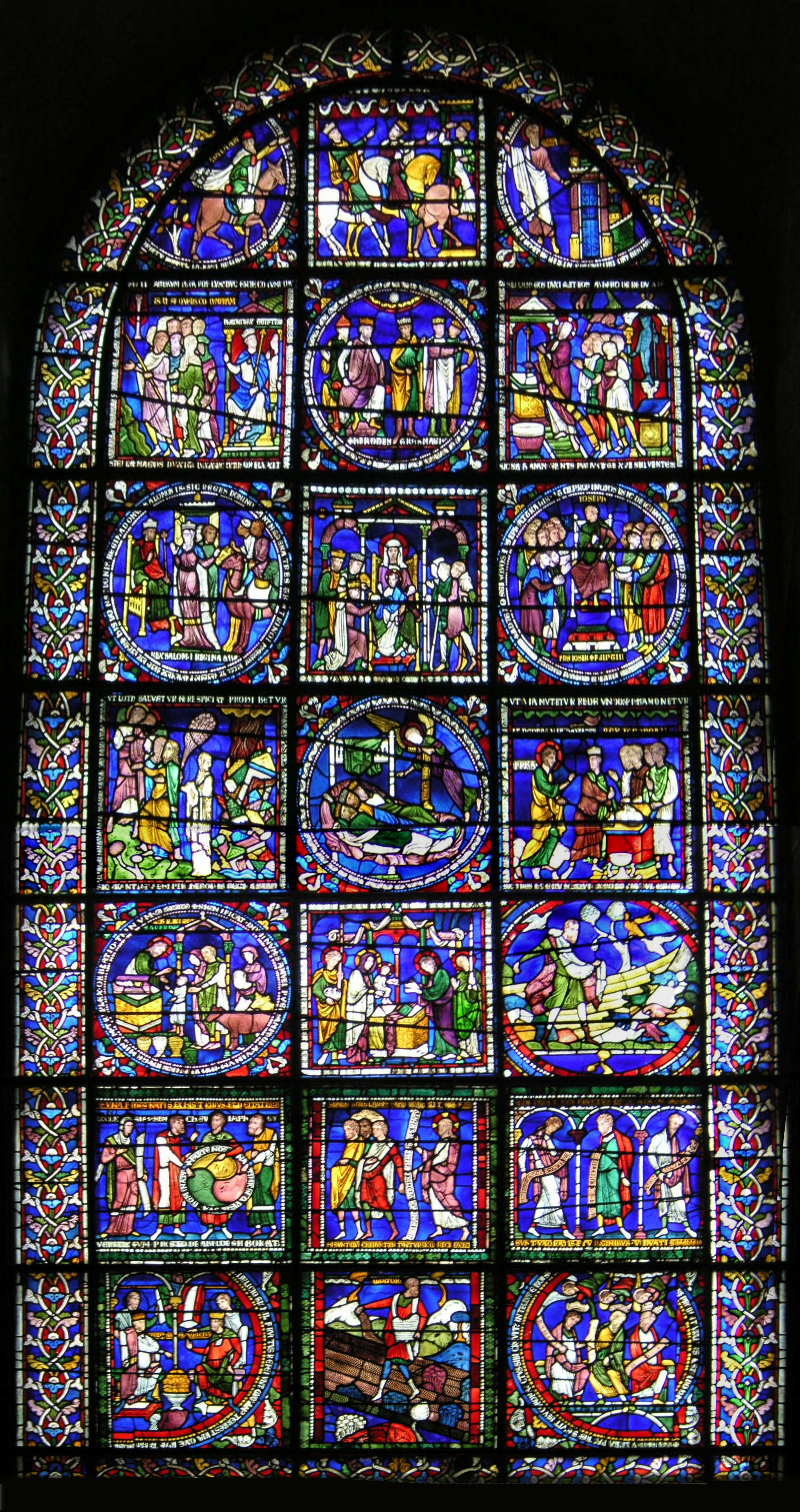
Catedral de Canterbury, ventana de medio punto salpicada con vidrios antiguos predominando el azul

Fundada como catedral en 597, las partes más temprana son de 1070, completadas en 1505, excepto la torre noroeste que se acabó en 1834. La catedral de Canterbury es una de las catedrales más grandes de Inglaterra, y sede del arzobispo de Canterbury. Es famosa por la cripta normanda con capiteles esculpidos, el extremo oriental de 1175-1184 de William de Sens, los vitrales del siglo XII y XIII, la «sumamente hermosa» nave perpendicular de 1379-1405 de Henry Yevele, la tumba del príncipe Negro y el sitio del asesinato de san Thomas Becket.

### Catedral de Carlisle
Fundada en 1092 y completada a principios del siglo XV, la catedral de Carlisle es una de las catedrales más pequeñas desde que fuera demolida su nave por el Ejército Presbiteriano Escocés en 1649. Su característica más significativa es su ventana oriental de nueve luces de decorado fluido de 1322; todavía tiene vidrios medievales en sus secciones superiores, formando «una gloriosa terminación del coro»  y considerada por muchos como la tracería más elegante de Inglaterra.

### Catedral de Chester
Construida entre 1093 y 1537, la catedral de Chester incluye un conjunto de puesto medievales de coro fechados de 1380, con exquisitas figuras talladas. Una característica inusual es el transmito sur largo. El gótico inglés temprano de Lady Chapel es una composición armoniosa en gótico lancetado. Retiene muchos edificios monásticos incluyendo un largo refectorio.

### Catedral de Chichester
Construida entre 1088 y el temprano siglo XV, las características más destacadas de la catedral de Chichester son el retroceso transicional, un par de tempranos relieves tallados normandos y sus campanarios aislados del siglo XV. Su aguja, reconstruida después de que colapsara en 1860, puede ser visto desde el canal de la Mancha.

### Catedral de Durham
Construida entre 1093 y 1490, la catedral de Durham, con la excepción de la parte superior de las torres, la extensión este conocida como Capilla de los Nueve Altares, y la larga ventana oriental de 1341, es enteramente normanda y es considerada por Alec Clifton-Taylor como «la obra maestra incomparable de la arquitectura románica». El interior es «inmensamente impresionante». La Lady Chapel del oeste conocida como Capilla Galilee es una singular construcción normanda diferente en estilo de la catedral misma. La vista de la catedral desde el suroeste es particularmente famosa por su «incomparable entorno» en un empinado promontorio sobre el río Wear. El venerable C.J. Stranks escribió «permanece hoy vasta e impresionante en su fuerza masiva, y aun así tan bien proporcionada que no hay nada en ella que parezca pesado».

### Catedral de Ely

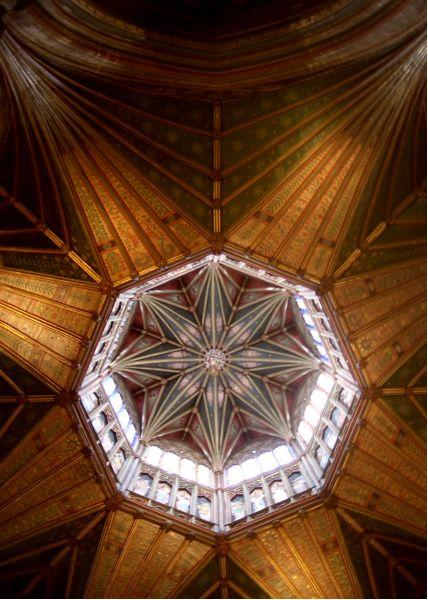
Vista interior desde abajo de la torre octogonal de madera con bóveda de estrella y grandes ventanas de la catedral de Ely.

Con el presente edificio fechado entre 1090 y 1536, la catedral de Ely tiene una significativa nave normanda y un coro en estilo gótico decorado, pero sus características más importantes son su única torre oeste, de 1774, y su octágono central de 1322, que Clifton-Taylor describe como «una de las maravillas de la arquitectura catedralicia inglesa». También tiene una singular Lady Chapel, muy larga, independiente con una bóveda muy amplia y arcadas de piedra intrincadamente talladas alrededor de la cedilla.

### Catedral de Exeter.
Fechada de 1112 a 1519, la catedral de Exeter es el mayor ejemplo de una catedral construida principalmente en el tardío estilo gótico decorado del siglo XIV. Tiene una impresionante bóveda, la bóveda medieval más larga del mundo, que corre entre dos torres normandas ubicadas sobre los transeptos, una disposición única entre las catedrales. Exeter tiene muchos detalles esculturales, incluyendo figuras en su fachada occidental.

### Catedral de Gloucester
Fechada de 1098 a 1493, la catedral de Gloucester tiene una nave normanda con masivos pilares de mampostería, y una elegante torre de gótico perpendicular del siglo XV, pero su característica principal es el extremo oriental, reconstruido en el siglo XIV como un temprano ejemplo del gótico perpendicular y con la ventana medieval más alta del mundo, con un área igual a una cancha de tenis. El claustro tiene ejemplos tempranos de una bóveda de abanico.

### Catedral de Hereford

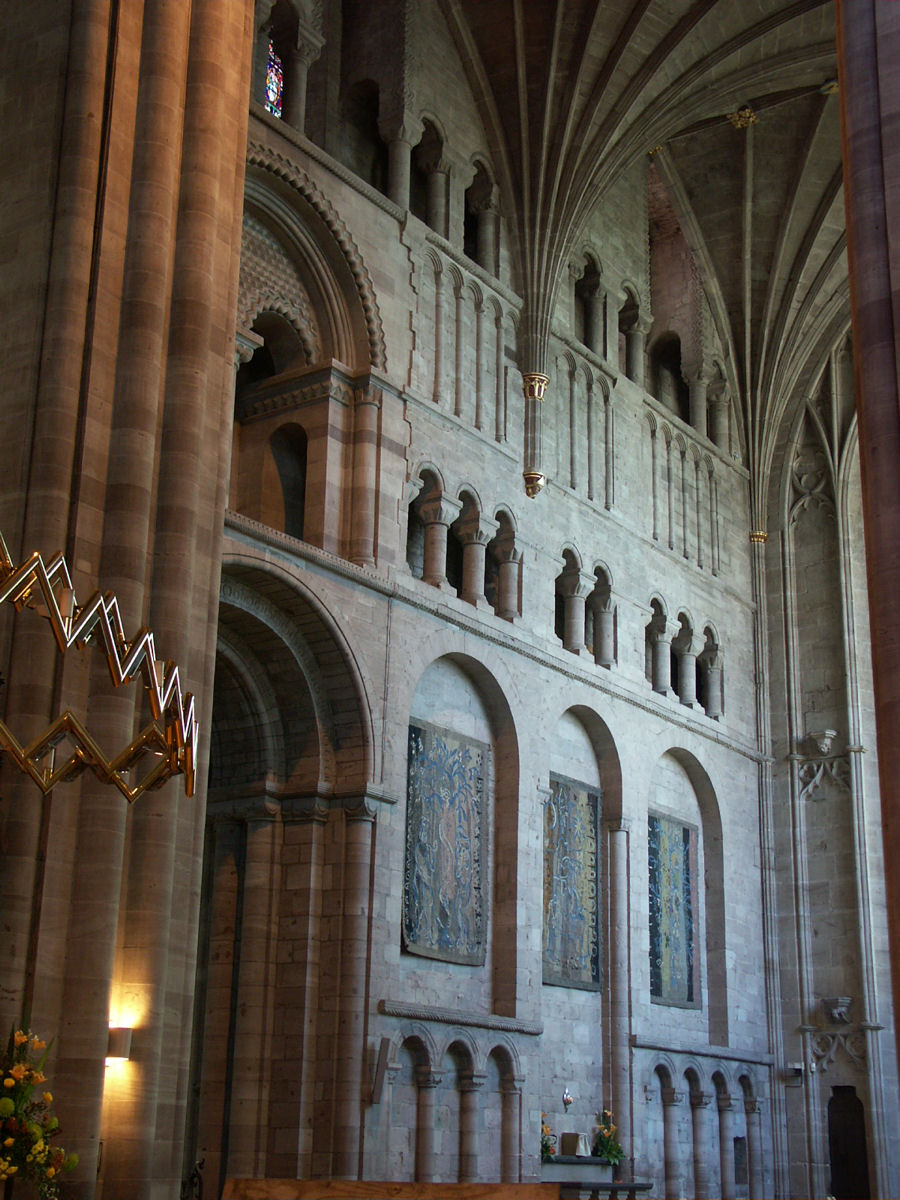
El transepto sur de Hereford del, con un muro panelado con arcos normandos poco profundos y galerías abiertas.

Construida entre 1079 y 1530, con una fachada occidental del siglo XIX, la catedral de Hereford tiene una nave normanda y una larga torre central. Otras importantes características son el inusual estilo del transepto norte y el porche norte, también del siglo XIII, pero muy ampliado hasta el siglo XVI. La Lady Chapel, de estilo gótico inglés temprano, es considerada «una de la más hermosas del siglo XIII».

### Catedral de Lichfield
Aunque fechada de 1195 a 1400, la catedral de Lichfield tiene un interior que presenta una apariencia armoniosa, debida a haber experimentado  grandes restauraciones y a un nuevo mobiliario en el siglo XIX. La nave es muy elegante y la Lady Chapel absidial tiene ventanas muy altas, dando más bien una impresión francesa. Lichfield es la única catedral que conserva las tres espiras medievales.

### Catedral de Lincoln

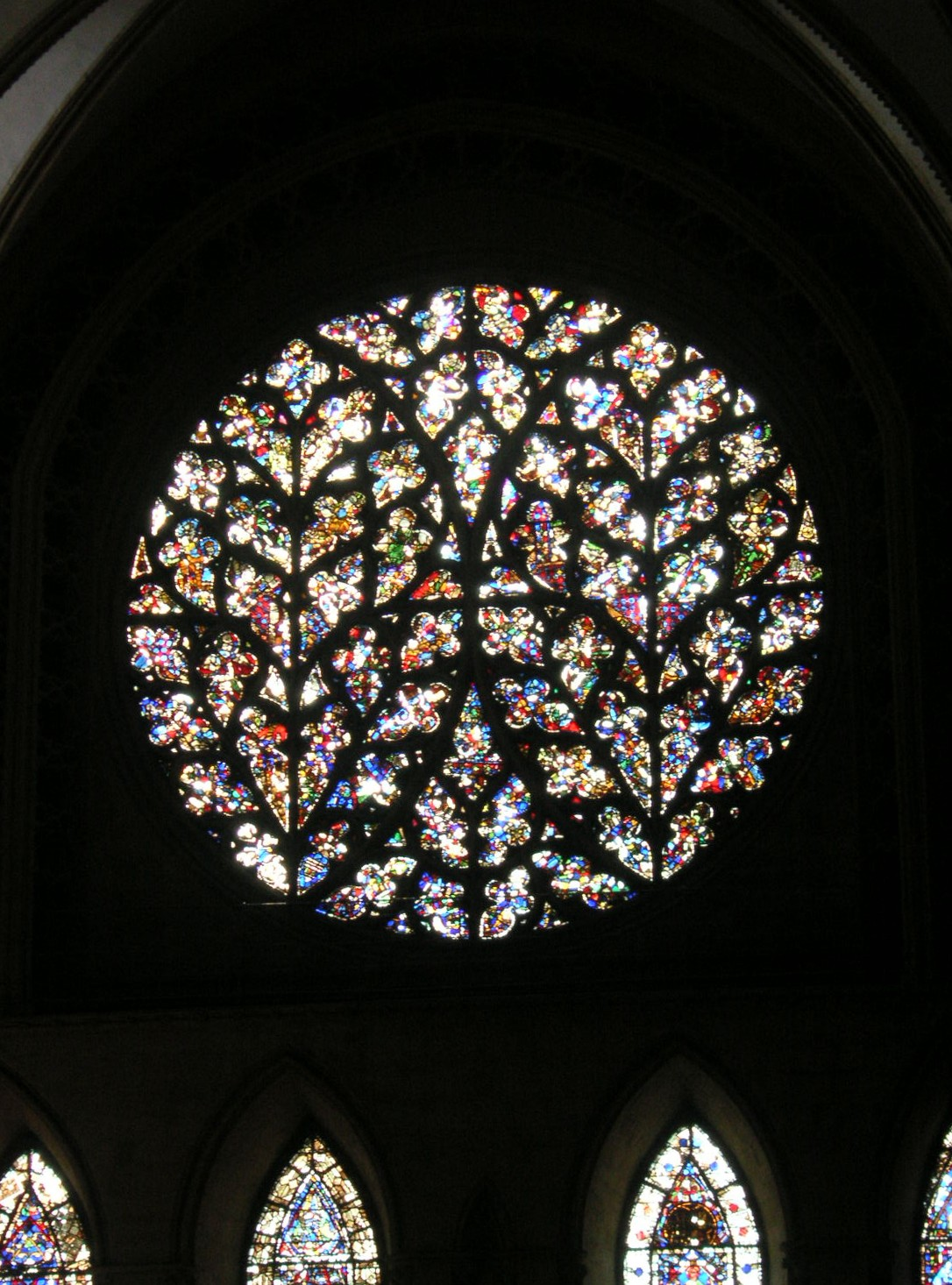
El «Ojo del obispo», en Lincoln, un rosetón muy elaborado.

Fechada entre 1074 y 1548, la catedral de Lincoln es una de las catedrales inglesas más largas y para John Ruskin, arquitectónicamente, es mejor que de otras dos cualquiera puestas juntas. Edward Freeman la describe como «uno de las obras humanas más adorables». Conserva porciones de tres arcos normandos masivos en la fachada occidental y mucha escultura alrededor del portal central muy restaurada. La torre central es la más alta de Inglaterra y es visible desde muchos kilómetros ya que se eleva de modo espectacular en lo alto de una colina. La sala capitular decagonal, con sus enormes arbotantes, es la primera sala capitular poligonal en Inglaterra. En el interior, el «Coro del Ángel», considerada obra del siglo XIII, es la parte más conseguida con «hermosas capas de tracería»  y enriquecido con ángeles tallados. Los transeptos tienen dos rosetones, el «Ojo del Deán» en el norte, fechado en 1200 que conserva el vidrio original, mientras el decorado fluido en el «Ojo del obispo», en el sur, está relleno con fragmentos medievales rescatados.

### Catedral de Mánchester
La catedral de Mánchester empezó como iglesia parroquial y fue re-fundada como colegio religioso en 1422. Gran parte de la edificación fue diseñada por John Wastell (1485-1506). Es un estilo muy diferente del de las anteriores grandes iglesias, a veces es listada como una de las 13 catedrales iglesia parroquiales anglicanas. Sus dobles naves laterales le dan una anchura más amplia que cualquier catedral Inglesa (115 pies); y también tiene el conjunto de asientos del coro medieval tardío más rico y misericordioso del país.

### Catedral de Norwich

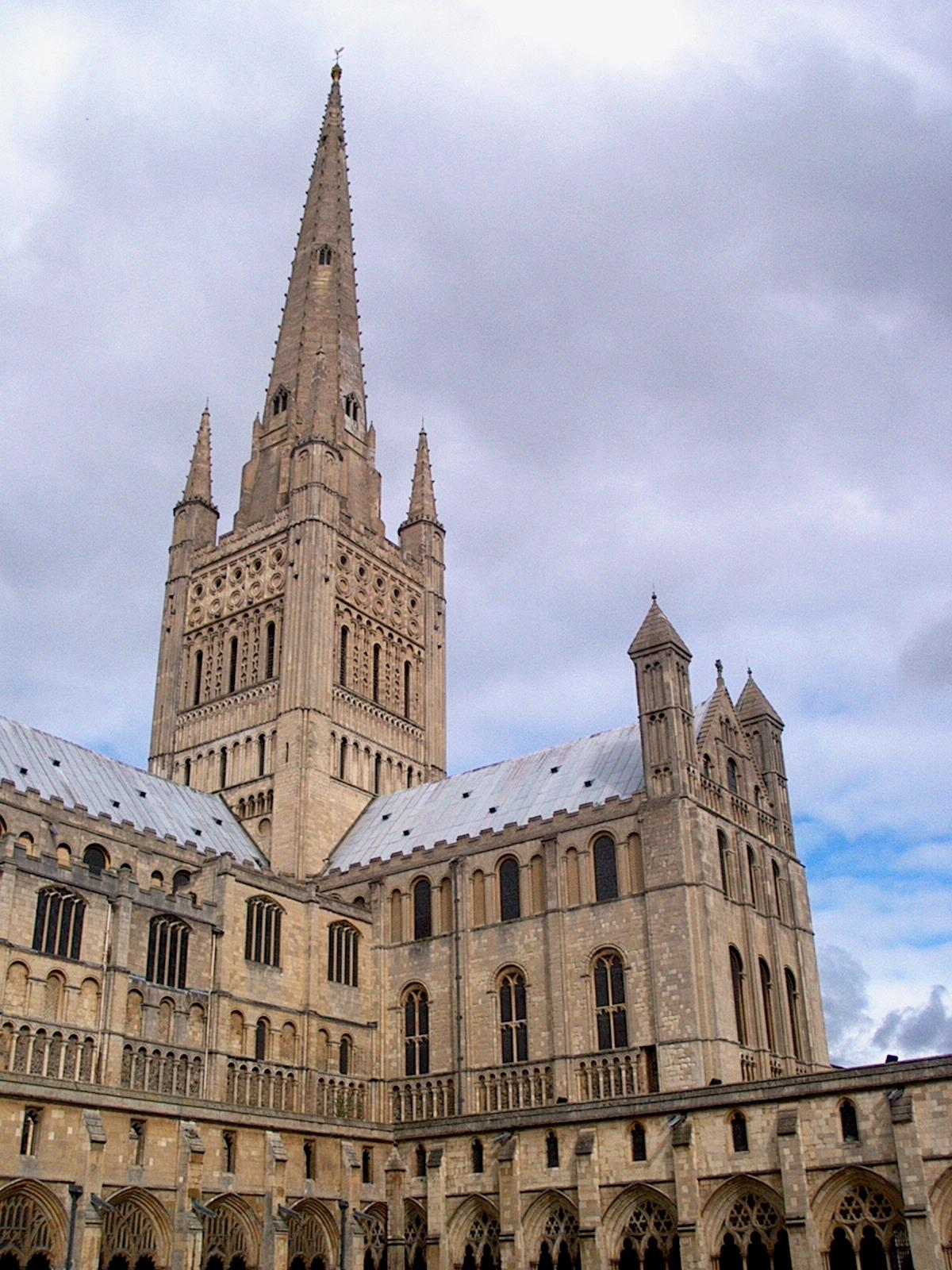
La robusta torre de Norwich con detalles normandos y la aguja del enmarcada por cuatro pináculos.

La catedral de Norwich, construida entre 1096 y 1536, tiene una forma normanda ya que conserva la mayor parte de su estructura original de piedra, que luego fue abovedado entre 1416 y 1472 de una manera espectacular, con cientos de patrones decorativos tallados, pintados y dorados. También tiene la torre normanda más elegante de Inglaterra, rematada por una espira del siglo XV, y un gran claustro con muchos más florones.

### Catedral de Oxford

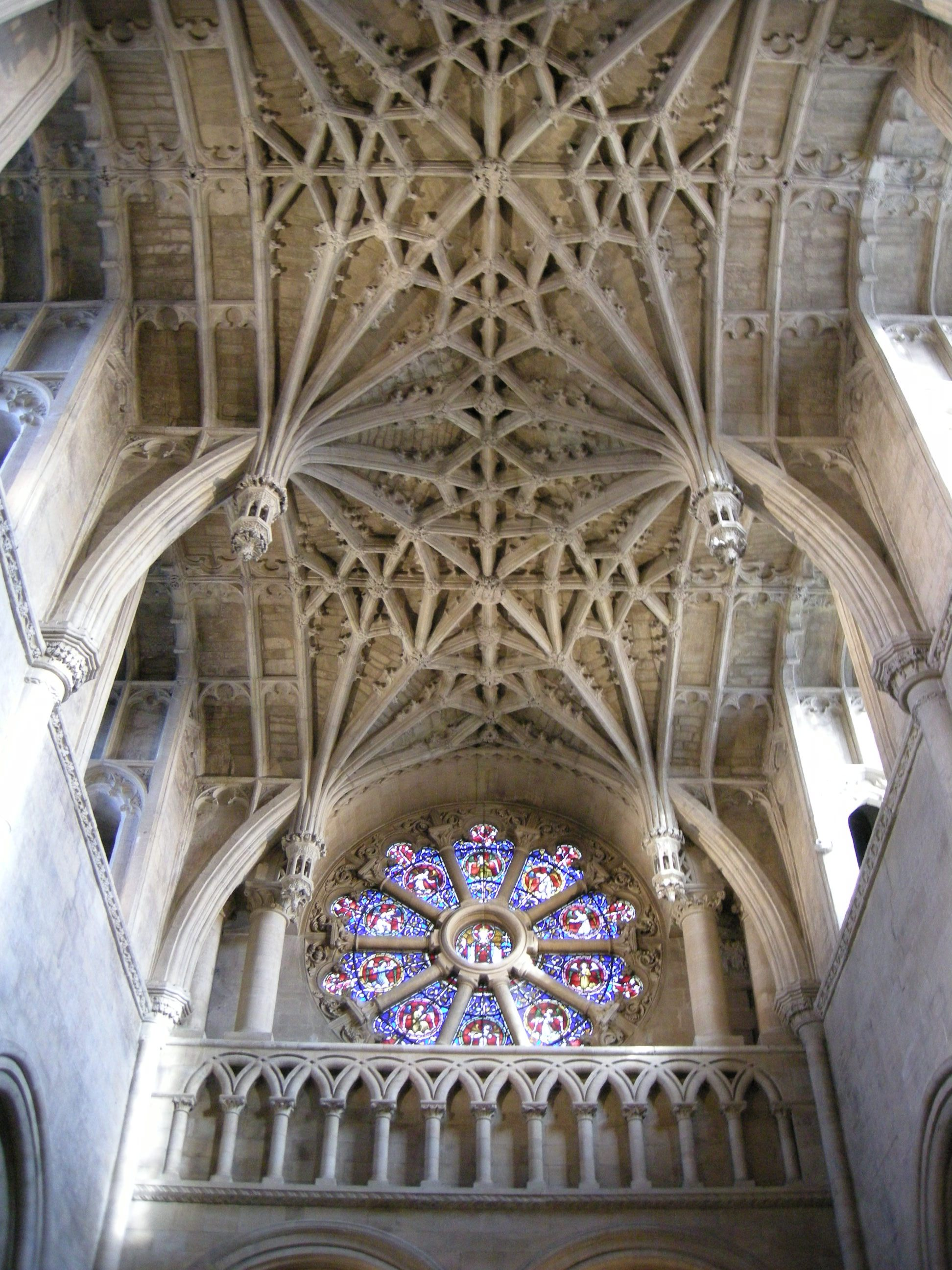
Interior normando de la muy pequeña catedral de Oxford,con una bóveda gótico tardío con un raro diseño de bóveda pinjante.

Fechada de 1158 hasta comienzos del siglo XVI, la catedral de Oxford fue siempre una catedral pequeña y quedó más pequeña aun por la destrucción de la nave en el siglo XVI. La espira de piedra, de 1230, es una de las más antiguas de Inglaterra y contribuye a la tradición de Oxford como la «ciudad de los espiras soñadas». Su característica más inusual es la bóveda pinjante sobre el coro normando del siglo XV tardío.

### Catedral de Peterborough

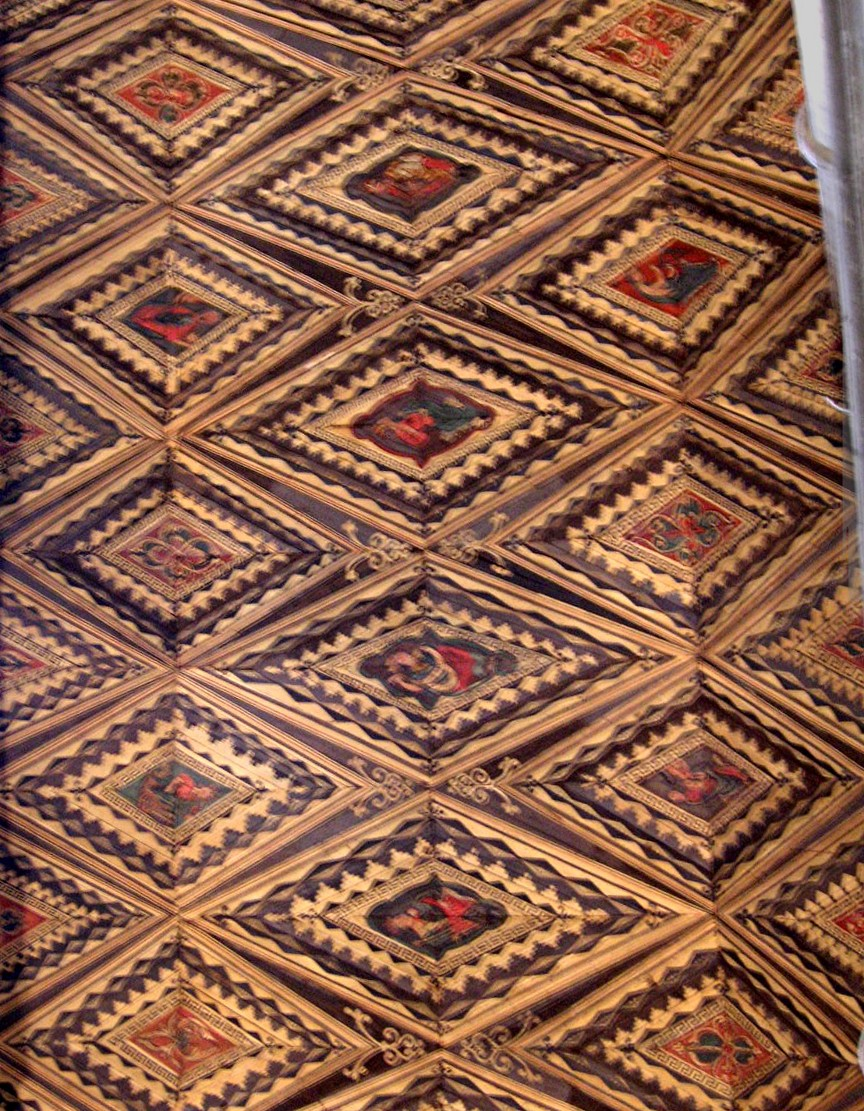
El techo de madera pintada en Peterborough, en rojo, amarillo y café con motivos figurativos en forma de diamante.

Construida entre 1117 y 1508, la catedral de Peterborough es notable por ser la catedral normanda menos alterada, con su célebre y singular fachada occidental gótico inglés temprano, con su porche tardío y la reconstrucción en gótico perpendicular del ambulatorio hecha por John Wastell en diferentes estilos. J.L. Cartwright escribió de la fachada occidental que es «una magnífica entrada a un edificio sagrado tanto como se pudiera imaginar». El largo techo de madera de la nave es original y ha mantenido su pintura desde 1220.

### Catedral de Ripon
Datada del siglo VII al 1522, la catedral de Ripon preserva la cripta original de la iglesia construida por san Wilfredo. La fachada occidental ha permanecido inalterada y mantiene su composición armoniosa de gótico inglés temprano. El coro ha conservado sus asientos ricamente tallados del siglo XIV, famosos por las varias figuras vividas.

### Catedral de Rochester

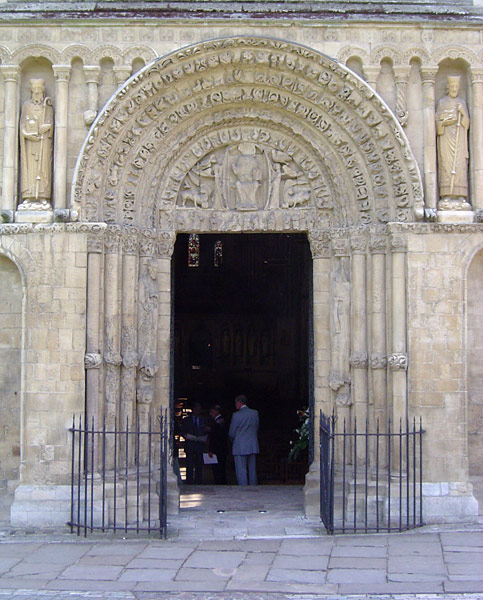
La puerta occidental normanda de Rochester, jambas esculpidas y la figura de Cristo en el arco sobre el dintel.

Fechada desde 1177 a 1512, la catedral de Rochester tiene una nave y cripta normandas, y un coro gótico inglés temprano. Su característica más destacable es el raro y exuberante portal normando tallado, que tiene, desafortunadamente, muchos daños.

### Catedral de San Albans
Construida entre 1077 y 1521, la catedral de San Albans es única entre las catedrales porque en gran parte, incluyendo la alta torre normanda, está construida con ladrillos salvados de la ciudad romana de Verulamium. Tanto externa como internamente, la torre es la característica más significativa. San Albans también conserva algunas pinturas murales medievales, como también el techo de madera pintado de finales del siglo XIII.

### Catedral de Salisbury
Construida entre 1220 y 1380 con refuerzos estructurales adicionales del siguiente siglo, la catedral de Salisbury personifica el ideal de catedral inglesa, a pesar de que la unidad de estilos la hace estar lejos de lo habitual. Su fama descansa en sus armoniosas proporciones, particularmente en el exterior, donde la concentración masiva de partes horizontales contrasta con la aguja vertical y la hace una de las más famosas composiciones arquitectónicas del periodo medieval. El canónigo Smethurst escribió «simboliza la apacible hermosura de la campiña inglesa..., las verdades eternas de la fe cristiana expresada en piedra...».

### Catedral de Southwark
Contorneada en 1220 y 1420, la catedral de Southwark tiene su nave demolida y reconstruida a finales del siglo XIX por Arthur Blomfield. Tiene una elegante torre y coro de estilo gótico inglés temprano que conserva un elaborado retablo del siglo XVI, equipado con estatuas que remplazan las destruidas en el siglo XVII.

### Catedral de Southwell

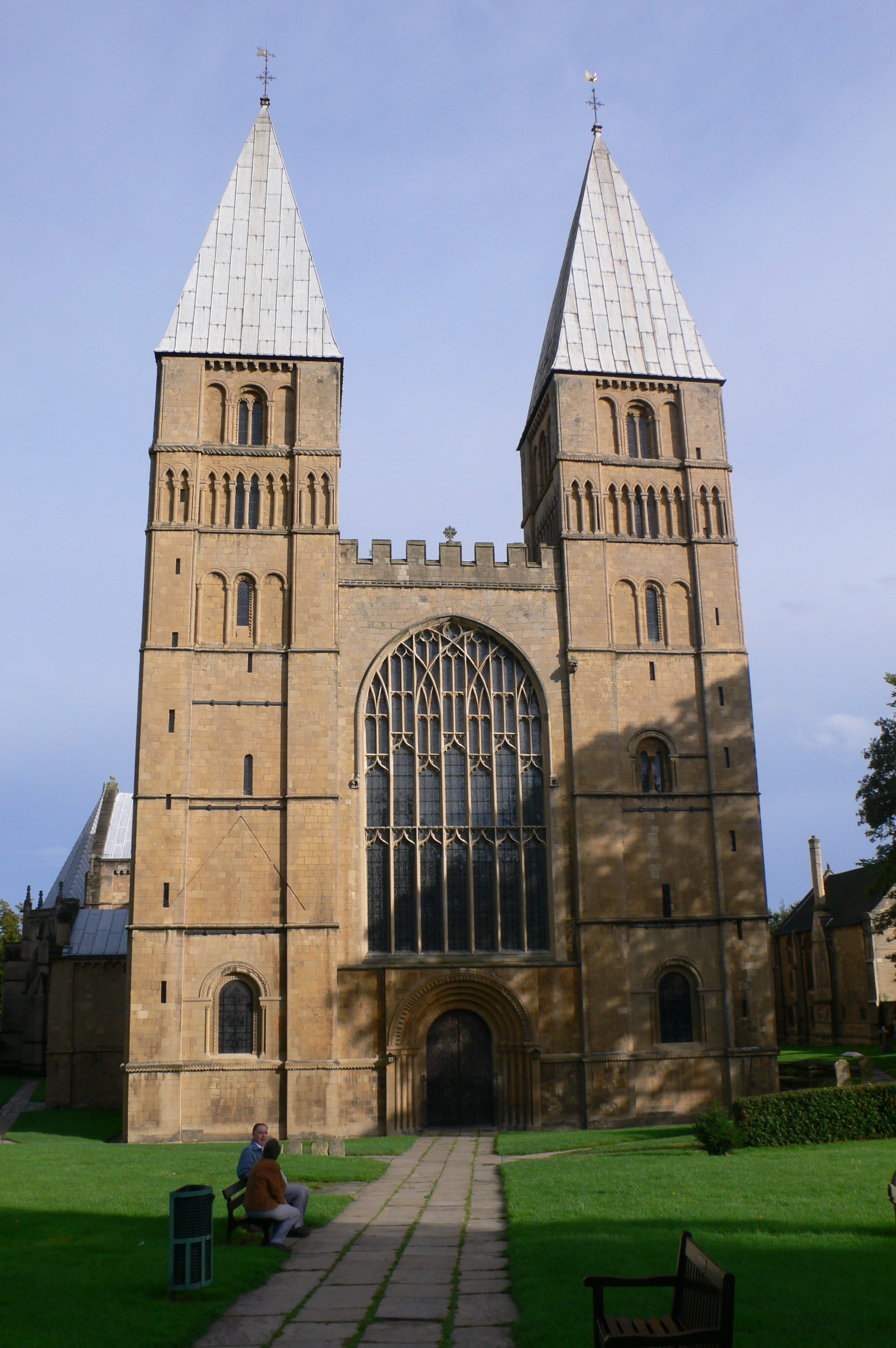
La fachada occidental de la catedral de Southwell: un simple frente normando con dos torres superadas por una corta aguja piramidal. Una larga ventana gótica fue posteriormente insertada entre las torres.

Construida entre 1208 y 1520, la catedral de Southwell (Southwell Minster) tiene una fachada normanda intacta, excepto por la inserción de la alta ventana de estilo perpendicular que ilumina la nave normanda. La fama particular de Southwell es la sala capitular de finales del siglo XIII, que alberga el más famoso tallado medieval floral de Inglaterra, descrito por Nikolaus Pevsner como «pulsante con vida».

### Catedral de Wells
Construida entre 1175 y 1490, la catedral de Wells ha sido descrita como «la más poética de las catedrales Inglesas». Gran parte de la edificación es de estilo gótico inglés temprano y está ricamente enriquecida por la profunda naturaleza escultórica de la moldura y la vitalidad de las capitales talladas en estilo foliar conocido como "hoja rígida". El extremo oriental conserva mucho del vidrio original, lo que es raro en Inglaterra. El exterior tiene la fachada más conseguida del gótico inglés temprano y una alta torre central.

### Catedral de Winchester

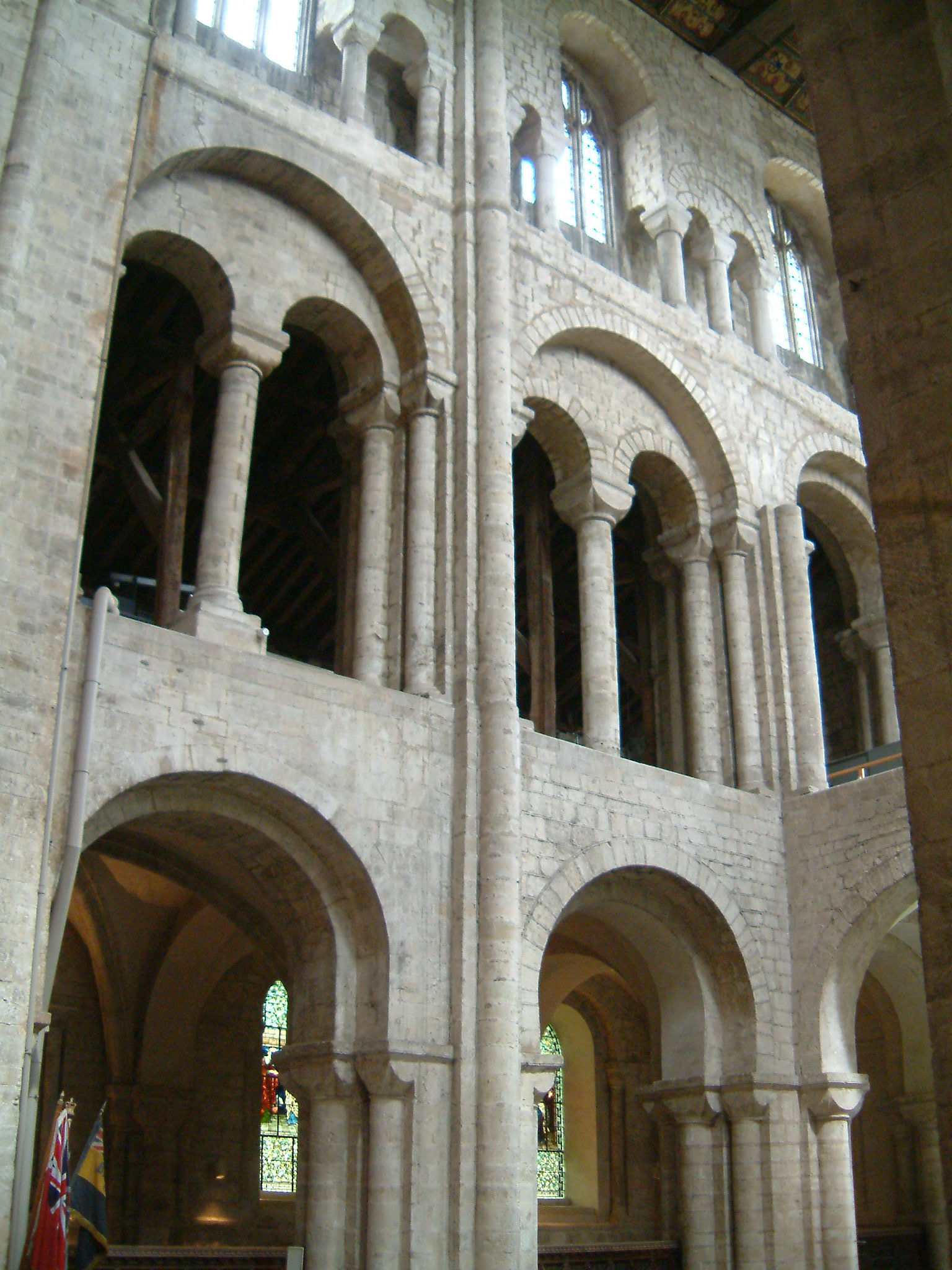
El transepto norte de Winchester, con la arcada normanda en tres niveles

Construida entre 1079 y 1532, la catedral de Winchester tiene una historia arquitectónica inusual. El exterior, aparte de las ventanas modificadas, da la impresión de un edificio normando masivo y en efecto, es la iglesia medieval más larga del mundo. Sin embargo, la fachada occidental es ahora perpendicular, con su enorme ventana colmada de fragmentos de vidrio medieval. Dentro, solamente la cripta y los transeptos conservan su apariencia normanda. La espectacular nave perpendicular con su alta arcada y fuerte énfasis vertical ha sido literalmente tallada en el interior original normando. El reverendo Sykes escribió «bien podría el visitante que entra... por la puerta occidental jadear con asombro». Winchester es también famosa por sus accesorios de madera tallada de diferentes períodos.

### Catedral de Worcester
Construida entre 1084 y 1504, la catedral de Worcester presenta cada uno de los estilos medievales, desde el normando hasta el perpendicular. Es famosa por su cripta normanda, y por su sala capitular circular, que se convirtió en el modelo del cual derivaron toda una serie de salas capitulares británicas poligonales. También notables son las series de inusuales tramos góticos transicionales, la fina carpintería y la torre central, que aunque no muy alta, tiene elegantes proporciones.

### Catedral de York

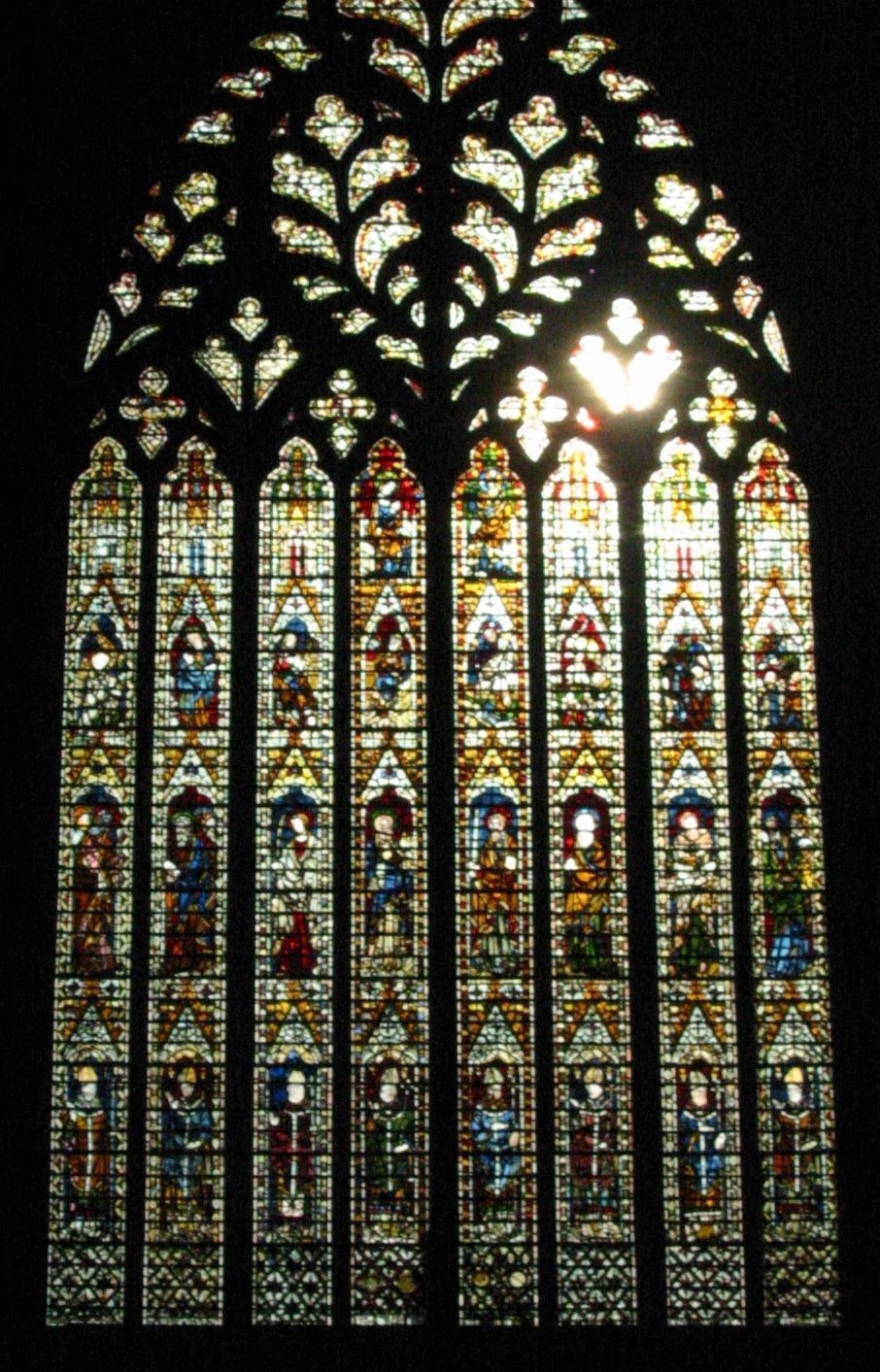
La ventana oeste de la catedral de York, una alta ventana de ocho luces con una elaborada tracería en forma de un sagrado corazón.

Construida entre 1154 y 1500, la catedral de York (York Minster) es una de las iglesias góticas más grandes del mundo. La engañosamente simple planta de extremos orientales y occidentales cuadrados y con un único transepto que divide el edificio en partes iguales, desmiente la riqueza arquitectónica del edificio. Los restos de la cripta normanda indican que el edificio más viejo debió haber sido tan masivo y ornamentado como Durham. Los transeptos de estilo gótico inglés temprano son ambos famosos: el sur tiene una compleja disposición de lancetas y rosetón constituyendo una verdadera fachada de entrada. En el lado norte están las ventanas de lanceta llamadas las «Cinco Hermanas», de solo 1,50 m de ancho cada una, pero de 17,35 m de altura. El interior de York es muy espacioso. La fachada occidental, con sus torres emparejadas en un armonioso conjunto del período decorado tardío; la alta ventana central, llamada el «Corazón de Yorkshire», tiene fina tracería de decorado fluido, mientras la larga ventana este está en estilo perpendicular. Una extraña característica de la catedral de York son estas importantes ventanas que conservan todas sus vidrios medievales, de ca. 1270, 1335 y 1405, respectivamente.

## Arquitectos
Las investigaciones de John Harvey han descubierto los nombres de muchos arquitectos medievales, y por el seguimiento de características de estilos, ha sido algunas veces probado rastrear sus carreras de un edificio a otro. Los principales arquitectos eran muy bien pagados —especialmente aquellos empleados en trabajos del rey— y a menudo pueden ser identificados por los pagos regulares en las cuentas de las catedrales.
Ningún dibujo arquitectónico sobrevivió de ninguna catedral inglesa anterior a 1525 (aunque un diseño ingenieril para una nueva propuesta de suministro de agua en la catedral de Canterbury existe en un plan del siglo XII. Detalles arquitectónicos, tales como diseños de tracería de ventana, no fueron ejecutados a escala de dibujo, pero fueron cincelados a tamaño completo en un piso grande y plano de yeso, ejemplos de los cuales sobrevivieron en York y Wells.
La construcción medieval era estacionaría, el trabajo en el lugar se llevaba a cabo solamente en primavera y verano, cuando había buena luz y el clima más confiable. Cada otoño, todas las superficies expuestas eran cubiertas contra el daño por frío. Los arquitectos trabajaban en invierno en la casa de trazado (que en York tiene dos chimenea y privado) para preparar los diseños de la campaña de la siguiente temporada. Ellos traducían los diseños en conjuntos de planillas transversales de roble, que se daban a los talladores de piedra. La construcción de catedrales e iglesias mayores empezaba casi invariablemente en el brazo oriental, y luego procedían hacia el oeste, erigiendo las torres al final.
Los arquitectos conocidos son:
- Robert the Mason, ca. 1100, abadía de San Albans;
- William de Sens, fal. 1184, coro de Canterbury;
- William the Englishman fal. 1214, coro de Canterbury;
- Elias de Dereham fal. 1246, Salisbury;
- Michael de Canterbury fal. 1321, Canterbury;
- Henry Wy ca. 1324, nave de San Albans;
- William Ramsey fal. 1349, Norwich, Ely, sala capitular de la antigua San Pablo, Lichfield presbytry;
- William Hurley fal.1354, linterna de Ely;
- Richard of Farleigh fal. 1364, chapitel y torre de Salisbury, Exeter;
- Alan of Walsingham fal.1364, octógono de la catedral de Ely;
- John Clyve fal. 1374, nave, torre y frente oeste de la catedral de Worcester;
- Henry Yevele fal. 1400, nave de Canterbury, pantalla de Durham Neville;
- William Wynford fal. 1405, nave de la catedral de Winchester;
- Thomas Mapilton fal. 1438, torre de la catedral de Canterbury SW;
- William Smyth fal. 1490, bóvedas de la catedral de Wells;
- William Orchard (architect) fal. 1504, bóvedas de la catedral de Oxford;
- John Wastell fal. 1515, torre de la catedral de Canterbury, retro coro de la catedral de Peterborough, Mánchester,

## Notas

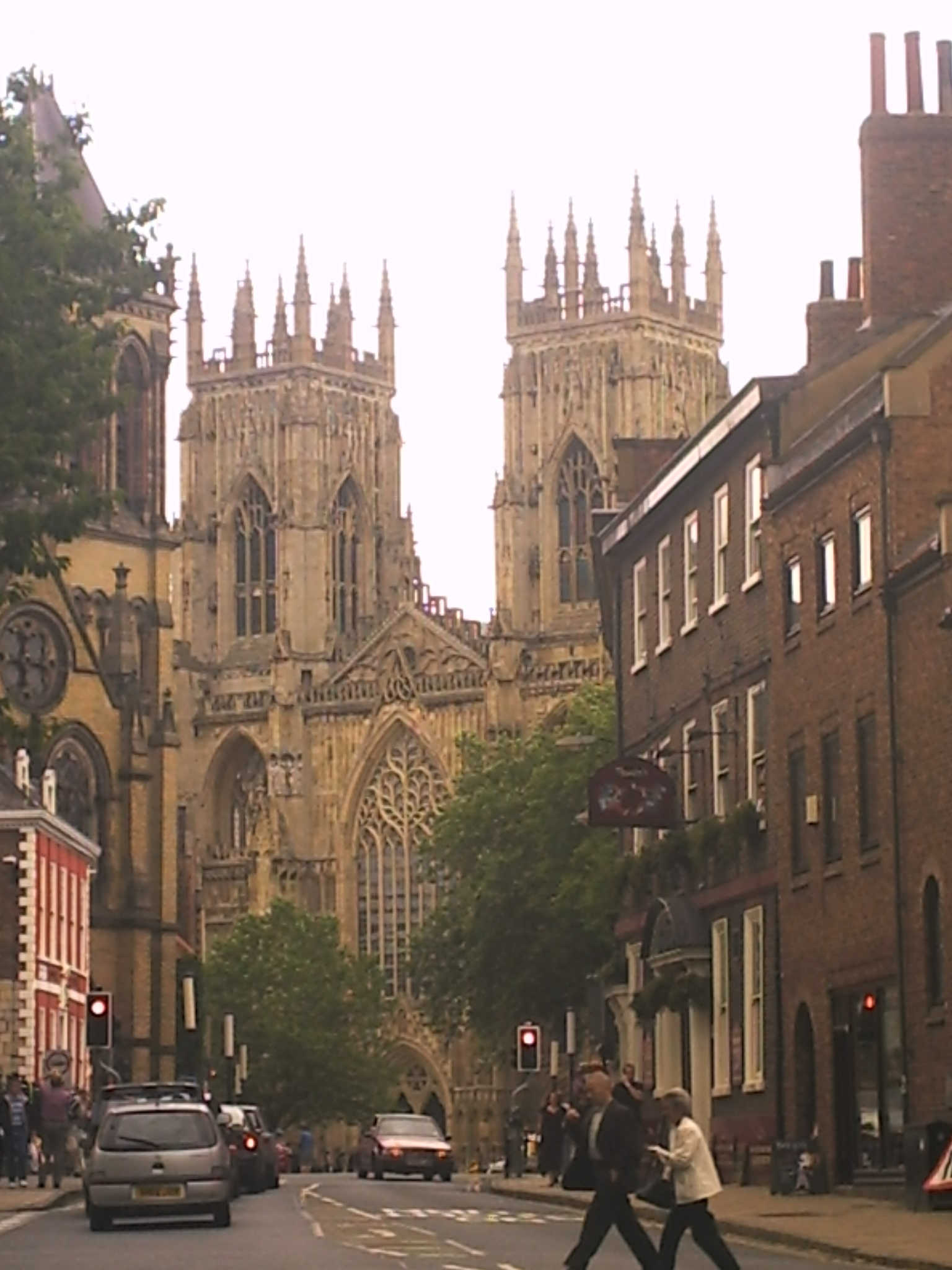
Las torres con pináculos occidentales de York Minster se alzan del paisaje urbano

### Bibliografía

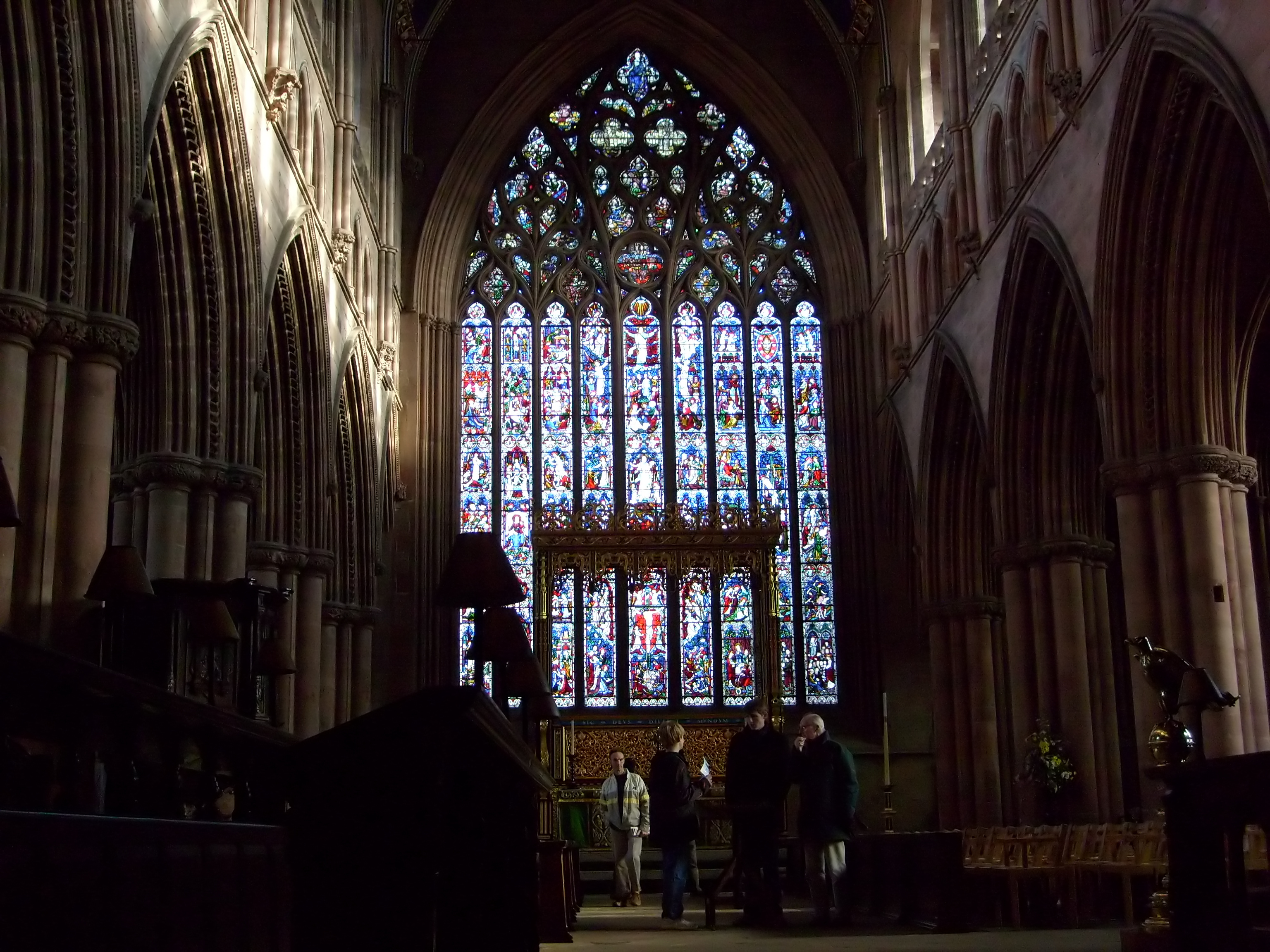
Catedral de Carlisle mostrando su tracería aclamada como excelente en Inglaterra

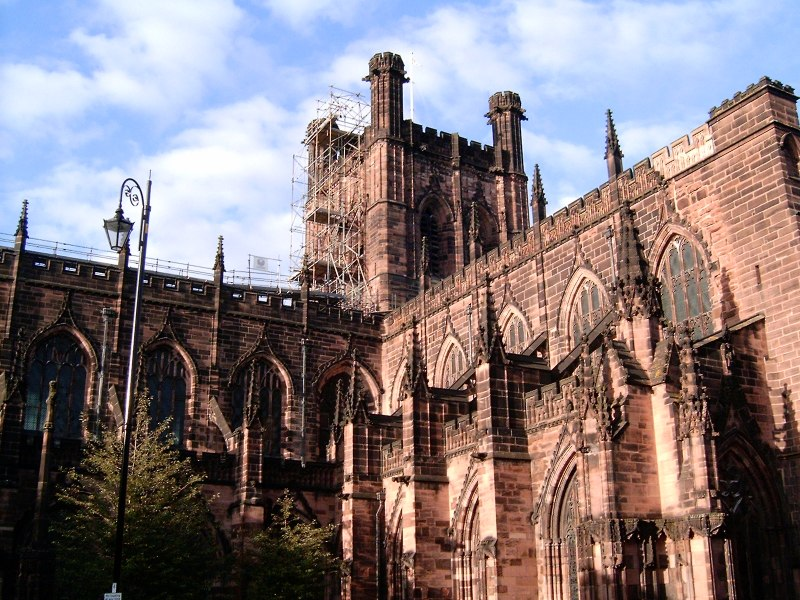
Ventanas de la catedral de Chester, que tienen molduras curvilíneos.

### Para más información
- Draper, Peter (2006). The Formation of English Gothic; Architecture and Identity, 1150–1250. Yale University Press. ISBN 978-0-300-12036-3.